# فهرست قنات‌های شهرستان بیرجند
جدول زیر بر اساس آمار وزارت جهاد کشاورزی تهیه شده‌است. فهرست زیر قنات‌های شهرستان بیرجند در استان خراسان جنوبی را نشان می‌دهد.
| نام قنات       | موقعیت                   | نزدیک‌ترین روستا   | طول قنات (متر) | تعداد میله چاه | عمق مادر چاه | دبی (لیتر بر ثانیه) | سطح زیر کشت (هکتار) |
| -------------- | ------------------------ | ----------------- | -------------- | -------------- | ------------ | ------------------- | ------------------- |
| آب خنک         | بخش مرکزی شهرستان بیرجند | بوشاد             | ۳۰۰            | ۱۰             | ۱۵           | ۴                   | ۵                   |
| آب زردان       | بخش خوسف شهرستان بیرجند  | مهنج              | ۲۵۰            | ۸              | ۱۰           | ۳                   | ۳                   |
| آب زردان       | بخش خوسف شهرستان بیرجند  | همند              | ۲۰۰            | ۸              | ۶            | ۵                   | ۱۰                  |
| آبشور          | بخش خوسف شهرستان بیرجند  | ماژان             | ۱۵۰۰           | ۴۰             | ۲۰           | ۳۰                  | ۴۰                  |
| آبشور          | بخش خوسف شهرستان بیرجند  | ماژان             | ۱۵۰۰           | ۵۵             | ۲۰           | ۳۰                  | ۴۰                  |
| آرویچ          | بخش مرکزی شهرستان بیرجند | آرویچ             | ۱۱۰۰           | ۵۵             | ۱۰           | ۵                   | ۸                   |
| آسیاب          | بخش مرکزی شهرستان بیرجند | آسیاب خیرآباد     | ۱۵۰            | ۵              | ۱۲           | ۴                   | ۸                   |
| آسیاهوک        | بخش مرکزی شهرستان بیرجند | افضل‌آباد          | ۴۰۰            | ۱۵             | ۱۵           | ۲                   | ۴                   |
| آوازک          | بخش مرکزی شهرستان بیرجند | ساقی              | ۳۰۰            | ۱۰             | ۱۲           | ۲                   | ۳                   |
| ا آباد         | بخش خوسف شهرستان بیرجند  | سیب چاه           | ۳۰۰            | ۹              | ۱۰           | ۲                   | ۳                   |
| ابدله          | بخش خوسف شهرستان بیرجند  | ابدله             | ۴۰۰            | ۸              | ۱۰           | ۴                   | ۱۰                  |
| ابدله          | بخش خوسف شهرستان بیرجند  | ابدله             | ۴۰۰            | ۱۵             | ۱۰           | ۰                   | ۲                   |
| ابراهیم میرزا  | بخش مرکزی شهرستان بیرجند | ابراهیم میرزا     | ۱۰۰            | ۳              | ۱۰           | ۳                   | ۶                   |
| ابراهیم‌آباد    | بخش مرکزی شهرستان بیرجند | گوگچین            | ۱۵۰            | ۵              | ۴            | ۰                   | ۱                   |
| ابراهیم‌آباد    | بخش مرکزی شهرستان بیرجند | سیچان             | ۱۵۰۰           | ۵۰             | ۱۲           | ۰                   | ۴                   |
| ابراهیم‌آباد    | بخش خوسف شهرستان بیرجند  | گیوشاد            | ۳۰۰            | ۱۰             | ۱۲           | ۲                   | ۵                   |
| ابراهیم‌آباد    | بخش مرکزی شهرستان بیرجند | فوداج             | ۳۰۰            | ۱۰             | ۱۲           | ۴                   | ۸                   |
| ابراهیم‌آباد    | بخش مرکزی شهرستان بیرجند | رهنیچ             | ۴۵۰            | ۱۰             | ۲۰           | ۳                   | ۶                   |
| ابراهیم‌آباد    | بخش مرکزی شهرستان بیرجند | اسو               | ۱۰۰۰           | ۲۰             | ۸            | ۲                   | ۲                   |
| ابراهیم‌آباد    | بخش مرکزی شهرستان بیرجند | ابراهیم‌آباد       | ۸۰۰            | ۳۵             | ۱۴           | ۳۰                  | ۴۰                  |
| ابراهیم‌آباد    | بخش خوسف شهرستان بیرجند  | ده رئیس           | ۲۰۰            | ۸              | ۱۲           | ۴                   | ۵                   |
| اتوک           | بخش مرکزی شهرستان بیرجند | دل‌آباد            | ۵۰۰            | ۱۵             | ۱۳           | ۴                   | ۵                   |
| احمد بیک       | بخش خوسف شهرستان بیرجند  | عیلکی بالا        | ۶۰۰            | ۲۰             | ۱۵           | ۱                   | ۳                   |
| احمد بیک       | بخش خوسف شهرستان بیرجند  | عیلکی بالا        | ۶۰۰            | ۲۰             | ۱۵           | ۱                   | ۳                   |
| احمدآباد       | بخش مرکزی شهرستان بیرجند | کلاته عباس‌آباد    | ۱۸۰            | ۶              | ۱۸           | ۳                   | ۵                   |
| احمدشاه بیک    | بخش خوسف شهرستان بیرجند  | احمد شاه بیک      | ۲۵۰            | ۰              | ۷            | ۵                   | ۱۰                  |
| اخ             | بخش مرکزی شهرستان بیرجند | دارج              | ۵۰۰            | ۱۶             | ۱۰           | ۱۳                  | ۲۰                  |
| اخ بالا        | بخش مرکزی شهرستان بیرجند | نوغاب چیک         | ۷۰۰            | ۱۵             | ۱۴           | ۴                   | ۶                   |
| ادنیان         | بخش مرکزی شهرستان بیرجند | ادنیان            | ۳۵۰            | ۱۰             | ۱۳           | ۸                   | ۱۰                  |
| ارویز          | بخش مرکزی شهرستان بیرجند | ارویز             | ۱۵۰۰           | ۶۰             | ۱۶           | ۳                   | ۲                   |
| اسبان          | بخش مرکزی شهرستان بیرجند | اسبان             | ۴۰۰            | ۱۰             | ۱۲           | ۳                   | ۵                   |
| استاد          | بخش خوسف شهرستان بیرجند  | خواجگی            | ۲۵۰            | ۰              | ۱۴           | ۵                   | ۱۰                  |
| استاد غلام     | بخش مرکزی شهرستان بیرجند | دل‌آباد            | ۱۵۰            | ۶              | ۸            | ۱                   | ۲                   |
| استانست        | بخش مرکزی شهرستان بیرجند | استانست           | ۶۰۰            | ۱۲             | ۲۲           | ۴                   | ۵                   |
| استانست سراب   | بخش مرکزی شهرستان بیرجند | استانست           | ۴۰۰            | ۱۸             | ۱۴           | ۱۴                  | ۲۰                  |
| استخر پائین    | بخش خوسف شهرستان بیرجند  | گل                | ۶۰۰            | ۱۴             | ۱۵           | ۵                   | ۱۵                  |
| استخر کهنه     | بخش مرکزی شهرستان بیرجند | خنگ               | ۹۰۰            | ۲۰۰            | ۲۵           | ۱۰                  | ۲۰                  |
| استیج          | بخش خوسف شهرستان بیرجند  | گل                | ۳۵۰            | ۰              | ۱۰           | ۵                   | ۱۰                  |
| استیج          | بخش خوسف شهرستان بیرجند  | گل                | ۳۵۰            | ۱۲             | ۱۰           | ۵                   | ۱۰                  |
| استید          | بخش مرکزی شهرستان بیرجند | غیوک              | ۲۵۰            | ۵              | ۱۶           | ۲                   | ۵                   |
| استیدوک        | بخش مرکزی شهرستان بیرجند | غیوک              | ۱۰۰            | ۴              | ۱۶           | ۲                   | ۴                   |
| اسفدر          | بخش مرکزی شهرستان بیرجند | کوشک‌آباد          | ۱۱۰۰           | ۵۰             | ۱۵           | ۱۴                  | ۲۰                  |
| اسفزار         | بخش مرکزی شهرستان بیرجند | اسفزار            | ۱۵۰۰           | ۶۰             | ۲۰           | ۴۰                  | ۸۰                  |
| اسفندی         | بخش مرکزی شهرستان بیرجند | غیوک              | ۶۰۰            | ۱۲             | ۱۶           | ۳                   | ۵                   |
| اسفنیج بالا    | بخش مرکزی شهرستان بیرجند | گازار             | ۳۵۰            | ۱۰             | ۱۴           | ۲                   | ۴                   |
| اسفنیج پائین   | بخش مرکزی شهرستان بیرجند | گازار             | ۲۵۰            | ۸              | ۱۲           | ۴                   | ۸                   |
| اسفهرود        | بخش مرکزی شهرستان بیرجند | اسفهرود           | ۱۲۰۰           | ۶۰             | ۲۵           | ۳۵                  | ۷۰                  |
| اسلام‌آباد      | بخش خوسف شهرستان بیرجند  | اسلام‌آباد سرچاه   | ۴۵۰            | ۱۲             | ۱۰           | ۳                   | ۶                   |
| اسلام‌آباد      | بخش مرکزی شهرستان بیرجند | پدمرود            | ۴۰۰            | ۱۰             | ۱۲           | ۵                   | ۱۰                  |
| اسماعیل‌آباد    | بخش مرکزی شهرستان بیرجند | اسماعیل‌آباد       | ۲۰۰            | ۱۰             | ۱۰           | ۱                   | ۱                   |
| اسپیدالوک      | بخش مرکزی شهرستان بیرجند | ماهوسک            | ۱۵             | ۲              | ۴            | ۱                   | ۲                   |
| اشتاکول        | بخش مرکزی شهرستان بیرجند | دل‌آباد            | ۲۰۰            | ۸              | ۱۲           | ۱                   | ۲                   |
| اشتک           | بخش مرکزی شهرستان بیرجند | غیوک              | ۲۵۰            | ۸              | ۸            | ۲                   | ۳                   |
| اشور           | بخش مرکزی شهرستان بیرجند | بلنجاب            | ۱۰۰            | ۳              | ۵            | ۱                   | ۲                   |
| اشکفتوک        | بخش مرکزی شهرستان بیرجند | اشکفتوک           | ۳۵۰            | ۱۰             | ۷            | ۲۰                  | ۲۰                  |
| اشکمبرآباد     | بخش مرکزی شهرستان بیرجند | شریف‌آباد          | ۱۲۰۰           | ۵۰             | ۱۸           | ۵                   | ۱۰                  |
| اصغرآباد       | بخش مرکزی شهرستان بیرجند | اصغرآباد          | ۱۵۰            | ۵              | ۱۰           | ۱                   | ۱                   |
| اغلدر          | بخش مرکزی شهرستان بیرجند | اغلدر             | ۶۰۰            | ۲۰             | ۲۰           | ۳                   | ۱۰                  |
| افضل‌آباد       | بخش مرکزی شهرستان بیرجند | افضل‌آباد          | ۲۰۰۰           | ۵۰             | ۳۰           | ۱۵                  | ۳۰                  |
| افضل‌آباد       | بخش خوسف شهرستان بیرجند  | نصیرآباد          | ۶۰۰            | ۳۰             | ۱۲           | ۵                   | ۵                   |
| افکشت          | بخش مرکزی شهرستان بیرجند | افکشت             | ۵۰۰            | ۱۲             | ۲۰           | ۷                   | ۱۵                  |
| افکشت          | بخش مرکزی شهرستان بیرجند | افکشت             | ۶۰             | ۳              | ۱۳           | ۳                   | ۶                   |
| افیاهوک        | بخش مرکزی شهرستان بیرجند | افیاهوک           | ۳۰۰            | ۱۰             | ۶            | ۲                   | ۲                   |
| الزنگی         | بخش مرکزی شهرستان بیرجند | نوغاب چیک         | ۲۰۰            | ۶              | ۵            | ۱                   | ۲                   |
| القار بالا     | بخش مرکزی شهرستان بیرجند | القار             | ۱۵۰۰           | ۵۴             | ۲۰           | ۲۵                  | ۴۰                  |
| القار پائین    | بخش مرکزی شهرستان بیرجند | القار             | ۱۶۰۰           | ۴۰             | ۱۵           | ۲۵                  | ۴۰                  |
| القور          | بخش مرکزی شهرستان بیرجند | القور             | ۴۵۰            | ۲۵             | ۱۵           | ۵                   | ۵                   |
| القور          | بخش مرکزی شهرستان بیرجند | القور             | ۴۵۰            | ۲۵۰            | ۱۵           | ۵                   | ۵                   |
| النگ           | بخش مرکزی شهرستان بیرجند | سرحد              | ۱۰۰            | ۳              | ۵            | ۱                   | ۲                   |
| النگ           | بخش خوسف شهرستان بیرجند  | ماهمیران          | ۱۵۰            | ۳              | ۶            | ۲                   | ۱۰                  |
| النگ           | بخش مرکزی شهرستان بیرجند | بیدسک             | ۲۰۰            | ۵              | ۶            | ۱                   | ۲                   |
| النگ           | بخش مرکزی شهرستان بیرجند | النگ              | ۱۵۰            | ۴              | ۱۰           | ۳                   | ۳                   |
| النگ پائین     | بخش مرکزی شهرستان بیرجند | گازار             | ۳۵۰            | ۷              | ۱۰           | ۳                   | ۶                   |
| النگو پائین    | بخش مرکزی شهرستان بیرجند | اسفزار            | ۸۰۰            | ۲۰             | ۱۲           | ۳                   | ۶                   |
| امیرآباد       | بخش مرکزی شهرستان بیرجند | امیرآباد سرزه     | ۹۰۰            | ۵۰             | ۲۰           | ۱۵                  | ۴۰                  |
| امیرآباد       | بخش مرکزی شهرستان بیرجند | امیرآباد          | ۱۰۰۰           | ۵۴             | ۱۲           | ۱۰                  | ۲۰                  |
| امیرآباد ریگ   | بخش خوسف شهرستان بیرجند  | امیرآباد ریگ      | ۱۲۰۰           | ۴۰             | ۲۰           | ۵                   | ۱۰                  |
| امیرآباد پا’ین | بخش مرکزی شهرستان بیرجند | امیرآباد پائین    | ۱۰۰۰۰          | ۲۴۰            | ۸۰           | ۵۰                  | ۵۰                  |
| اناران         | بخش خوسف شهرستان بیرجند  | اناران            | ۸۰۰            | ۳۵             | ۱۸           | ۵                   | ۱۰                  |
| انباری         | بخش خوسف شهرستان بیرجند  | سرچاه             | ۱۰۰۰           | ۳۰             | ۱۶           | ۵                   | ۱۰                  |
| انجورک         | بخش مرکزی شهرستان بیرجند | انجورک            | ۱۵۰            | ۴              | ۸            | ۱                   | ۱                   |
| اندرکوه        | بخش مرکزی شهرستان بیرجند | خونجوک            | ۱۰۰            | ۳              | ۶            | ۱                   | ۱                   |
| اهوک           | بخش مرکزی شهرستان بیرجند | گازار             | ۱۵۰            | ۵              | ۶            | ۲                   | ۲                   |
| اوجاد          | بخش مرکزی شهرستان بیرجند | اوجاد             | ۰              | ۰              | ۰            | ۲۵                  | ۲۵                  |
| اوجان          | بخش مرکزی شهرستان بیرجند | اوجان             | ۶۰۰            | ۱۲             | ۱۶           | ۸                   | ۱۰                  |
| اوجان سفلی     | بخش مرکزی شهرستان بیرجند | اوجان             | ۵۰۰            | ۱۰             | ۱۲           | ۵                   | ۱۰                  |
| اولنگ مرغزار   | بخش مرکزی شهرستان بیرجند | ساقی              | ۶۰۰            | ۱۴             | ۱۲           | ۲                   | ۴                   |
| اپل سفلی       | بخش خوسف شهرستان بیرجند  | سیدان             | ۳۰۰            | ۱۰             | ۱۲           | ۳                   | ۵                   |
| اپل علیا       | بخش خوسف شهرستان بیرجند  | سیدان             | ۲۵۰            | ۶              | ۶            | ۳                   | ۵                   |
| اپیک           | بخش مرکزی شهرستان بیرجند | اپیک              | ۱۵۰            | ۵              | ۱۰           | ۴                   | ۸                   |
| اکبرآباد       | بخش مرکزی شهرستان بیرجند | بهدان             | ۵۰۰            | ۱۲             | ۳۰           | ۱۸                  | ۲۵                  |
| اکبرآباد       | بخش مرکزی شهرستان بیرجند | مهموئی            | ۱۵۰۰           | ۵۰             | ۳۵           | ۱۰                  | ۲۰                  |
| اکبرآباد       | بخش مرکزی شهرستان بیرجند | مهموئی            | ۱۵۰۰           | ۵۰             | ۳۵           | ۱۰                  | ۱۵                  |
| اکبرآباد       | بخش مرکزی شهرستان بیرجند | نوفرست            | ۰              | ۰              | ۰            | ۰                   | ۰                   |
| اکبرآباد       | بخش مرکزی شهرستان بیرجند | ساقی              | ۵۰۰            | ۱۶             | ۱۰           | ۱                   | ۲                   |
| اکبرآباد سفلی  | بخش خوسف شهرستان بیرجند  | اکبرآباد          | ۱۲۰۰           | ۵۰             | ۲۰           | ۵                   | ۱۰                  |
| اکبرآباد علیا  | بخش خوسف شهرستان بیرجند  | اکبرآباد          | ۱۰۰۰           | ۵۰             | ۱۴           | ۵                   | ۱۰                  |
| اکبری          | بخش مرکزی شهرستان بیرجند | کورگز             | ۲۰۰            | ۶              | ۳            | ۰                   | ۱                   |
| اکبریه         | بخش مرکزی شهرستان بیرجند | اکبریه            | ۲۱۰۰           | ۸۰             | ۹            | ۱۰                  | ۱۵                  |
| ایوان کیف      | بخش مرکزی شهرستان بیرجند | ایوان کیف         | ۲۰۰            | ۸              | ۱۰           | ۲                   | ۴                   |
| بابوک          | بخش مرکزی شهرستان بیرجند | ابراهیم‌آباد       | ۴۵۰            | ۱۵             | ۱۹           | ۱۰                  | ۱۰                  |
| بادامشکستان    | بخش مرکزی شهرستان بیرجند | پسوچ              | ۷۰۰            | ۲۰             | ۱۲           | ۰                   | ۴                   |
| بادامشکستان    | بخش خوسف شهرستان بیرجند  | میناخون           | ۱۵۰            | ۵              | ۶            | ۱                   | ۱                   |
| بارمنیج        | بخش خوسف شهرستان بیرجند  | بارمنیج           | ۲۰۰            | ۸              | ۱۰           | ۲                   | ۲                   |
| بارنده         | بخش خوسف شهرستان بیرجند  | گولگ              | ۰              | ۰              | ۰            | ۰                   | ۰                   |
| باسناباد       | بخش مرکزی شهرستان بیرجند | باسناباد          | ۱۰۰۰           | ۵۰             | ۱۴           | ۸                   | ۱۰                  |
| باغ            | بخش خوسف شهرستان بیرجند  | سرچاه عماری       | ۳۵۰            | ۱۲             | ۱۰           | ۲                   | ۴                   |
| باغ            | بخش مرکزی شهرستان بیرجند | خونجوک            | ۱۰۰            | ۳              | ۵            | ۱                   | ۱                   |
| باغ باباگل     | بخش مرکزی شهرستان بیرجند | حلوائی            | ۲۰۰            | ۱۰             | ۴            | ۰                   | ۱                   |
| باغ بهلگرد     | بخش مرکزی شهرستان بیرجند | بهلگرد            | ۷۵۰            | ۱۸             | ۳۰           | ۲۴                  | ۲۵                  |
| باغ دهنه       | بخش مرکزی شهرستان بیرجند | باغ دهنه          | ۲۵۰            | ۱۰             | ۱۲           | ۲                   | ۴                   |
| باغ علی شاه    | بخش خوسف شهرستان بیرجند  | باغ علی شاه       | ۳۰۰            | ۱۰             | ۸            | ۳                   | ۶                   |
| باغوک          | بخش خوسف شهرستان بیرجند  | فریز              | ۲۵۰            | ۹              | ۴            | ۱                   | ۳                   |
| باغوک          | بخش خوسف شهرستان بیرجند  | فریز              | ۲۵۰            | ۰              | ۴            | ۱                   | ۳                   |
| باغچه بوری     | بخش مرکزی شهرستان بیرجند | چشمه درخت بید     | ۷۰۰            | ۱۶             | ۸            | ۴                   | ۸                   |
| بالا           | بخش مرکزی شهرستان بیرجند | بیجار             | ۳۰۰            | ۱۰             | ۱۲           | ۴                   | ۱۰                  |
| بالااندرکوه    | بخش مرکزی شهرستان بیرجند | خونجوک            | ۱۰۰            | ۳              | ۶            | ۱                   | ۲                   |
| بایمیر         | بخش مرکزی شهرستان بیرجند | شارقنج            | ۳۰۰            | ۷              | ۶            | ۱                   | ۲                   |
| بجد            | بخش مرکزی شهرستان بیرجند | بجد               | ۱۵۰۰           | ۵۰             | ۱۸           | ۳۰                  | ۴۰                  |
| بجن‌آباد بالا   | بخش مرکزی شهرستان بیرجند | گلون‌آباد          | ۲۰۰            | ۸              | ۸            | ۱                   | ۲                   |
| بجن‌آباد پائین  | بخش مرکزی شهرستان بیرجند | گلون‌آباد          | ۲۰۰            | ۸              | ۸            | ۱                   | ۲                   |
| بخشک           | بخش خوسف شهرستان بیرجند  | همت‌آباد           | ۸۰۰            | ۳۰             | ۱۲           | ۰                   | ۵                   |
| بدل استخر      | بخش خوسف شهرستان بیرجند  | دوستکام           | ۸۰             | ۰              | ۱۰           | ۱                   | ۰                   |
| بدل استخر      | بخش خوسف شهرستان بیرجند  | دوستکام           | ۸۰             | ۳              | ۱۰           | ۱                   | ۲                   |
| بدی شرک        | بخش مرکزی شهرستان بیرجند | اغلدر             | ۳۰۰            | ۷              | ۶            | ۱                   | ۲                   |
| برآباد         | بخش مرکزی شهرستان بیرجند | گازار             | ۳۵۰            | ۸              | ۱۵           | ۷                   | ۱۰                  |
| برادران عجمی   | بخش مرکزی شهرستان بیرجند | حاجی‌آباد          | ۱۰۰            | ۵              | ۷            | ۱                   | ۱                   |
| برج زیاد       | بخش مرکزی شهرستان بیرجند | برج زیاد          | ۱۲۰۰           | ۵۰             | ۲۰           | ۵                   | ۱۵                  |
| برخرید سفلی    | بخش خوسف شهرستان بیرجند  | برخرید سفلی       | ۵۰۰            | ۱۲             | ۱۶           | ۵                   | ۱۰                  |
| برخرید علیا    | بخش خوسف شهرستان بیرجند  | برخرید علیا       | ۳۰۰            | ۱۰             | ۱۲           | ۳                   | ۵                   |
| برزاج          | بخش خوسف شهرستان بیرجند  | برزاج             | ۷۰۰            | ۲۴             | ۲۰           | ۵                   | ۲۰                  |
| برزج           | بخش مرکزی شهرستان بیرجند | برزج              | ۶۰۰            | ۱۲             | ۱۰           | ۴                   | ۸                   |
| برزو           | بخش مرکزی شهرستان بیرجند | گازار             | ۳۰۰            | ۷              | ۱۴           | ۱۵                  | ۳۰                  |
| برزکان         | بخش مرکزی شهرستان بیرجند | برزکان            | ۴۰۰            | ۱۲             | ۲۰           | ۵                   | ۱۰                  |
| بزد            | بخش مرکزی شهرستان بیرجند | بزد               | ۵۳۰            | ۱۵             | ۸۰           | ۱۷                  | ۲۰                  |
| بزقوچ بالا     | بخش مرکزی شهرستان بیرجند | بزقوچ             | ۴۵۰            | ۱۰             | ۱۴           | ۱۰                  | ۲۰                  |
| بزقوچ پائین    | بخش مرکزی شهرستان بیرجند | بزقوچ             | ۴۵۰            | ۱۰             | ۱۵           | ۱۰                  | ۲۰                  |
| بزندروک        | بخش مرکزی شهرستان بیرجند | ماسن              | ۵۰             | ۲              | ۳            | ۳                   | ۵                   |
| بشگز           | بخش مرکزی شهرستان بیرجند | بشگز              | ۱۴۰۰           | ۷۰             | ۱۸           | ۱۵                  | ۳۰                  |
| بصیران         | بخش خوسف شهرستان بیرجند  | بصیران            | ۱۰۰۰           | ۲۵             | ۱۸           | ۱۰                  | ۱۰                  |
| بقی            | بخش مرکزی شهرستان بیرجند | بقی               | ۸۰۰            | ۲۰             | ۲۰           | ۸                   | ۲۰                  |
| بلنجاب         | بخش مرکزی شهرستان بیرجند | بلنجاب            | ۴۰۰            | ۱۰             | ۹            | ۷                   | ۱۰                  |
| بلوچ           | بخش مرکزی شهرستان بیرجند | اسو               | ۵۰             | ۲              | ۴            | ۱                   | ۱                   |
| بن سنجد        | بخش مرکزی شهرستان بیرجند | اسو               | ۵۰             | ۲              | ۳            | ۱                   | ۱                   |
| بن سیلو        | بخش مرکزی شهرستان بیرجند | افکشت             | ۵۰             | ۲              | ۴            | ۱                   | ۱                   |
| بندان          | بخش مرکزی شهرستان بیرجند | مزداب             | ۱۰۰۰           | ۴۰             | ۱۰           | ۲                   | ۴                   |
| بندر           | بخش مرکزی شهرستان بیرجند | بندر              | ۲۰۰            | ۸              | ۱۰           | ۲                   | ۴                   |
| بندشک بالا     | بخش خوسف شهرستان بیرجند  | بند شک            | ۲۰۰            | ۱۰             | ۱۰           | ۲                   | ۵                   |
| بندشک پائین    | بخش خوسف شهرستان بیرجند  | بندشک             | ۴۰۰            | ۱۵             | ۱۴           | ۵                   | ۱۰                  |
| بندمحمدبیک     | بخش مرکزی شهرستان بیرجند | کلاته محمدبیک     | ۴۰۰            | ۱۰             | ۱۲           | ۶                   | ۱۰                  |
| بنی            | بخش مرکزی شهرستان بیرجند | بنی               | ۵۰۰            | ۱۲             | ۲۵           | ۶                   | ۱۰                  |
| بهاباد         | بخش مرکزی شهرستان بیرجند | بشگز              | ۳۰۰            | ۱۰             | ۱۲           | ۵                   | ۱۰                  |
| بهاباد         | بخش مرکزی شهرستان بیرجند | رقی‌آباد           | ۱۲۰۰           | ۶۰             | ۱۲           | ۱۲                  | ۱۵                  |
| بهاران         | بخش خوسف شهرستان بیرجند  | بهاران            | ۳۰۰            | ۱۰             | ۱۰           | ۵                   | ۱۰                  |
| بها’ الدین     | بخش مرکزی شهرستان بیرجند | افضل‌آباد          | ۱۵۰۰           | ۵۰             | ۱۷           | ۳                   | ۶                   |
| بها’ الدین     | بخش مرکزی شهرستان بیرجند | دستجرد            | ۳۰۰            | ۱۰             | ۲۰           | ۳                   | ۶                   |
| بهدان          | بخش مرکزی شهرستان بیرجند | بهدان             | ۷۵۰            | ۲۵             | ۳۵           | ۲۵                  | ۵۰                  |
| بهرام‌آباد      | بخش مرکزی شهرستان بیرجند | ساقدر             | ۱۵۰            | ۵              | ۱۰           | ۱                   | ۲                   |
| بهلگرد         | بخش مرکزی شهرستان بیرجند | بهلگرد            | ۷۵۰            | ۱۷             | ۳۰           | ۲۴                  | ۳۰                  |
| بهناباد        | بخش مرکزی شهرستان بیرجند | بن‌آباد            | ۴۵۰            | ۱۲             | ۱۸           | ۱۰                  | ۲۰                  |
| بواج           | بخش مرکزی شهرستان بیرجند | بواج              | ۶۰۰            | ۲۰             | ۱۸           | ۶                   | ۱۵                  |
| بوشاد          | بخش مرکزی شهرستان بیرجند | بوشاد             | ۵۰۰            | ۱۲             | ۲۰           | ۱۵                  | ۲۰                  |
| بوقوز          | بخش مرکزی شهرستان بیرجند | ساقی              | ۳۰۰            | ۱۰             | ۱۰           | ۱                   | ۲                   |
| بوکی سفلی      | بخش خوسف شهرستان بیرجند  | بوکی              | ۴۰۰            | ۱۰             | ۱۲           | ۳                   | ۵                   |
| بوکی علیا      | بخش خوسف شهرستان بیرجند  | بوکی              | ۳۵۰            | ۱۰             | ۱۲           | ۴                   | ۱۰                  |
| بوکی وسطی      | بخش خوسف شهرستان بیرجند  | بوکی              | ۴۰۰            | ۰              | ۱۲           | ۰                   | ۰                   |
| بویک بالا      | بخش مرکزی شهرستان بیرجند | بویک              | ۴۵۰            | ۱۰             | ۱۵           | ۷                   | ۱۰                  |
| بویک میانی     | بخش مرکزی شهرستان بیرجند | بویک              | ۱۳۰            | ۴              | ۱۰           | ۴                   | ۸                   |
| بویک پائین     | بخش مرکزی شهرستان بیرجند | بویک              | ۳۰۰            | ۶              | ۱۲           | ۲                   | ۴                   |
| بک             | بخش خوسف شهرستان بیرجند  | نصرآباد           | ۴۰۰            | ۲۲             | ۱۲           | ۳                   | ۵                   |
| بک لنگی        | بخش مرکزی شهرستان بیرجند | اسفزار            | ۸۰۰            | ۲۰             | ۲۰           | ۵                   | ۱۰                  |
| بی کشت بالا    | بخش مرکزی شهرستان بیرجند | بویک              | ۷۵۰            | ۱۵             | ۱۰           | ۳                   | ۶                   |
| بی کشت پا’ین   | بخش مرکزی شهرستان بیرجند | بویک              | ۷۰۰            | ۲۰             | ۱۰           | ۴                   | ۸                   |
| بیابانی سفلی   | بخش مرکزی شهرستان بیرجند | بیابانی           | ۱۰۰            | ۴              | ۶            | ۳                   | ۶                   |
| بیابانی علیا   | بخش مرکزی شهرستان بیرجند | یبابانی           | ۱۰۰            | ۴              | ۶            | ۳                   | ۶                   |
| بیجار          | بخش مرکزی شهرستان بیرجند | بیجار             | ۸۰۰            | ۴۰             | ۱۸           | ۲۰                  | ۴۰                  |
| بید            | بخش خوسف شهرستان بیرجند  | بید               | ۱۲۰۰           | ۵۰             | ۲۰           | ۶                   | ۱۲                  |
| بیدخت          | بخش مرکزی شهرستان بیرجند | خونیک             | ۵۰۰            | ۱۲             | ۱۸           | ۱۳                  | ۲۰                  |
| بیدخت          | بخش مرکزی شهرستان بیرجند | بیدخت             | ۶۰۰            | ۲۰             | ۲۵           | ۱۶                  | ۲۰                  |
| بیدخت بالا     | بخش مرکزی شهرستان بیرجند | بیدخت             | ۳۰۰            | ۱۰             | ۱۲           | ۸                   | ۱۰                  |
| بیدخت رگنیه    | بخش مرکزی شهرستان بیرجند | بیدخت             | ۱۲۰            | ۴              | ۶            | ۱                   | ۲                   |
| بیدخت پائین    | بخش مرکزی شهرستان بیرجند | بیدخت             | ۱۰۰            | ۳              | ۸            | ۳                   | ۶                   |
| بیدستان        | بخش مرکزی شهرستان بیرجند | بوشاد             | ۲۵۰            | ۸              | ۱۰           | ۱                   | ۲                   |
| بیدستان        | بخش خوسف شهرستان بیرجند  | مهنج              | ۲۵۰            | ۸              | ۱۰           | ۳                   | ۵                   |
| بیدسک          | بخش مرکزی شهرستان بیرجند | غیوک              | ۸۰             | ۳              | ۸            | ۱                   | ۱                   |
| بیدسک سما’     | بخش مرکزی شهرستان بیرجند | بیدسک             | ۱۵۰            | ۵              | ۶            | ۳                   | ۵                   |
| بیدسک سما’     | بخش مرکزی شهرستان بیرجند | بیدسک سما’        | ۱۵۰            | ۵              | ۸            | ۳                   | ۵                   |
| بیدلک          | بخش مرکزی شهرستان بیرجند | بیدلک             | ۱۵۰            | ۲              | ۱۰           | ۱۰                  | ۲                   |
| بیدوک          | بخش مرکزی شهرستان بیرجند | فورجان            | ۴۰۰            | ۱۶             | ۱۶           | ۱                   | ۳                   |
| بیدوک بالا     | بخش مرکزی شهرستان بیرجند | بیدوک بالا        | ۱۰۰            | ۳              | ۱۲           | ۰                   | ۳                   |
| بیدک           | بخش مرکزی شهرستان بیرجند | بیدخت             | ۱۵۰            | ۵              | ۱۰           | ۲                   | ۴                   |
| بیست کنج       | بخش مرکزی شهرستان بیرجند | بیست کنج          | ۴۰۰            | ۱۰             | ۱۶           | ۶                   | ۱۰                  |
| بیشه بغل       | بخش مرکزی شهرستان بیرجند | اسو               | ۱۰۰            | ۴              | ۵            | ۱                   | ۲                   |
| بیم کلاغ       | بخش مرکزی شهرستان بیرجند | گازار             | ۱۵۰            | ۵              | ۱۲           | ۳                   | ۵                   |
| بیماد          | بخش مرکزی شهرستان بیرجند | بیماد             | ۸۰۰            | ۲۰             | ۱۸           | ۱۰                  | ۱۵                  |
| بین‌آباد        | بخش خوسف شهرستان بیرجند  | بین‌آباد           | ۴۰۰            | ۱۰             | ۱۵           | ۵                   | ۱۰                  |
| بیژائم         | بخش مرکزی شهرستان بیرجند | بیژائم            | ۱۰۰۰           | ۵۰             | ۲۰           | ۱۰                  | ۲۰                  |
| تاج الدین      | بخش مرکزی شهرستان بیرجند | افضل‌آباد          | ۶۰۰            | ۲۰             | ۱۲           | ۲                   | ۳                   |
| تاج کوه        | بخش مرکزی شهرستان بیرجند | تاج کوه           | ۱۰۰۰           | ۴۰             | ۱۵           | ۱۵                  | ۲۰                  |
| تجگ            | بخش خوسف شهرستان بیرجند  | تجگ               | ۲۵۰            | ۱۰             | ۱۰           | ۰                   | ۴                   |
| ترش آب         | بخش مرکزی شهرستان بیرجند | بزقوچ             | ۵۰۰            | ۱۶             | ۲۰           | ۱۸                  | ۳۰                  |
| ترش آب بالا    | بخش مرکزی شهرستان بیرجند | ترش آب            | ۱۵۰            | ۵              | ۱۰           | ۲                   | ۴                   |
| ترش آب پائین   | بخش مرکزی شهرستان بیرجند | ترش آب            | ۲۰۰            | ۸              | ۱۲           | ۲                   | ۴                   |
| تقاب           | بخش مرکزی شهرستان بیرجند | تقاب              | ۱۳۰۰           | ۵۵             | ۴۵           | ۱۵                  | ۳۰                  |
| تقاهوک بالا    | بخش مرکزی شهرستان بیرجند | بواج              | ۷۰۰            | ۲۰             | ۱۲           | ۲                   | ۴                   |
| تقاهوک پائین   | بخش مرکزی شهرستان بیرجند | بواج              | ۶۰۰            | ۲۰             | ۱۲           | ۲                   | ۴                   |
| تقوک           | بخش مرکزی شهرستان بیرجند | تقوک              | ۳۰۰            | ۱۰             | ۱۸           | ۵                   | ۱۰                  |
| تقچرآباد       | بخش مرکزی شهرستان بیرجند | تقچرآباد          | ۸۰۰            | ۲۰             | ۳۰           | ۸                   | ۱۰                  |
| تقی‌آباد        | بخش خوسف شهرستان بیرجند  | تقی‌آباد           | ۱۵۰۰           | ۶۰             | ۲۰           | ۷                   | ۱۵                  |
| تنگان          | بخش مرکزی شهرستان بیرجند | ساقدر             | ۱۵۰۰           | ۵۰             | ۱۸           | ۱۵                  | ۳۰                  |
| تنگل           | بخش مرکزی شهرستان بیرجند | تنگل              | ۱۵۰            | ۳              | ۸            | ۱                   | ۲                   |
| تنگل           | بخش مرکزی شهرستان بیرجند | بهدان             | ۵۰۰            | ۱۲             | ۲۵           | ۴۰                  | ۵۰                  |
| تنگل بالا      | بخش مرکزی شهرستان بیرجند | تنگل بالا         | ۴۰۰            | ۱۱             | ۲۲           | ۵                   | ۱۰                  |
| تنگل بالا      | بخش مرکزی شهرستان بیرجند | تنگل چاه حسینو    | ۲۰۰            | ۶              | ۸            | ۱                   | ۲                   |
| تنگل پا’ین     | بخش مرکزی شهرستان بیرجند | هریوند            | ۰              | ۰              | ۰            | ۰                   | ۰                   |
| تنگل پا’ین     | بخش مرکزی شهرستان بیرجند | تنگل چاه حسینو    | ۲۰۰            | ۶              | ۸            | ۱                   | ۵                   |
| تنگل پا’ین     | بخش مرکزی شهرستان بیرجند | تنگل پا’ین        | ۱۰۰            | ۵              | ۴۰           | ۱۷                  | ۲۰                  |
| تنگلی          | بخش مرکزی شهرستان بیرجند | هادرباد           | ۱۰۰            | ۴              | ۸            | ۱                   | ۲                   |
| تنگو           | بخش مرکزی شهرستان بیرجند | مهموئی            | ۱۰۰۰           | ۵۰             | ۳۰           | ۵                   | ۱۰                  |
| ته رود         | بخش مرکزی شهرستان بیرجند | کلاته عباس‌آباد    | ۱۸۰            | ۶              | ۱۲           | ۳                   | ۶                   |
| تهرانک         | بخش مرکزی شهرستان بیرجند | تهرانک            | ۴۰۰            | ۱۰             | ۱۰           | ۴                   | ۸                   |
| تودک           | بخش مرکزی شهرستان بیرجند | فورجان            | ۶۰۰            | ۲۰             | ۱۴           | ۲                   | ۴                   |
| تورمان         | بخش مرکزی شهرستان بیرجند | تورمان            | ۱۰۰۰           | ۵۰             | ۱۰           | ۲                   | ۴                   |
| تورمان پائین   | بخش مرکزی شهرستان بیرجند | تورمان            | ۱۰۰۰           | ۵۰             | ۱۰           | ۳                   | ۴                   |
| تونی در        | بخش مرکزی شهرستان بیرجند | ساقی              | ۵۰۰            | ۱۶             | ۱۱           | ۱                   | ۲                   |
| توچ            | بخش خوسف شهرستان بیرجند  | توچ               | ۲۰۰            | ۸              | ۱۰           | ۳                   | ۶                   |
| تک آغالان      | بخش مرکزی شهرستان بیرجند | تک آغالان         | ۲۰۰            | ۸              | ۱۰           | ۵                   | ۱۰                  |
| تک اسبی        | بخش مرکزی شهرستان بیرجند | اسو               | ۱۰۰            | ۳              | ۶            | ۱                   | ۲                   |
| تک اسفنیچ      | بخش مرکزی شهرستان بیرجند | ساقدر             | ۱۰۰۰           | ۵۰             | ۲۲           | ۳                   | ۶                   |
| تک اشتران      | بخش مرکزی شهرستان بیرجند | تک اشتران         | ۱۵۰            | ۵              | ۱۰           | ۱                   | ۳                   |
| تک برزگر       | بخش مرکزی شهرستان بیرجند | اسو               | ۵۰             | ۲              | ۴            | ۱                   | ۱                   |
| تک ترخ         | بخش مرکزی شهرستان بیرجند | سرحد              | ۴۰۰            | ۱۲             | ۱۱           | ۳                   | ۴                   |
| تک تلخه        | بخش مرکزی شهرستان بیرجند | اسو               | ۱۵۰            | ۵              | ۶            | ۱                   | ۱                   |
| تک توت         | بخش مرکزی شهرستان بیرجند | پهن               | ۱۰۰۰           | ۲۰             | ۲۰           | ۲                   | ۴                   |
| تک تی تی       | بخش مرکزی شهرستان بیرجند | بهدان             | ۳۵۰            | ۱۰             | ۲۰           | ۵                   | ۱۰                  |
| تک خاری        | بخش مرکزی شهرستان بیرجند | بیدخت             | ۱۵۰            | ۵              | ۱۰           | ۱                   | ۲                   |
| تک زنیه        | بخش مرکزی شهرستان بیرجند | کوچ               | ۴۰۰            | ۱۵             | ۱۲           | ۹                   | ۱۰                  |
| تک سالی        | بخش مرکزی شهرستان بیرجند | مروک              | ۱۵۰            | ۵              | ۴            | ۱                   | ۲                   |
| تک سیاه        | بخش مرکزی شهرستان بیرجند | فریزنوک           | ۳۵۰            | ۱۰             | ۱۰           | ۳                   | ۶                   |
| تک لونان       | بخش مرکزی شهرستان بیرجند | واشان             | ۱۰۰۰           | ۶۰             | ۱۸           | ۲۵                  | ۵۰                  |
| تک مروچک       | بخش مرکزی شهرستان بیرجند | تک مروچک          | ۳۰۰            | ۱۰             | ۱۴           | ۳                   | ۶                   |
| تک نعلکندر     | بخش مرکزی شهرستان بیرجند | ماسن              | ۱۸۰            | ۱۰             | ۱۲           | ۲                   | ۳                   |
| تک چاه         | بخش مرکزی شهرستان بیرجند | تک چاه            | ۷۰۰            | ۱۴             | ۲۰           | ۵                   | ۵                   |
| تک کل گلو      | بخش مرکزی شهرستان بیرجند | ساقدر             | ۲۵۰            | ۱۰             | ۱۰           | ۲                   | ۴                   |
| تک کلاته خزائی | بخش مرکزی شهرستان بیرجند | کلاته بازدید      | ۰              | ۰              | ۰            | ۰                   | ۰                   |
| تک کوچ         | بخش مرکزی شهرستان بیرجند | ملک‌آباد           | ۳۰۰            | ۱۰             | ۸            | ۵                   | ۱۰                  |
| تکلس           | بخش مرکزی شهرستان بیرجند | مزداب             | ۳۰۰۰           | ۶۰             | ۱۵           | ۵                   | ۱۰                  |
| تگ آرگینی      | بخش مرکزی شهرستان بیرجند | تگ آرگینی         | ۲۰۰            | ۸              | ۱۲           | ۱                   | ۳                   |
| تگ راه         | بخش مرکزی شهرستان بیرجند | تگ راه            | ۱۵۰            | ۵              | ۴            | ۱                   | ۱                   |
| تگ قنج         | بخش مرکزی شهرستان بیرجند | ججگ               | ۱۵۰            | ۵              | ۵            | ۰                   | ۱                   |
| تگ ماژونی      | بخش مرکزی شهرستان بیرجند | سرتنگان           | ۳۰۰            | ۱۰             | ۶            | ۰                   | ۱                   |
| تگ ملی         | بخش مرکزی شهرستان بیرجند | محمدشریف          | ۱۵۰            | ۵              | ۵            | ۰                   | ۱                   |
| تگ گزگاه       | بخش مرکزی شهرستان بیرجند | ججگ               | ۱۰۰            | ۴              | ۶            | ۰                   | ۱                   |
| تیجدر          | بخش خوسف شهرستان بیرجند  | تیجدر             | ۱۵۰            | ۶              | ۱۲           | ۲                   | ۵                   |
| تیدوک          | بخش مرکزی شهرستان بیرجند | مرک               | ۰              | ۰              | ۰            | ۰                   | ۰                   |
| تیروک          | بخش مرکزی شهرستان بیرجند | تیروک             | ۱۵۰            | ۵              | ۵            | ۴                   | ۸                   |
| تیزاب بالا     | بخش مرکزی شهرستان بیرجند | اشتاخون           | ۶۰۰            | ۲۰             | ۳۰           | ۱۵                  | ۳۰                  |
| تیزاب پائین    | بخش مرکزی شهرستان بیرجند | اشتاخون           | ۵۰۰            | ۱۴             | ۳۰           | ۱۰                  | ۲۰                  |
| تیغ بری        | بخش مرکزی شهرستان بیرجند | بیجار             | ۰              | ۰              | ۰            | ۰                   | ۰                   |
| تیچکی          | بخش مرکزی شهرستان بیرجند | ساقی              | ۵۰۰            | ۱۶             | ۲۰           | ۱                   | ۳۰                  |
| ثریخی          | بخش مرکزی شهرستان بیرجند | گازار             | ۸۰             | ۲              | ۱۰           | ۱                   | ۱                   |
| جاریه درگ      | بخش مرکزی شهرستان بیرجند | حصارسنگی          | ۳۰             | ۲              | ۶            | ۲                   | ۴                   |
| جبرک           | بخش مرکزی شهرستان بیرجند | هادرباد           | ۱۰۰            | ۴              | ۸            | ۱                   | ۲                   |
| جعفرآباد       | بخش خوسف شهرستان بیرجند  | رومنجان           | ۱۰۰۰           | ۴۰             | ۲۰           | ۱۵                  | ۳۰                  |
| جفت رود        | بخش خوسف شهرستان بیرجند  | جفت رود           | ۶۰۰            | ۲۰             | ۱۲           | ۸                   | ۱۰                  |
| جلار بالا      | بخش مرکزی شهرستان بیرجند | جلار بالا         | ۶۰۰            | ۲۰             | ۱۲           | ۶                   | ۱۰                  |
| جلگه زاوه      | بخش خوسف شهرستان بیرجند  | بصیران            | ۲۰۰            | ۱۰             | ۱۲           | ۲                   | ۵                   |
| جلیل‌آباد       | بخش مرکزی شهرستان بیرجند | گازار             | ۸۵۰۰           | ۲۰۰            | ۸۰           | ۱۵                  | ۳۰                  |
| جمال‌آباد       | بخش مرکزی شهرستان بیرجند | القور             | ۱۵۰            | ۴              | ۵            | ۳                   | ۳                   |
| جمبوک          | بخش خوسف شهرستان بیرجند  | جمبوک             | ۳۰۰            | ۱۰             | ۱۲           | ۳                   | ۵                   |
| جمجمه          | بخش خوسف شهرستان بیرجند  | جمجمه             | ۵۰             | ۲              | ۲            | ۳                   | ۲                   |
| جنت‌آباد        | بخش مرکزی شهرستان بیرجند | میریک             | ۱۰۰۰           | ۵۰             | ۲۰           | ۱۰                  | ۱۵                  |
| جنگ‌آباد        | بخش خوسف شهرستان بیرجند  | شیخ‌آباد           | ۳۰۰            | ۱۲             | ۱۲           | ۳                   | ۵                   |
| جوزان نوکی     | بخش مرکزی شهرستان بیرجند | جوزان نوکی        | ۱۵۰            | ۵              | ۱۰           | ۳                   | ۶                   |
| جیرک           | بخش خوسف شهرستان بیرجند  | جیرک              | ۱۵۰            | ۵              | ۵            | ۳                   | ۵                   |
| جیم‌آباد        | بخش مرکزی شهرستان بیرجند | جیم‌آباد           | ۴۰۰            | ۱۲             | ۲۵           | ۳                   | ۶                   |
| جینیان         | بخش مرکزی شهرستان بیرجند | جینیان            | ۷۰۰            | ۲۰             | ۱۲           | ۵                   | ۱۰                  |
| حاتم‌آباد       | بخش خوسف شهرستان بیرجند  | حاتم‌آباد          | ۲۰۰            | ۸              | ۱۰           | ۳                   | ۵                   |
| حاجی حسن       | بخش مرکزی شهرستان بیرجند | خنگ               | ۱۳۰۰           | ۵۰             | ۴۰           | ۳                   | ۶                   |
| حاجی حقداد     | بخش مرکزی شهرستان بیرجند | کلاته حاجی حقداد  | ۱۰۰۰           | ۵۰             | ۱۸           | ۵                   | ۱۰                  |
| حاجی عباس      | بخش مرکزی شهرستان بیرجند | القار             | ۵۰۰            | ۱۰             | ۱۰           | ۱۲                  | ۱۵                  |
| حاجی یوسف      | بخش مرکزی شهرستان بیرجند | حاجی یوسف         | ۲۰۰۰           | ۶۰             | ۱۴           | ۶                   | ۱۰                  |
| حاجی‌آباد       | بخش مرکزی شهرستان بیرجند | حاجی‌آباد          | ۷۰۰۰           | ۰              | ۴۰           | ۲۰                  | ۳۰                  |
| حاجی‌آباد       | بخش مرکزی شهرستان بیرجند | حاجی‌آباد          | ۱۸۰۰           | ۴۵             | ۲۰           | ۲۰                  | ۴۰                  |
| حاجی‌آباد       | بخش مرکزی شهرستان بیرجند | حاجی‌آباد          | ۳۵۰            | ۱۷             | ۱۲           | ۳                   | ۴                   |
| حج بالا        | بخش مرکزی شهرستان بیرجند | رویخت             | ۲۰۰            | ۸              | ۱۰           | ۱                   | ۲                   |
| حج نخ          | بخش مرکزی شهرستان بیرجند | حج نخ             | ۳۰۰            | ۱۰             | ۱۲           | ۵                   | ۱۰                  |
| حج پائین       | بخش مرکزی شهرستان بیرجند | رویخت             | ۱۵۰            | ۶              | ۱۰           | ۱                   | ۲                   |
| حسرت‌آباد       | بخش مرکزی شهرستان بیرجند | رق بغل            | ۳۰۰            | ۸              | ۱۴           | ۷                   | ۱۰                  |
| حسن ایلی       | بخش خوسف شهرستان بیرجند  | محسن‌آباد          | ۱۲۰            | ۶              | ۶            | ۲                   | ۵                   |
| حسن‌آباد        | بخش مرکزی شهرستان بیرجند | غیوک              | ۷۰۰            | ۲۰             | ۱۶           | ۲                   | ۴                   |
| حسن‌آباد        | بخش مرکزی شهرستان بیرجند | حسن‌آباد           | ۳۰۰            | ۱۰             | ۱۰           | ۱۱                  | ۱۵                  |
| حسن‌آباد        | بخش مرکزی شهرستان بیرجند | کوچ               | ۸۰۰            | ۳۰             | ۱۵           | ۸                   | ۱۰                  |
| حسن‌آباد        | بخش مرکزی شهرستان بیرجند | حسن‌آباد           | ۲۰۰۰           | ۵۰             | ۱۰           | ۲۰                  | ۴۰                  |
| حسن‌آباد        | بخش مرکزی شهرستان بیرجند | رزق               | ۲۰۰            | ۶              | ۱۲           | ۶                   | ۱۰                  |
| حسن‌آباد بالا   | بخش مرکزی شهرستان بیرجند | حسن‌آباد           | ۱۰۰۰           | ۵۰             | ۲۴           | ۱۰                  | ۲۰                  |
| حسن‌آباد سفلی   | بخش مرکزی شهرستان بیرجند | حسن‌آباد           | ۱۰۰۰           | ۵۰             | ۲۵           | ۶                   | ۱۲                  |
| حسن‌آباد میان   | بخش مرکزی شهرستان بیرجند | حسن‌آباد           | ۹۰۰            | ۴۰             | ۲۰           | ۵                   | ۱۰                  |
| حسینقلی خان    | بخش خوسف شهرستان بیرجند  | حسینقلی خان       | ۹۰۰            | ۰              | ۱۵           | ۴                   | ۵                   |
| حسینه          | بخش مرکزی شهرستان بیرجند | ریزآب             | ۴۰۰            | ۱۰             | ۱۰           | ۴                   | ۸                   |
| حسین‌آباد       | بخش مرکزی شهرستان بیرجند | حسین‌آباد          | ۴۰۰            | ۱۰             | ۱۲           | ۱                   | ۲                   |
| حسین‌آباد       | بخش مرکزی شهرستان بیرجند | حسین‌آباد          | ۲۰۰            | ۱۰             | ۱۰           | ۳                   | ۳                   |
| حسین‌آباد       | بخش مرکزی شهرستان بیرجند | القور             | ۳۰۰            | ۱۵             | ۱۲           | ۱                   | ۲                   |
| حسین‌آباد       | بخش خوسف شهرستان بیرجند  | سرچاه شور         | ۲۵۰            | ۸              | ۸            | ۳                   | ۴                   |
| حسین‌آباد       | بخش مرکزی شهرستان بیرجند | بیدخت             | ۵۰۰            | ۱۲             | ۱۰           | ۰                   | ۲                   |
| حسین‌آباد       | بخش خوسف شهرستان بیرجند  | قیسار             | ۵۰۰            | ۱۰             | ۱۰           | ۰                   | ۲                   |
| حسین‌آباد       | بخش خوسف شهرستان بیرجند  | قیصار             | ۳۵۰            | ۱۰             | ۱۰           | ۰                   | ۵                   |
| حسین‌آباد       | بخش مرکزی شهرستان بیرجند | گل چشمه           | ۷۰             | ۰              | ۰            | ۰                   | ۰                   |
| حسین‌آباد       | بخش مرکزی شهرستان بیرجند | حسین‌آباد          | ۴۵۰            | ۱۲             | ۲۰           | ۲                   | ۴                   |
| حسین‌آباد       | بخش خوسف شهرستان بیرجند  | حسین‌آباد          | ۸۰۰            | ۰              | ۱۵           | ۵                   | ۱۰                  |
| حسین‌آباد       | بخش خوسف شهرستان بیرجند  | حسین‌آباد          | ۰              | ۰              | ۰            | ۰                   | ۰                   |
| حسین‌آباد       | بخش خوسف شهرستان بیرجند  | رک شمس‌آباد        | ۰              | ۰              | ۰            | ۰                   | ۰                   |
| حسین‌آباد       | بخش مرکزی شهرستان بیرجند | بیدسک سما’        | ۵۰۰            | ۱۰             | ۸            | ۲                   | ۴                   |
| حسین‌آباد       | بخش مرکزی شهرستان بیرجند | شور دینگ          | ۲۰۰            | ۶              | ۱۲           | ۱                   | ۲                   |
| حسین‌آباد       | بخش مرکزی شهرستان بیرجند | اسو               | ۵۰             | ۲              | ۴            | ۴                   | ۵                   |
| حسین‌آباد       | بخش مرکزی شهرستان بیرجند | دلاکان            | ۸۰             | ۳              | ۱۰           | ۲                   | ۴                   |
| حسین‌آباد       | بخش مرکزی شهرستان بیرجند | بیماد             | ۲۰۰            | ۱۰             | ۸            | ۰                   | ۱                   |
| حسین‌آباد       | بخش مرکزی شهرستان بیرجند | منصورآباد         | ۸۰۰            | ۴۰             | ۲۰           | ۵                   | ۱۲                  |
| حسین‌آباد       | بخش مرکزی شهرستان بیرجند | روشناوند          | ۲۰۰            | ۶              | ۶            | ۱                   | ۲                   |
| حسین‌آباد       | بخش مرکزی شهرستان بیرجند | حسین‌آباد گواهی    | ۶۰۰            | ۳۰             | ۱۴           | ۷                   | ۱۵                  |
| حسین‌آباد       | بخش مرکزی شهرستان بیرجند | ماسن              | ۴۰۰            | ۱۲             | ۱۰           | ۰                   | ۱                   |
| حسین‌آباد       | بخش مرکزی شهرستان بیرجند | حسین‌آباد          | ۴۰۰            | ۱۰             | ۱۲           | ۲                   | ۴                   |
| حسین‌آباد       | بخش مرکزی شهرستان بیرجند | حسین‌آباد          | ۳۰۰۰           | ۱۰۰            | ۲۵           | ۸                   | ۱۰                  |
| حسین‌آباد       | بخش خوسف شهرستان بیرجند  | میناخون           | ۴۵۰            | ۱۵             | ۱۲           | ۴                   | ۱۰                  |
| حسین‌آباد سرزه  | بخش مرکزی شهرستان بیرجند | حسین‌آباد سرزه     | ۹۰۰            | ۴۰             | ۱۸           | ۱۰                  | ۲۰                  |
| حسین‌آباد میران | بخش خوسف شهرستان بیرجند  | حسین‌آباد میران    | ۷۰۰            | ۳۰             | ۱۸           | ۵                   | ۱۵                  |
| حصار           | بخش خوسف شهرستان بیرجند  | حصار              | ۷۵۰            | ۲۵             | ۱۴           | ۸                   | ۱۵                  |
| حصاردار        | بخش خوسف شهرستان بیرجند  | حصاردار           | ۳۰۰            | ۷              | ۱۴           | ۵                   | ۱۰                  |
| حصارسنگی       | بخش مرکزی شهرستان بیرجند | حصارسنگی          | ۴۰۰            | ۱۵             | ۱۶           | ۸                   | ۱۰                  |
| حلوائی         | بخش مرکزی شهرستان بیرجند | حلوائی            | ۲۵۰            | ۱۰             | ۱۲           | ۰                   | ۳                   |
| حنبل           | بخش مرکزی شهرستان بیرجند | حنبل              | ۴۰۰            | ۱۰             | ۱۵           | ۳                   | ۵                   |
| حور            | بخش مرکزی شهرستان بیرجند | خونیک             | ۳۵۰            | ۴۰             | ۱۳           | ۴                   | ۶                   |
| خارستونک       | بخش مرکزی شهرستان بیرجند | خارستونک          | ۱۰۰            | ۴              | ۸            | ۴                   | ۶                   |
| خالق‌آباد       | بخش مرکزی شهرستان بیرجند | هادرباد           | ۱۰۰            | ۴              | ۸            | ۱                   | ۲                   |
| خان پشت        | بخش خوسف شهرستان بیرجند  | میناخون           | ۶۰۰            | ۳۰             | ۱۵           | ۶                   | ۱۵                  |
| خان پشت مینا   | بخش خوسف شهرستان بیرجند  | میناخون           | ۶۰۰            | ۳۰             | ۱۵           | ۶                   | ۱۵                  |
| خانه عنقا      | بخش خوسف شهرستان بیرجند  | سرچاه             | ۱۰۰۰           | ۵۰             | ۱۲           | ۰                   | ۵                   |
| خانه عنقا      | بخش خوسف شهرستان بیرجند  | امیرآباد ریگ      | ۴۰۰            | ۱۰             | ۸            | ۲                   | ۴                   |
| خاواز          | بخش مرکزی شهرستان بیرجند | خاواز             | ۷۰۰            | ۱۴             | ۱۴           | ۵                   | ۱۰                  |
| خدادادگان      | بخش مرکزی شهرستان بیرجند | خدادادگان         | ۴۰۰            | ۲۰             | ۱۲           | ۵                   | ۵                   |
| خراشاد         | بخش مرکزی شهرستان بیرجند | خراشاد            | ۱۲۰۰           | ۶۰             | ۲۰           | ۳۰                  | ۶۰                  |
| خراشاد         | بخش مرکزی شهرستان بیرجند | خراشاد            | ۹۰۰            | ۱۸             | ۲۰           | ۲۴                  | ۳۰                  |
| خرم            | بخش خوسف شهرستان بیرجند  | خرم               | ۶۰۰            | ۲۰             | ۱۵           | ۱۰                  | ۱۵                  |
| خرم‌آباد        | بخش مرکزی شهرستان بیرجند | کوشک‌آباد          | ۴۵۰            | ۱۰             | ۱۲           | ۵                   | ۱۰                  |
| خرپشته         | بخش مرکزی شهرستان بیرجند | خرپشته            | ۴۵۰            | ۱۰             | ۲۵           | ۳                   | ۶                   |
| خزان           | بخش مرکزی شهرستان بیرجند | خزان              | ۱۰۰۰           | ۴۵             | ۲۰           | ۱۵                  | ۳۰                  |
| خسروشاه        | بخش مرکزی شهرستان بیرجند | رقی‌آباد           | ۴۰۰            | ۱۲             | ۱۲           | ۳                   | ۶                   |
| خسرک           | بخش مرکزی شهرستان بیرجند | خسرک              | ۳۵۰            | ۱۱             | ۱۷           | ۴                   | ۸                   |
| خلیران         | بخش خوسف شهرستان بیرجند  | خلیران            | ۲۰۰۰           | ۰              | ۲۵           | ۵                   | ۱۵                  |
| خنگ            | بخش مرکزی شهرستان بیرجند | خنگ بهدان         | ۵۰۰            | ۱۲             | ۱۲           | ۷                   | ۱۰                  |
| خنگ سر         | بخش مرکزی شهرستان بیرجند | خنگ               | ۹۰۰            | ۳۰             | ۳۵           | ۲۰                  | ۴۰                  |
| خواجه          | بخش مرکزی شهرستان بیرجند | نوخواجه           | ۵۰۰            | ۱۲             | ۱۲           | ۴                   | ۶                   |
| خواجه علی      | بخش مرکزی شهرستان بیرجند | مزداب             | ۱۵۰۰           | ۵۰             | ۱۲           | ۴                   | ۸                   |
| خواجگی         | بخش خوسف شهرستان بیرجند  | خواجگی            | ۱۰۰۰           | ۰              | ۱۸           | ۴                   | ۱۵                  |
| خوانند         | بخش خوسف شهرستان بیرجند  | خوانند            | ۵۰۰            | ۱۵             | ۱۰           | ۳                   | ۶                   |
| خوشینه بالا    | بخش مرکزی شهرستان بیرجند | خوشینه            | ۵۰۰            | ۱۰             | ۱۶           | ۱۵                  | ۲۰                  |
| خوشینه پائین   | بخش مرکزی شهرستان بیرجند | خوشینه            | ۱۰۰۰           | ۵۰             | ۲۰           | ۱۰                  | ۲۰                  |
| خون کک         | بخش مرکزی شهرستان بیرجند | اسو               | ۱۰۰            | ۳              | ۶            | ۱                   | ۲                   |
| خوند           | بخش مرکزی شهرستان بیرجند | مود               | ۱۱۰۰           | ۵۵             | ۲۰           | ۱۰                  | ۲۰                  |
| خونیک          | بخش مرکزی شهرستان بیرجند | خونیک             | ۳۰۰            | ۱۰             | ۲۰           | ۱۵                  | ۳۰                  |
| خونیک          | بخش مرکزی شهرستان بیرجند | خونیک             | ۷۵۰            | ۱۵             | ۱۲           | ۳                   | ۵                   |
| خونیک          | بخش مرکزی شهرستان بیرجند | ججگ               | ۳۵۰            | ۱۲             | ۱۲           | ۰                   | ۴                   |
| خونیک          | بخش مرکزی شهرستان بیرجند | بهدان             | ۶۵۰            | ۲۲             | ۳۰           | ۱۵                  | ۳۰                  |
| خونیک          | بخش مرکزی شهرستان بیرجند | غیوک              | ۲۰۰            | ۸              | ۸            | ۱                   | ۲                   |
| خونیک          | بخش مرکزی شهرستان بیرجند | خونیک             | ۳۰۰            | ۱۰             | ۱۰           | ۶                   | ۱۰                  |
| خونیک          | بخش مرکزی شهرستان بیرجند | خونیک             | ۵۵۰            | ۱۴             | ۱۴           | ۱۰                  | ۲۰                  |
| خونیک          | بخش مرکزی شهرستان بیرجند | خونیک             | ۱۰۰۰           | ۵۰             | ۲۵           | ۳                   | ۶                   |
| خونیک          | بخش مرکزی شهرستان بیرجند | صد گل             | ۱۰۰۰           | ۵۰             | ۱۳           | ۲                   | ۳                   |
| خیرآباد        | بخش مرکزی شهرستان بیرجند | شوشور             | ۳۵۰            | ۱۲             | ۱۲           | ۲                   | ۲                   |
| خیرآباد        | بخش خوسف شهرستان بیرجند  | خیرآباد           | ۳۰۰۰           | ۱۰۰            | ۱۴           | ۵                   | ۱۰                  |
| خیرآباد        | بخش خوسف شهرستان بیرجند  | سرچاه             | ۶۰۰۰           | ۲۰۰            | ۱۰           | ۰                   | ۵                   |
| خیرآباد        | بخش مرکزی شهرستان بیرجند | خیرآباد           | ۴۰۰            | ۱۲             | ۲۵           | ۳                   | ۵                   |
| دارج بالا      | بخش مرکزی شهرستان بیرجند | دارج              | ۵۰۰            | ۱۶             | ۱۰           | ۲                   | ۴                   |
| دارج پائین     | بخش مرکزی شهرستان بیرجند | دارج              | ۵۰۰            | ۱۶             | ۱۰           | ۳                   | ۶                   |
| دازنگون        | بخش مرکزی شهرستان بیرجند | کاهی              | ۳۰۰            | ۱۰             | ۱۰           | ۳                   | ۵                   |
| داش خانه       | بخش مرکزی شهرستان بیرجند | شاه‌آباد           | ۴۰۰            | ۱۰             | ۱۲           | ۳۰                  | ۶۰                  |
| داغ دلبه       | بخش مرکزی شهرستان بیرجند | کلاته نو          | ۳۰۰            | ۸              | ۱۰           | ۱                   | ۲                   |
| دانشوری        | بخش مرکزی شهرستان بیرجند | کلاته دانشوری     | ۳۰۰            | ۱۰             | ۱۰           | ۵                   | ۱۰                  |
| داوتی تک بالا  | بخش مرکزی شهرستان بیرجند | نوغاب چیک         | ۵۰۰            | ۱۶             | ۱۰           | ۳                   | ۶                   |
| داوتی پائین    | بخش مرکزی شهرستان بیرجند | نوغاب چیک         | ۱۰۰۰           | ۵۰             | ۲۰           | ۲                   | ۴                   |
| داودی          | بخش مرکزی شهرستان بیرجند | شیرگ              | ۴۰۰            | ۲۰             | ۱۵           | ۵                   | ۱۰                  |
| داودی پائین    | بخش مرکزی شهرستان بیرجند | شیرگ              | ۴۰۰            | ۲۲             | ۱۵           | ۴                   | ۸                   |
| داورآباد       | بخش مرکزی شهرستان بیرجند | علی‌آباد سپهر      | ۹۰۰۰           | ۵۰             | ۸۰           | ۲۶                  | ۵۰                  |
| داوود          | بخش مرکزی شهرستان بیرجند | کلاته حسین        | ۳۰۰            | ۱۰             | ۱۸           | ۳                   | ۶                   |
| دربیز          | بخش مرکزی شهرستان بیرجند | ارویز             | ۴۸۰            | ۱۲             | ۱۲           | ۱                   | ۲                   |
| درخت بید       | بخش خوسف شهرستان بیرجند  | خور               | ۰              | ۰              | ۰            | ۰                   | ۰                   |
| درزوک          | بخش مرکزی شهرستان بیرجند | دارج              | ۱۰۰۰           | ۵              | ۲۰           | ۳                   | ۶                   |
| درزوک کوچک     | بخش مرکزی شهرستان بیرجند | دارج              | ۱۵۰            | ۵              | ۵            | ۲                   | ۴                   |
| درصالح         | بخش خوسف شهرستان بیرجند  | درصالح            | ۸۰۰            | ۲۶             | ۱۶           | ۸                   | ۱۰                  |
| درن            | بخش مرکزی شهرستان بیرجند | نوخرست            | ۵۰۰            | ۱۴             | ۱۳           | ۱۵                  | ۳۰                  |
| دره            | بخش مرکزی شهرستان بیرجند | مزداب             | ۷۰۰            | ۱۸             | ۸            | ۱                   | ۲                   |
| دره            | بخش مرکزی شهرستان بیرجند | اسو               | ۱۰۰۰           | ۴۰             | ۲۰           | ۱۰                  | ۱۰                  |
| دره            | بخش مرکزی شهرستان بیرجند | بیجار             | ۰              | ۰              | ۰            | ۰                   | ۰                   |
| دره میرک       | بخش مرکزی شهرستان بیرجند | دره میرک          | ۱۵۰            | ۵              | ۱۸           | ۳                   | ۴                   |
| دره گزان       | بخش مرکزی شهرستان بیرجند | دره گزان          | ۲۰۰۰           | ۵۰             | ۳۰           | ۱۰                  | ۴۰                  |
| دره گزان بالا  | بخش مرکزی شهرستان بیرجند | دره گزان          | ۱۵۰۰           | ۵۰             | ۲۰           | ۸                   | ۲۰                  |
| دره گل         | بخش خوسف شهرستان بیرجند  | گل                | ۲۰۰۰           | ۸۰             | ۳۰           | ۴۰                  | ۶۰                  |
| درویش‌آباد      | بخش مرکزی شهرستان بیرجند | درویش‌آباد         | ۴۰۰            | ۱۰             | ۱۳           | ۵                   | ۱۰                  |
| دری رای        | بخش مرکزی شهرستان بیرجند | بلنجاب            | ۴۰             | ۲              | ۶            | ۱                   | ۲                   |
| دزدوک          | بخش خوسف شهرستان بیرجند  | گولگ              | ۲۵۰            | ۱۰             | ۸            | ۰                   | ۲                   |
| دزدوک          | بخش خوسف شهرستان بیرجند  | گولگ              | ۰              | ۰              | ۰            | ۰                   | ۰                   |
| دزق            | بخش مرکزی شهرستان بیرجند | شاخن              | ۵۰۰            | ۱۲             | ۱۴           | ۵                   | ۲۰                  |
| دزقستان النگ   | بخش مرکزی شهرستان بیرجند | اسو               | ۱۰۰            | ۳              | ۲            | ۱                   | ۱                   |
| دزقستان تک     | بخش مرکزی شهرستان بیرجند | اسو               | ۱۵۰            | ۴              | ۳            | ۱                   | ۱                   |
| دزگ بالا       | بخش مرکزی شهرستان بیرجند | دزگ بالا          | ۱۵۰            | ۵              | ۱۰           | ۲                   | ۴                   |
| دزگ پائین      | بخش مرکزی شهرستان بیرجند | دزگ               | ۲۰۰            | ۸              | ۱۲           | ۲                   | ۲                   |
| دستجرد         | بخش مرکزی شهرستان بیرجند | دستجرد            | ۸۰۰            | ۲۰             | ۱۸           | ۱۰                  | ۳۰                  |
| دسته وزق بالا  | بخش مرکزی شهرستان بیرجند | گازار             | ۳۵۰            | ۸              | ۱۶           | ۶                   | ۱۰                  |
| دسته وزق سفلی  | بخش مرکزی شهرستان بیرجند | گازار             | ۳۸۰            | ۹              | ۱۶           | ۵                   | ۱۰                  |
| دلاکان         | بخش مرکزی شهرستان بیرجند | دلاکان            | ۱۰۰            | ۳              | ۸            | ۳                   | ۶                   |
| دلاکان         | بخش مرکزی شهرستان بیرجند | دلاکان            | ۳۰۰            | ۱۰             | ۲۰           | ۳                   | ۵                   |
| دلاکان حسن     | بخش مرکزی شهرستان بیرجند | دلاکان            | ۱۲۰            | ۴              | ۶            | ۱                   | ۲                   |
| دلدار          | بخش مرکزی شهرستان بیرجند | گزندری            | ۲۰۰            | ۶              | ۷            | ۳                   | ۶                   |
| دل‌آباد         | بخش مرکزی شهرستان بیرجند | دل‌آباد            | ۵۰۰            | ۱۴             | ۱۳           | ۵                   | ۱۰                  |
| دنج            | بخش خوسف شهرستان بیرجند  | گل                | ۳۰۰            | ۱۲             | ۸            | ۴                   | ۸                   |
| ده بالا        | بخش مرکزی شهرستان بیرجند | خونجوک            | ۵۰             | ۲              | ۴            | ۱                   | ۲                   |
| ده رضا         | بخش مرکزی شهرستان بیرجند | رهنیچ             | ۳۰۰            | ۷              | ۱۰           | ۱                   | ۲                   |
| ده میر         | بخش خوسف شهرستان بیرجند  | ده میر            | ۴۰۰            | ۱۲             | ۱۴           | ۵                   | ۸                   |
| دهشیب          | بخش مرکزی شهرستان بیرجند | دهشیب             | ۸۰۰            | ۲۰             | ۲۰           | ۱۰                  | ۳۰                  |
| دهن آب         | بخش مرکزی شهرستان بیرجند | مود               | ۱۵۰۰           | ۵۰             | ۱۹           | ۲۵                  | ۵۰                  |
| دهن تک چاه     | بخش مرکزی شهرستان بیرجند | دهن تک            | ۴۰۰            | ۱۲             | ۱۰           | ۲۰                  | ۲۰                  |
| دهنه           | بخش مرکزی شهرستان بیرجند | دهنه              | ۲۰۰            | ۸              | ۱۲           | ۲                   | ۳                   |
| دهنه ترشور     | بخش مرکزی شهرستان بیرجند | روشناوند          | ۲۵۰            | ۷              | ۶            | ۲                   | ۴                   |
| دهنه کر        | بخش مرکزی شهرستان بیرجند | دهنه کر           | ۵۰۰            | ۱۲             | ۱۰           | ۷                   | ۱۵                  |
| دهنو           | بخش مرکزی شهرستان بیرجند | دهنو              | ۹۰۰            | ۲۳             | ۲۰           | ۹                   | ۲۰                  |
| دودرختی        | بخش مرکزی شهرستان بیرجند | ججگ               | ۳۰۰            | ۱۰             | ۶            | ۰                   | ۲                   |
| دوستکام        | بخش خوسف شهرستان بیرجند  | دوستکام           | ۳۰۰            | ۱۰             | ۱۲           | ۲                   | ۵                   |
| دوستکام        | بخش خوسف شهرستان بیرجند  | دوستکام           | ۳۰۰            | ۰              | ۱۲           | ۲                   | ۵                   |
| دوکوهه         | بخش خوسف شهرستان بیرجند  | دوکوهه            | ۳۰۰            | ۱۰             | ۱۲           | ۵                   | ۱۰                  |
| دیزک           | بخش مرکزی شهرستان بیرجند | شوشور             | ۱۰۰            | ۳              | ۶            | ۳                   | ۵                   |
| دینرج          | بخش مرکزی شهرستان بیرجند | غیوک              | ۵۰۰            | ۱۲             | ۱۸           | ۱                   | ۲                   |
| راه            | بخش مرکزی شهرستان بیرجند | صدگل              | ۳۰۰            | ۱۰             | ۱۰           | ۰                   | ۲                   |
| رباط           | بخش مرکزی شهرستان بیرجند | چاه حوض           | ۳۰۰            | ۱۰             | ۱۵           | ۳                   | ۵                   |
| رباط اصف       | بخش مرکزی شهرستان بیرجند | حاجی یوسف         | ۲۰۰            | ۶              | ۸            | ۱                   | ۲                   |
| ربیان          | بخش مرکزی شهرستان بیرجند | ربیان             | ۶۰۰            | ۲۰             | ۲۰           | ۹                   | ۱۵                  |
| رجبان          | بخش مرکزی شهرستان بیرجند | رجبان             | ۴۰۰            | ۱۲             | ۸            | ۴                   | ۸                   |
| رجبان          | بخش مرکزی شهرستان بیرجند | فریزنوک           | ۴۰۰            | ۱۲             | ۱۰           | ۴                   | ۸                   |
| رحیم‌آباد       | بخش مرکزی شهرستان بیرجند | رحیم‌آباد          | ۱۷۵۰           | ۴۵             | ۸۰           | ۲۵                  | ۴۰                  |
| رزق            | بخش مرکزی شهرستان بیرجند | رزق               | ۱۵۰            | ۵              | ۱۲           | ۱۰                  | ۱۵                  |
| رزق‌آباد        | بخش مرکزی شهرستان بیرجند | روشناوند          | ۲۰۰            | ۶              | ۶            | ۲                   | ۴                   |
| رسک            | بخش مرکزی شهرستان بیرجند | خوشاب             | ۱۵۰            | ۶              | ۱۰           | ۵                   | ۱۰                  |
| رشنوک          | بخش مرکزی شهرستان بیرجند | پهن               | ۵۰۰            | ۱۲             | ۵            | ۱                   | ۲                   |
| رضوان          | بخش مرکزی شهرستان بیرجند | رضوان             | ۴۵۰            | ۱۰             | ۸            | ۸                   | ۱۰                  |
| رق عنابی       | بخش مرکزی شهرستان بیرجند | رق بغل            | ۵۰۰            | ۱۱             | ۱۳           | ۱۰                  | ۲۰                  |
| رق کلان        | بخش مرکزی شهرستان بیرجند | رق پا’ین          | ۴۰۰            | ۱۰             | ۱۴           | ۷                   | ۱۰                  |
| رقویی          | بخش مرکزی شهرستان بیرجند | رقویی             | ۲۵۰            | ۸              | ۱۲           | ۳                   | ۶                   |
| رقی‌آباد        | بخش مرکزی شهرستان بیرجند | رقی‌آباد           | ۱۰۰۰           | ۵۰             | ۲۰           | ۱۰                  | ۲۰                  |
| رهنیچ          | بخش مرکزی شهرستان بیرجند | رهنیچ             | ۱۸۰            | ۴              | ۷            | ۱                   | ۲                   |
| رهیزگ          | بخش مرکزی شهرستان بیرجند | رهیزگ             | ۲۵۰            | ۱۰             | ۱۰           | ۲                   | ۴                   |
| روبند          | بخش مرکزی شهرستان بیرجند | تگ آرگینی         | ۲۰۰            | ۸              | ۱۶           | ۵                   | ۸                   |
| رود کاج        | بخش خوسف شهرستان بیرجند  | کاجو              | ۴۰۰            | ۱۴             | ۱۲           | ۵                   | ۵                   |
| رود کلاغی      | بخش مرکزی شهرستان بیرجند | گازار             | ۶۰۰            | ۲۰             | ۱۵           | ۶                   | ۱۲                  |
| روزبردر        | بخش مرکزی شهرستان بیرجند | ساقدر             | ۱۰۰۰           | ۵۰             | ۱۶           | ۵                   | ۱۰                  |
| روزبه          | بخش مرکزی شهرستان بیرجند | اسو               | ۳۰۰            | ۸              | ۱۲           | ۱۰                  | ۱۰                  |
| روشناوند       | بخش خوسف شهرستان بیرجند  | سیب چاه           | ۲۵۰            | ۸              | ۱۲           | ۴                   | ۵                   |
| روشناوند       | بخش مرکزی شهرستان بیرجند | روشناوند          | ۱۰۰۰           | ۵۰             | ۲۵           | ۱۵                  | ۳۰                  |
| رومنجان        | بخش خوسف شهرستان بیرجند  | رومنجان           | ۱۵۰۰           | ۵۲             | ۲۰           | ۱۵                  | ۴۰                  |
| رومنجان        | بخش خوسف شهرستان بیرجند  | رومنجان           | ۱۵۰۰           | ۰              | ۲۰           | ۱۵                  | ۴۰                  |
| رویخت          | بخش مرکزی شهرستان بیرجند | رویخت             | ۴۰۰            | ۱۵             | ۲۵           | ۲۵                  | ۴۰                  |
| رک             | بخش خوسف شهرستان بیرجند  | شمس‌آباد           | ۷۰۰            | ۳۰             | ۱۶           | ۵                   | ۱۰                  |
| رکات بالا      | بخش مرکزی شهرستان بیرجند | رکات              | ۶۰۰            | ۱۵             | ۱۶           | ۱۵                  | ۳۰                  |
| رکات پائین     | بخش مرکزی شهرستان بیرجند | رکات              | ۱۰۰۰           | ۵۰             | ۱۵           | ۲۵                  | ۵۰                  |
| ریزآب          | بخش مرکزی شهرستان بیرجند | ریزآب             | ۵۰۰            | ۱۴             | ۱۰           | ۵                   | ۱۰                  |
| ریگ ابوتراب    | بخش خوسف شهرستان بیرجند  | سرچاه شور         | ۶۰۰            | ۱۵             | ۱۲           | ۳                   | ۵                   |
| ریگ میرعباسی   | بخش خوسف شهرستان بیرجند  | ریگ عباسی         | ۸۰۰            | ۲۰             | ۱۴           | ۵                   | ۸                   |
| زادنبه سفلی    | بخش خوسف شهرستان بیرجند  | زادنبه            | ۴۰۰            | ۰              | ۱۵           | ۵                   | ۱۰                  |
| زادنبه سفلی    | بخش خوسف شهرستان بیرجند  | زادنبه            | ۴۰۰            | ۱۴             | ۱۵           | ۵                   | ۱۰                  |
| زادنبه علیا    | بخش خوسف شهرستان بیرجند  | زادنبه            | ۶۰۰            | ۰              | ۲۲           | ۶                   | ۸                   |
| زادنبه علیا    | بخش خوسف شهرستان بیرجند  | زادنبه            | ۶۰۰            | ۲۲             | ۲۲           | ۶                   | ۸                   |
| زرج            | بخش مرکزی شهرستان بیرجند | اسو               | ۷۰۰            | ۳۰             | ۱۴           | ۴                   | ۷                   |
| زرخان          | بخش خوسف شهرستان بیرجند  | زرخان             | ۱۵۰            | ۵              | ۸            | ۲                   | ۵                   |
| زرد چوب        | بخش خوسف شهرستان بیرجند  | نوغاب خور         | ۴۰۰            | ۱۵             | ۸            | ۵                   | ۱۰                  |
| زروک           | بخش مرکزی شهرستان بیرجند | غیوک              | ۳۵۰            | ۰              | ۱۴           | ۱                   | ۲                   |
| زرکش           | بخش خوسف شهرستان بیرجند  | زرکش              | ۲۰۰            | ۸              | ۱۲           | ۳                   | ۳                   |
| زرگ            | بخش خوسف شهرستان بیرجند  | ماهمیران          | ۲۵۰            | ۱۰             | ۱۰           | ۴                   | ۸                   |
| زغالدر         | بخش مرکزی شهرستان بیرجند | ساقی              | ۵۰۰            | ۲۰             | ۱۰           | ۱                   | ۳                   |
| زمان‌آباد       | بخش مرکزی شهرستان بیرجند | زمان‌آباد          | ۴۰۰            | ۱۰             | ۱۰           | ۴                   | ۸                   |
| زناب           | بخش مرکزی شهرستان بیرجند | بیدخت             | ۱۰۰            | ۳              | ۴            | ۱                   | ۲                   |
| زنوک           | بخش خوسف شهرستان بیرجند  | زنوک              | ۰              | ۰              | ۰            | ۱۰                  | ۱۰                  |
| زنگویی         | بخش مرکزی شهرستان بیرجند | نوده              | ۱۵۰۰           | ۵۰             | ۶            | ۲                   | ۴                   |
| زنگی           | بخش مرکزی شهرستان بیرجند | اشتاخون           | ۱۵۰            | ۵              | ۲۰           | ۵                   | ۸                   |
| زونوک          | بخش مرکزی شهرستان بیرجند | ساقی              | ۱۵۰۰           | ۵۰             | ۸            | ۱                   | ۲                   |
| زید            | بخش خوسف شهرستان بیرجند  | زید               | ۸۰۰            | ۲۵             | ۱۸           | ۸                   | ۱۰                  |
| زیدگی مقدم     | بخش خوسف شهرستان بیرجند  | زیدگی مقدم        | ۸۰۰            | ۰              | ۱۵           | ۰                   | ۱۵                  |
| زیروچ پائین    | بخش مرکزی شهرستان بیرجند | زیروچ             | ۷۰             | ۳              | ۲۰           | ۷                   | ۱۰                  |
| زیرک بالا      | بخش مرکزی شهرستان بیرجند | زیرک              | ۳۰۰            | ۱۰             | ۲۰           | ۱۰                  | ۲۰                  |
| زیرک میان      | بخش مرکزی شهرستان بیرجند | زیرک              | ۳۰۰            | ۱۰             | ۱۷           | ۱۰                  | ۲۰                  |
| زیرک پائین     | بخش مرکزی شهرستان بیرجند | زیرک              | ۲۰             | ۸              | ۱۲           | ۷                   | ۷                   |
| زینبیه         | بخش مرکزی شهرستان بیرجند | زینبیه            | ۱۰۰۰           | ۵۰             | ۲۰           | ۱۲                  | ۲۵                  |
| زینی           | بخش مرکزی شهرستان بیرجند | زینی              | ۶۵۰            | ۱۲             | ۱۴           | ۱۵                  | ۳۰                  |
| زین‌آباد        | بخش مرکزی شهرستان بیرجند | زین‌آباد           | ۴۵۰            | ۱۲             | ۳۰           | ۴                   | ۸                   |
| زین‌آباد        | بخش مرکزی شهرستان بیرجند | حنبل              | ۱۰۰            | ۴              | ۱۵           | ۱                   | ۲                   |
| زین‌آباد        | بخش مرکزی شهرستان بیرجند | حنبل              | ۱۰۰            | ۳              | ۶            | ۱                   | ۱                   |
| زیکوه          | بخش مرکزی شهرستان بیرجند | زیکوه             | ۴۰۰            | ۸              | ۱۵           | ۳                   | ۶                   |
| سارویی         | بخش مرکزی شهرستان بیرجند | دره گزان          | ۲۵۰۰           | ۸۰             | ۳۰           | ۱۲                  | ۳۰                  |
| ساقدر          | بخش مرکزی شهرستان بیرجند | ساقدر             | ۴۰۰            | ۱۵             | ۱۵           | ۲۰                  | ۴۰                  |
| ساقی           | بخش مرکزی شهرستان بیرجند | ساقی              | ۵۰۰            | ۱۶             | ۱۰           | ۷                   | ۱۲                  |
| ساچ            | بخش مرکزی شهرستان بیرجند | ساچ               | ۲۰۰            | ۸              | ۱۲           | ۲                   | ۴                   |
| سد بند عمرشاه  | بخش مرکزی شهرستان بیرجند | سد بند عمر شاه    | ۲۵۰            | ۸              | ۱۶           | ۲                   | ۴                   |
| سرآسیاب        | بخش مرکزی شهرستان بیرجند | دره گزان          | ۲۵۰            | ۱۰             | ۶            | ۱۰                  | ۲۰                  |
| سراب           | بخش مرکزی شهرستان بیرجند | مود               | ۱۰۰۰           | ۵۰             | ۲۰           | ۱۵                  | ۳۰                  |
| سراب           | بخش خوسف شهرستان بیرجند  | گل                | ۴۰۰            | ۱۲             | ۱۲           | ۸                   | ۱۰                  |
| سراب           | بخش خوسف شهرستان بیرجند  | گل                | ۴۰۰            | ۱۲۰            | ۱۲           | ۸                   | ۱۰                  |
| سراب           | بخش مرکزی شهرستان بیرجند | سراب              | ۱۲۰۰           | ۵۴             | ۱۸           | ۱۰                  | ۲۰                  |
| سرای بالا      | بخش مرکزی شهرستان بیرجند | گزیک              | ۷۰۰            | ۱۵             | ۱۲           | ۸                   | ۱۰                  |
| سرای عسکریه    | بخش مرکزی شهرستان بیرجند | فنود              | ۵۰۰            | ۱۲             | ۱۴           | ۱۵                  | ۲۰                  |
| سربند          | بخش مرکزی شهرستان بیرجند | سرچاه             | ۱۵۰            | ۵              | ۳            | ۰                   | ۱                   |
| سربندی         | بخش مرکزی شهرستان بیرجند | مود               | ۳۰۰            | ۶              | ۱۵           | ۵                   | ۱۰                  |
| سرتنگان        | بخش مرکزی شهرستان بیرجند | سرتنگان           | ۲۰۰            | ۷              | ۱۸           | ۳                   | ۶                   |
| سرحد           | بخش مرکزی شهرستان بیرجند | سرحد              | ۳۰۰            | ۱۰             | ۱۲           | ۳                   | ۴                   |
| سرحد بالا      | بخش مرکزی شهرستان بیرجند | سرحد              | ۱۶۰            | ۶              | ۱۱           | ۱                   | ۲                   |
| سرحد میانی     | بخش مرکزی شهرستان بیرجند | سرحد              | ۲۰۰            | ۸              | ۱۰           | ۲                   | ۳                   |
| سرحد پائین     | بخش مرکزی شهرستان بیرجند | سرحد              | ۱۲۰            | ۶              | ۶            | ۲                   | ۲                   |
| سرخ نخ         | بخش مرکزی شهرستان بیرجند | نوغاب             | ۱۵۰۰           | ۵۰             | ۱۸           | ۱۰                  | ۲۰                  |
| سرخ چاه        | بخش مرکزی شهرستان بیرجند | گازار             | ۳۵۰            | ۷              | ۱۲           | ۳                   | ۶                   |
| سرزه           | بخش مرکزی شهرستان بیرجند | سرزه              | ۸۰۰            | ۴۰             | ۱۸           | ۱۵                  | ۳۰                  |
| سرقان سفلی     | بخش مرکزی شهرستان بیرجند | سرقان             | ۱۰۰۰           | ۴۰             | ۲۰           | ۶                   | ۱۰                  |
| سرقان علیا     | بخش مرکزی شهرستان بیرجند | سرقان             | ۱۲۰۰           | ۵۴             | ۲۰           | ۵                   | ۱۰                  |
| سرنابه         | بخش مرکزی شهرستان بیرجند | سورگ              | ۵۰۰            | ۱۲             | ۳۰           | ۳۵                  | ۷۰                  |
| سروباد         | بخش خوسف شهرستان بیرجند  | نوغاب خور         | ۴۰۰۰           | ۸۰۰            | ۱۸           | ۱۵                  | ۳۰                  |
| سرپشته         | بخش مرکزی شهرستان بیرجند | نوغاب چیک         | ۵۰             | ۲              | ۶            | ۱                   | ۱                   |
| سرچاه شور      | بخش خوسف شهرستان بیرجند  | سرچاه شور         | ۲۵۰۰           | ۱۰۰            | ۱۴           | ۸                   | ۱۰                  |
| سرچاه عماری    | بخش خوسف شهرستان بیرجند  | سرچاه عماری       | ۴۰۰۰           | ۸۰             | ۱۸           | ۱۰                  | ۱۰                  |
| سرگلزان        | بخش مرکزی شهرستان بیرجند | بشگز              | ۵۰۰            | ۱۲             | ۱۴           | ۵                   | ۱۰                  |
| سریان          | بخش مرکزی شهرستان بیرجند | مود               | ۸۰۰            | ۴۰             | ۲۰           | ۲۰                  | ۴۰                  |
| سفید چاهان     | بخش مرکزی شهرستان بیرجند | ساقی              | ۵۰۰            | ۱۶             | ۱۰           | ۱                   | ۲                   |
| سفیدالان       | بخش مرکزی شهرستان بیرجند | بهدان             | ۱۰۰            | ۴              | ۸            | ۰                   | ۱                   |
| سقرچ           | بخش خوسف شهرستان بیرجند  | دهن رود           | ۰              | ۰              | ۰            | ۰                   | ۰                   |
| سلمی           | بخش خوسف شهرستان بیرجند  | سلمی              | ۱۵۰۰           | ۴۰             | ۱۲           | ۵                   | ۱۰                  |
| سلم‌آباد        | بخش خوسف شهرستان بیرجند  | سلم‌آباد           | ۱۵۰۰           | ۶۰             | ۱۵           | ۱۵                  | ۴۰                  |
| سلم‌آباد        | بخش خوسف شهرستان بیرجند  | سلم‌آباد           | ۱۵۰۰           | ۰              | ۲۰           | ۰                   | ۳۰                  |
| سلیمان‌آباد     | بخش خوسف شهرستان بیرجند  | مزارشاه           | ۲۰۰            | ۸              | ۶            | ۳                   | ۵                   |
| سمسول‌آباد      | بخش مرکزی شهرستان بیرجند | سمسول‌آباد         | ۳۰۰            | ۱۰             | ۱۲           | ۱۰                  | ۲۰                  |
| سمو            | بخش مرکزی شهرستان بیرجند | سمو               | ۲۰۰            | ۸              | ۱۲           | ۲                   | ۴                   |
| سنجتوک علیا    | بخش خوسف شهرستان بیرجند  | سنجتوک            | ۱۵۰            | ۰              | ۸            | ۱                   | ۲                   |
| سنجتوک بالا    | بخش مرکزی شهرستان بیرجند | خونجوک            | ۱۰۰            | ۳              | ۶            | ۱                   | ۱                   |
| سنجتوک سفلی    | بخش خوسف شهرستان بیرجند  | قاسمی             | ۲۵۰            | ۷              | ۱۰           | ۳                   | ۵                   |
| سنجتوک سفلی    | بخش خوسف شهرستان بیرجند  | سنجتوک            | ۱۵۰            | ۰              | ۷            | ۱                   | ۲                   |
| سنجرانی        | بخش خوسف شهرستان بیرجند  | گیو شاد           | ۸۰۰            | ۴۰             | ۱۲           | ۴                   | ۱۰                  |
| سنگ سفید       | بخش مرکزی شهرستان بیرجند | پی گدار           | ۶۰۰            | ۲۰             | ۵            | ۱                   | ۲                   |
| سنگ سفید       | بخش مرکزی شهرستان بیرجند | سرحد              | ۱۵۰            | ۵              | ۸            | ۱                   | ۲                   |
| سنگستان بالا   | بخش مرکزی شهرستان بیرجند | نوک               | ۲۰۰            | ۸              | ۱۰           | ۴                   | ۵                   |
| سنگستان سفلی   | بخش مرکزی شهرستان بیرجند | نوک               | ۱۵۰            | ۵              | ۸            | ۳                   | ۶                   |
| سنگ‌آباد        | بخش مرکزی شهرستان بیرجند | شوشور بالا        | ۱۵۰            | ۳              | ۶            | ۱                   | ۲                   |
| سنگ‌آباد        | بخش مرکزی شهرستان بیرجند | سنگ‌آباد           | ۳۵۰            | ۱۰             | ۲۰           | ۱۲                  | ۲۰                  |
| سنگ‌آباد        | بخش مرکزی شهرستان بیرجند | حنبل              | ۵۰             | ۲              | ۱۵           | ۱                   | ۲                   |
| سه کنج         | بخش مرکزی شهرستان بیرجند | سرحد              | ۱۸۰            | ۶              | ۹            | ۲                   | ۳                   |
| سهامی          | بخش خوسف شهرستان بیرجند  | ماژان             | ۸۰۰            | ۲۵             | ۱۸           | ۳۵                  | ۶۰                  |
| سهل‌آباد        | بخش مرکزی شهرستان بیرجند | سهل‌آباد           | ۳۵۰            | ۱۲             | ۴۰           | ۲۴                  | ۴۰                  |
| سوراخ سنگ      | بخش مرکزی شهرستان بیرجند | هادرباد           | ۳۰۰            | ۱۰             | ۸            | ۲                   | ۴                   |
| سورگ شیخ‌آباد   | بخش خوسف شهرستان بیرجند  | سورگ              | ۳۰۰            | ۱۲             | ۷            | ۵                   | ۵                   |
| سیتان          | بخش مرکزی شهرستان بیرجند | سیتان             | ۱۰۰۰           | ۳۰             | ۱۴           | ۰                   | ۴                   |
| سیدآباد        | بخش مرکزی شهرستان بیرجند | سیدآباد           | ۷۰۰            | ۱۶             | ۱۳           | ۲۵                  | ۲۵                  |
| سیدآباد        | بخش خوسف شهرستان بیرجند  | سیدآباد           | ۳۵۰            | ۱۲             | ۱۴           | ۴                   | ۱۰                  |
| سیدان          | بخش خوسف شهرستان بیرجند  | سیدان             | ۱۵۰۰           | ۵۰             | ۲۰           | ۵                   | ۱۰                  |
| سیرجان         | بخش خوسف شهرستان بیرجند  | سیرجان            | ۲۰۰۰۰          | ۴۰۰            | ۱۰۰          | ۰                   | ۰                   |
| سیروان         | بخش مرکزی شهرستان بیرجند | سیروان            | ۲۵۰            | ۹              | ۱۲           | ۳                   | ۶                   |
| سیریاب         | بخش مرکزی شهرستان بیرجند | گیوک پا’ین        | ۳۵۰            | ۷              | ۱۰           | ۴                   | ۸                   |
| سیستانک        | بخش مرکزی شهرستان بیرجند | سیستانک           | ۲۳۰۰           | ۸۵             | ۲۸           | ۴                   | ۸                   |
| سیسکان         | بخش مرکزی شهرستان بیرجند | سیسکان            | ۷۰۰            | ۲۰             | ۱۵           | ۱۰                  | ۲۰                  |
| سیمین بالا     | بخش مرکزی شهرستان بیرجند | نوغاب چیک         | ۱۰۰۰           | ۵۰             | ۲۰           | ۲                   | ۵                   |
| سیمین پائین    | بخش مرکزی شهرستان بیرجند | رهنیچ             | ۵۰۰            | ۱۲             | ۱۲           | ۱                   | ۳                   |
| سینیرک         | بخش مرکزی شهرستان بیرجند | بیدسک             | ۳۵۰            | ۷              | ۵            | ۱                   | ۲                   |
| سیچان          | بخش مرکزی شهرستان بیرجند | سیچان             | ۱۰۰۰           | ۵۰             | ۲۰           | ۱۰                  | ۲۰                  |
| شاخن           | بخش مرکزی شهرستان بیرجند | شاخن              | ۷۰۰            | ۱۵             | ۱۴           | ۲۰                  | ۴۰                  |
| شادان          | بخش خوسف شهرستان بیرجند  | شادان             | ۸۰۰            | ۱۶             | ۲۰           | ۱۰                  | ۲۰                  |
| شادی           | بخش مرکزی شهرستان بیرجند | بیدسک سما’        | ۱۰۰            | ۴              | ۵            | ۳                   | ۳                   |
| شارقنج         | بخش مرکزی شهرستان بیرجند | شارقنج            | ۱۰۰۰           | ۵۰             | ۱۰           | ۴                   | ۱۰                  |
| شارقنج بالا    | بخش مرکزی شهرستان بیرجند | شارقنج            | ۵۰۰            | ۱۲             | ۱۰           | ۲                   | ۴                   |
| شاه محمود      | بخش خوسف شهرستان بیرجند  | شاه محمود         | ۲۵۰            | ۰              | ۱۲           | ۳                   | ۵                   |
| شاه میران      | بخش مرکزی شهرستان بیرجند | شاه میران         | ۴۰۰            | ۲۰             | ۱۰           | ۴                   | ۵                   |
| شاه ولی بالا   | بخش مرکزی شهرستان بیرجند | مهموئی            | ۵۰۰            | ۱۲             | ۱۰           | ۲                   | ۴                   |
| شاه ولی پائین  | بخش مرکزی شهرستان بیرجند | مهموئی            | ۵۰۰            | ۱۲             | ۱۰           | ۳                   | ۶                   |
| شاهراه         | بخش مرکزی شهرستان بیرجند | شاهراه            | ۷۰۰            | ۱۵             | ۱۶           | ۵                   | ۱۰                  |
| شحنه           | بخش خوسف شهرستان بیرجند  | نصرآباد           | ۳۵۰            | ۱۵             | ۱۰           | ۳                   | ۵                   |
| شریف‌آباد       | بخش خوسف شهرستان بیرجند  | پیروز             | ۶۰۰            | ۱۴             | ۱۲           | ۵                   | ۱۵                  |
| شریف‌آباد       | بخش خوسف شهرستان بیرجند  | پی رود            | ۱۲۰۰           | ۶۰             | ۱۲           | ۰                   | ۵                   |
| شغالدان        | بخش مرکزی شهرستان بیرجند | نوخرست            | ۱۰۰۰           | ۲۵             | ۳۰           | ۲۰                  | ۳۰                  |
| شفیعان         | بخش مرکزی شهرستان بیرجند | ریزآب             | ۴۰۰            | ۱۲             | ۱۰           | ۵                   | ۱۰                  |
| شفیعان کهنه    | بخش مرکزی شهرستان بیرجند | ریزآب             | ۴۵۰            | ۱۳             | ۱۰           | ۴                   | ۸                   |
| شمس‌آباد        | بخش خوسف شهرستان بیرجند  | شمس‌آباد           | ۱۲۰۰           | ۵۰             | ۲۰           | ۶                   | ۱۲                  |
| شمس‌آباد        | بخش مرکزی شهرستان بیرجند | مهموئی            | ۷۰۰            | ۲۰             | ۲۰           | ۸                   | ۱۵                  |
| شمس‌آباد        | بخش مرکزی شهرستان بیرجند | رق بغل            | ۳۰۰            | ۱۰             | ۱۰           | ۳                   | ۶                   |
| شمس‌آباد        | بخش مرکزی شهرستان بیرجند | شمس‌آباد           | ۶۰۰            | ۱۲             | ۱۸           | ۱۶                  | ۲۰                  |
| شنبه دوغ       | بخش خوسف شهرستان بیرجند  | گولگ              | ۳۰۰            | ۱۲             | ۱۲           | ۲                   | ۵                   |
| شهرستانک       | بخش خوسف شهرستان بیرجند  | شهرستانک          | ۱۲۰۰           | ۵۰             | ۲۰           | ۳۰                  | ۵۰                  |
| شهرک رضویه     | بخش مرکزی شهرستان بیرجند | شهرک رضویه        | ۲۰۰            | ۸              | ۱۰           | ۱                   | ۳                   |
| شواکند         | بخش مرکزی شهرستان بیرجند | شواکند            | ۸۰۰            | ۴۰             | ۲۰           | ۸                   | ۱۵                  |
| شواکند         | بخش مرکزی شهرستان بیرجند | شواکند            | ۴۵۰            | ۱۰             | ۱۸           | ۷                   | ۱۰                  |
| شوراب          | بخش مرکزی شهرستان بیرجند | شوراب             | ۴۵۰            | ۲۰             | ۱۰           | ۱۵                  | ۳۰                  |
| شوردنگ         | بخش مرکزی شهرستان بیرجند | نوگیدر            | ۰              | ۰              | ۰            | ۰                   | ۰                   |
| شورنیک         | بخش مرکزی شهرستان بیرجند | شوردنیک           | ۳۰۰            | ۱۰             | ۱۲           | ۳                   | ۵                   |
| شوشتیک         | بخش مرکزی شهرستان بیرجند | شوشتیک            | ۶۰۰            | ۲۰             | ۲۵           | ۴                   | ۸                   |
| شوشدیک بالا    | بخش مرکزی شهرستان بیرجند | بیدخت             | ۳۰۰            | ۱۰             | ۱۰           | ۲                   | ۴                   |
| شوشدیک پائین   | بخش مرکزی شهرستان بیرجند | بیدخت             | ۳۵۰            | ۸              | ۱۰           | ۳                   | ۶                   |
| شوشور          | بخش مرکزی شهرستان بیرجند | شوشور             | ۱۴۰۰           | ۶۰             | ۱۸           | ۱۵                  | ۳۰                  |
| شوشور سفلی     | بخش مرکزی شهرستان بیرجند | شوشور             | ۴۰۰            | ۱۰             | ۱۲           | ۳                   | ۴                   |
| شوشور پایین    | بخش مرکزی شهرستان بیرجند | شوشور پایین       | ۲۰۰            | ۸              | ۶            | ۳                   | ۵                   |
| شوکت‌آباد       | بخش مرکزی شهرستان بیرجند | شوکت‌آباد          | ۴۵۰۰           | ۱۰۰            | ۶۰           | ۴۵                  | ۶۰                  |
| شکراب          | بخش مرکزی شهرستان بیرجند | شکراب             | ۲۰۰            | ۶              | ۸            | ۰                   | ۱                   |
| شیخ            | بخش خوسف شهرستان بیرجند  | کلاته شیخ         | ۱۰۰            | ۴              | ۱۰           | ۲                   | ۲                   |
| شیخ آلوبالا    | بخش مرکزی شهرستان بیرجند | ملک‌آباد           | ۳۰۰            | ۱۰             | ۲۰           | ۴                   | ۸                   |
| شیخان          | بخش مرکزی شهرستان بیرجند | شیخان             | ۵۰۰            | ۱۲             | ۱۲           | ۵                   | ۱۰                  |
| شیخک           | بخش مرکزی شهرستان بیرجند | شیخک              | ۳۰۰            | ۱۰             | ۱۰           | ۳                   | ۶                   |
| شیخ‌آباد        | بخش خوسف شهرستان بیرجند  | شیخ‌آباد           | ۴۵۰            | ۱۴             | ۱۲           | ۳                   | ۱۰                  |
| شیر محمد       | بخش خوسف شهرستان بیرجند  | کنگره بالا        | ۲۰۰            | ۸              | ۱۲           | ۲                   | ۴                   |
| شیراز          | بخش مرکزی شهرستان بیرجند | شیراز             | ۲۰۰            | ۸              | ۱۰           | ۲                   | ۴                   |
| شیرمنج پا’ین   | بخش مرکزی شهرستان بیرجند | شیرمنج            | ۵۰۰            | ۱۴             | ۴۰           | ۱۵                  | ۳۰                  |
| شیرک           | بخش مرکزی شهرستان بیرجند | شیرک              | ۱۰۰۰           | ۵۰             | ۱۸           | ۱۵                  | ۲۰                  |
| صبوحی          | بخش مرکزی شهرستان بیرجند | دل‌آباد            | ۳۰۰            | ۱۰             | ۱۴           | ۳                   | ۶                   |
| صد گل          | بخش مرکزی شهرستان بیرجند | صد گل             | ۱۰۰۰           | ۵۰             | ۱۳           | ۱۴                  | ۱۵                  |
| صغری           | بخش خوسف شهرستان بیرجند  | کلاته صغری        | ۸۰۰            | ۲۰             | ۱۲           | ۰                   | ۰                   |
| صمدآباد        | بخش خوسف شهرستان بیرجند  | صمدآباد سرچاه     | ۳۵۰۰           | ۹۰             | ۱۶           | ۸                   | ۲۰                  |
| طلوقدر         | بخش مرکزی شهرستان بیرجند | اسفزار            | ۵۰۰            | ۱۲             | ۲۰           | ۲۵                  | ۵۰                  |
| طناک سفلی      | بخش مرکزی شهرستان بیرجند | طناک              | ۷۰۰            | ۳۵             | ۲۰           | ۱۰                  | ۲۰                  |
| طناک علیا      | بخش مرکزی شهرستان بیرجند | طناک              | ۶۰۰            | ۲۵             | ۱۴           | ۸                   | ۱۵                  |
| طهرآباد        | بخش خوسف شهرستان بیرجند  | طاهرآباد          | ۵۰۰            | ۱۶             | ۱۴           | ۳                   | ۵                   |
| طوطی           | بخش خوسف شهرستان بیرجند  | شل‌آباد            | ۴۰۰            | ۱۵             | ۱۰           | ۰                   | ۴                   |
| ظریفی          | بخش مرکزی شهرستان بیرجند | پی گدار شوشور     | ۴۰۰            | ۹              | ۱۲           | ۴                   | ۱۰                  |
| ظهرانی         | بخش خوسف شهرستان بیرجند  | خور               | ۶۰۰۰           | ۱۲۰۰           | ۲۵           | ۱۵                  | ۳۰                  |
| عادی گون       | بخش مرکزی شهرستان بیرجند | ساقی              | ۵۰۰            | ۱۶             | ۱۰           | ۱                   | ۲                   |
| عباسیه         | بخش مرکزی شهرستان بیرجند | گازار             | ۷۰۰            | ۲۰             | ۱۵           | ۲                   | ۳                   |
| عباس‌آباد       | بخش مرکزی شهرستان بیرجند | ملک‌آباد           | ۳۰۰            | ۱۰             | ۱۲           | ۳                   | ۵                   |
| عباس‌آباد       | بخش خوسف شهرستان بیرجند  | مزارشیخ‌آباد       | ۲۵۰            | ۱۰             | ۸            | ۲                   | ۵                   |
| عباس‌آباد       | بخش خوسف شهرستان بیرجند  | عباس‌آباد          | ۲۵۰            | ۸              | ۱۰           | ۳                   | ۴                   |
| عباس‌آباد       | بخش مرکزی شهرستان بیرجند | پی گدار چاه حوض   | ۵۰۰            | ۱۲             | ۱۲           | ۱                   | ۲                   |
| عباس‌آباد       | بخش مرکزی شهرستان بیرجند | کلاته عباس‌آباد    | ۴۰۰            | ۱۲             | ۱۲           | ۵                   | ۱۰                  |
| عباس‌آباد       | بخش خوسف شهرستان بیرجند  | گل                | ۱۵۰            | ۶              | ۸            | ۲                   | ۴                   |
| عباس‌آباد       | بخش مرکزی شهرستان بیرجند | علی‌آباد           | ۷۰۰            | ۱۵             | ۲۰           | ۱۲                  | ۱۵                  |
| عباس‌آباد       | بخش مرکزی شهرستان بیرجند | بلنجاب            | ۱۰۰            | ۳              | ۸            | ۱                   | ۱                   |
| عباس‌آباد       | بخش مرکزی شهرستان بیرجند | شوشور             | ۱۰۰            | ۳              | ۶            | ۲                   | ۶                   |
| عباس‌آباد       | بخش خوسف شهرستان بیرجند  | عباس‌آباد سرچاه    | ۴۰۰            | ۱۳             | ۱۰           | ۲                   | ۴                   |
| عباس‌آباد دشت   | بخش مرکزی شهرستان بیرجند | مهموئی            | ۵۰۰            | ۱۲             | ۸۰           | ۱۵                  | ۳۰                  |
| عباس‌آباد شهر   | بخش مرکزی شهرستان بیرجند | عباس‌آباد          | ۴۵۰۰           | ۲۰۰            | ۶۰           | ۵                   | ۱۰                  |
| عتیک           | بخش مرکزی شهرستان بیرجند | عتیک              | ۵۰۰            | ۱۲             | ۱۲           | ۴                   | ۶                   |
| عشق‌آباد        | بخش خوسف شهرستان بیرجند  | جیرک              | ۲۰۰            | ۶              | ۷            | ۲                   | ۴                   |
| عشق‌آباد        | بخش مرکزی شهرستان بیرجند | عشق‌آباد           | ۲۵۰            | ۷              | ۱۲           | ۳                   | ۵                   |
| عشق‌آباد        | بخش مرکزی شهرستان بیرجند | مهموئی            | ۱۳۰۰           | ۶۰             | ۲۰           | ۶                   | ۱۲                  |
| عصمت‌آباد       | بخش مرکزی شهرستان بیرجند | غیوک              | ۷۰۰            | ۲۰             | ۱۸           | ۲                   | ۴                   |
| علم‌آباد        | بخش خوسف شهرستان بیرجند  | علم‌آباد           | ۵۰۰            | ۱۸             | ۱۲           | ۲                   | ۵                   |
| علم‌آباد        | بخش خوسف شهرستان بیرجند  | خوانند            | ۶۰۰            | ۲۰             | ۱۲           | ۰                   | ۳                   |
| علی شاه        | بخش مرکزی شهرستان بیرجند | علی شاه           | ۵۰             | ۲              | ۷            | ۳                   | ۵                   |
| علی شاه        | بخش مرکزی شهرستان بیرجند | علی شاه           | ۱۰۰            | ۴              | ۱۰           | ۲                   | ۴                   |
| علی فقی        | بخش مرکزی شهرستان بیرجند | شوشور             | ۵۰             | ۲              | ۴            | ۲                   | ۴                   |
| علی ملا        | بخش مرکزی شهرستان بیرجند | هریوند            | ۱۵۰            | ۵              | ۱۸           | ۴                   | ۸                   |
| علی کری        | بخش خوسف شهرستان بیرجند  | مهنج              | ۰              | ۰              | ۰            | ۰                   | ۰                   |
| علی کری        | بخش خوسف شهرستان بیرجند  | علی کری           | ۰              | ۰              | ۰            | ۰                   | ۰                   |
| علیشاه         | بخش مرکزی شهرستان بیرجند | پی گدار           | ۵۰۰            | ۱۲             | ۱۰           | ۱                   | ۲                   |
| علی‌آباد        | بخش مرکزی شهرستان بیرجند | غیوک              | ۵۰۰            | ۱۲             | ۱۴           | ۱                   | ۲                   |
| علی‌آباد        | بخش مرکزی شهرستان بیرجند | شوشور             | ۵۰             | ۲              | ۳            | ۲                   | ۴                   |
| علی‌آباد        | بخش مرکزی شهرستان بیرجند | زیرک              | ۴۰۰            | ۱۰             | ۱۲           | ۵                   | ۱۰                  |
| علی‌آباد        | بخش مرکزی شهرستان بیرجند | ماسن              | ۲۰۰            | ۱۲             | ۱۰           | ۲                   | ۲                   |
| علی‌آباد        | بخش مرکزی شهرستان بیرجند | علی‌آباد           | ۴۰۰            | ۸              | ۱۲           | ۵                   | ۱۰                  |
| علی‌آباد        | بخش مرکزی شهرستان بیرجند | علی‌آباد           | ۱۱۰۰           | ۲۴             | ۱۵           | ۲۵                  | ۵۰                  |
| علی‌آباد        | بخش مرکزی شهرستان بیرجند | بلنجاب            | ۱۵۰            | ۵              | ۱۲           | ۱                   | ۲                   |
| علی‌آباد        | بخش مرکزی شهرستان بیرجند | رق بغل            | ۴۰۰            | ۱۰             | ۱۰           | ۶                   | ۱۰                  |
| علی‌آباد        | بخش مرکزی شهرستان بیرجند | میریک             | ۱۵۰            | ۳              | ۱۲           | ۱                   | ۳                   |
| علی‌آباد        | بخش مرکزی شهرستان بیرجند | خراشاد            | ۵۰۰            | ۱۲             | ۱۲           | ۸                   | ۱۰                  |
| علی‌آباد        | بخش مرکزی شهرستان بیرجند | ساقی              | ۱۰۰۰           | ۲۴             | ۱۵           | ۵                   | ۱۰                  |
| علی‌آباد        | بخش خوسف شهرستان بیرجند  | خلیران            | ۶۰۰            | ۰              | ۸            | ۲                   | ۳                   |
| علی‌آباد        | بخش خوسف شهرستان بیرجند  | علی‌آباد خور       | ۴۰۰۰           | ۸۰۰            | ۲۰           | ۱۰                  | ۲۰                  |
| علی‌آباد        | بخش خوسف شهرستان بیرجند  | علی‌آباد زارعین    | ۶۰۰۰           | ۱۲۰            | ۱۸           | ۲۰                  | ۳۰                  |
| علی‌آباد        | بخش خوسف شهرستان بیرجند  | علی‌آباد دره راه   | ۸۰۰            | ۳۰             | ۱۴           | ۰                   | ۵                   |
| علی‌آباد        | بخش خوسف شهرستان بیرجند  | علی‌آباد سرچاه     | ۱۰۰۰           | ۰              | ۱۸           | ۴                   | ۸                   |
| علی‌آباد        | بخش خوسف شهرستان بیرجند  | علی‌آباد           | ۲۰۰۰           | ۶۰             | ۱۴           | ۱۰                  | ۱۰                  |
| علی‌آباد        | بخش مرکزی شهرستان بیرجند | حنبل              | ۱۰۰۰           | ۲۰             | ۱۸           | ۱                   | ۲                   |
| علی‌آباد        | بخش خوسف شهرستان بیرجند  | علی‌آباد           | ۴۰۰            | ۰              | ۱۲           | ۵                   | ۱۵                  |
| علی‌آباد        | بخش خوسف شهرستان بیرجند  | علی‌آباد           | ۶۰۰۰           | ۱۲۰            | ۱۸           | ۲۰                  | ۳۰                  |
| علی‌آباد        | بخش مرکزی شهرستان بیرجند | خنگ بهدان         | ۶۰۰            | ۱۵             | ۱۲           | ۰                   | ۲                   |
| علی‌آباد        | بخش خوسف شهرستان بیرجند  | رک شمس‌آباد        | ۰              | ۰              | ۰            | ۰                   | ۰                   |
| علی‌آباد لوله   | بخش مرکزی شهرستان بیرجند | علی‌آباد           | ۲۰۰۰           | ۴۵             | ۲۷           | ۱۰                  | ۵۰                  |
| عیلکی علیا     | بخش خوسف شهرستان بیرجند  | عیلکی             | ۸۰۰            | ۴۰             | ۱۸           | ۱۵                  | ۳۰                  |
| عیلکی سفلی     | بخش خوسف شهرستان بیرجند  | عیلکی             | ۱۰۰۰           | ۴۰             | ۲۵           | ۲۰                  | ۴۰                  |
| عیلکی علیا     | بخش خوسف شهرستان بیرجند  | عیلکی             | ۸۰۰            | ۴۰             | ۱۸           | ۱۵                  | ۳۰                  |
| عینید بالا     | بخش مرکزی شهرستان بیرجند | عینید بالا        | ۴۰۰            | ۱۲             | ۱۴           | ۴                   | ۱۰                  |
| غارمار         | بخش مرکزی شهرستان بیرجند | غارمار            | ۲۵۰            | ۱۰             | ۱۰           | ۳                   | ۶                   |
| غیاث الدین     | بخش مرکزی شهرستان بیرجند | غیاث الدین        | ۶۰۰            | ۳۰             | ۱۲           | ۱۰                  | ۲۰                  |
| غیوک           | بخش مرکزی شهرستان بیرجند | غیوک              | ۳۰۰            | ۱۰             | ۱۰           | ۲                   | ۴                   |
| فاطمیه         | بخش مرکزی شهرستان بیرجند | افضل‌آباد          | ۲۰۰۰           | ۵۰             | ۲۰           | ۲                   | ۵                   |
| فاطمیه         | بخش خوسف شهرستان بیرجند  | فاطمیه            | ۷۰۰            | ۳۵             | ۱۲           | ۵                   | ۱۵                  |
| فریز           | بخش مرکزی شهرستان بیرجند | فریز              | ۶۰۰            | ۳۰             | ۱۵           | ۵                   | ۱۰                  |
| فریز           | بخش خوسف شهرستان بیرجند  | فریز              | ۱۴۰۰           | ۰              | ۱۸           | ۲۰                  | ۴۰                  |
| فریزنوک        | بخش مرکزی شهرستان بیرجند | فریزنوک           | ۲۰۰            | ۵              | ۱۰           | ۳                   | ۶                   |
| فسون           | بخش خوسف شهرستان بیرجند  | فسون              | ۲۰۰            | ۶              | ۸            | ۳                   | ۵                   |
| فشاررود        | بخش مرکزی شهرستان بیرجند | حنبل              | ۱۰۰۰           | ۵۰             | ۲۰           | ۲                   | ۴                   |
| فصبه بیرجند    | بخش مرکزی شهرستان بیرجند | قصبه              | ۱۵۰۰۰          | ۵۰۰            | ۱۰۰          | ۲۰                  | ۴۰                  |
| فلگس           | بخش مرکزی شهرستان بیرجند | بیدخت             | ۱۸۰            | ۶              | ۸            | ۲                   | ۴                   |
| فلگس پا’ین     | بخش مرکزی شهرستان بیرجند | بیدخت             | ۵۰۰            | ۱۲             | ۱۲           | ۳                   | ۶                   |
| فنود           | بخش مرکزی شهرستان بیرجند | فنود              | ۱۰۰۰           | ۵۰             | ۲۰           | ۲۰                  | ۴۰                  |
| فوداج          | بخش مرکزی شهرستان بیرجند | فوداج             | ۲۵۰۰           | ۱۰۰            | ۲۷           | ۱۰                  | ۱۵                  |
| فورجان         | بخش مرکزی شهرستان بیرجند | فورجان            | ۸۰۰            | ۲۰             | ۲۰           | ۱۰                  | ۱۰                  |
| فیض‌آباد        | بخش مرکزی شهرستان بیرجند | فیض‌آباد           | ۱۰۰۰           | ۵۰             | ۱۰           | ۶                   | ۱۰                  |
| فیض‌آباد        | بخش خوسف شهرستان بیرجند  | فیض‌آباد           | ۴۰۰۰           | ۸۰             | ۱۶           | ۸                   | ۲۰                  |
| قاسمی          | بخش خوسف شهرستان بیرجند  | قاسمی             | ۱۵۰            | ۶              | ۸            | ۳                   | ۱۰                  |
| قاسم‌آباد       | بخش مرکزی شهرستان بیرجند | قاسم‌آباد          | ۱۰۰۰           | ۵۰             | ۳۵           | ۲                   | ۴                   |
| قبرستان        | بخش خوسف شهرستان بیرجند  | بصیران            | ۱۰۰۰           | ۲۵             | ۱۴           | ۱۵                  | ۲۰                  |
| قروتی          | بخش خوسف شهرستان بیرجند  | عیلکی بالا        | ۱۵۰            | ۶              | ۱۰           | ۱                   | ۳                   |
| قریز مرغ       | بخش مرکزی شهرستان بیرجند | فریز مرغ          | ۴۰۰            | ۲۰             | ۱۴           | ۳                   | ۶                   |
| قصبه           | بخش خوسف شهرستان بیرجند  | قصبه              | ۵۰۰            | ۰              | ۲۰           | ۵                   | ۱۰                  |
| قصبه           | بخش خوسف شهرستان بیرجند  | قصبه              | ۵۰۰            | ۱۷             | ۲۰           | ۵                   | ۱۰                  |
| قطارگز         | بخش مرکزی شهرستان بیرجند | قطارگز            | ۸۰۰            | ۲۵             | ۱۲           | ۵                   | ۱۵                  |
| قلاع           | بخش خوسف شهرستان بیرجند  | قلاع              | ۷۰۰            | ۳۰             | ۱۸           | ۵                   | ۱۰                  |
| قلعه استخر     | بخش مرکزی شهرستان بیرجند | قلعه استخر        | ۵۰۰            | ۱۰             | ۱۵           | ۸                   | ۱۰                  |
| قلعه زری       | بخش خوسف شهرستان بیرجند  | قلعه زری          | ۶۰۰            | ۲۰             | ۱۸           | ۵                   | ۱۵                  |
| قلعه کهنه      | بخش مرکزی شهرستان بیرجند | قلعه کهنه         | ۱۲۰۰           | ۵۰             | ۱۰           | ۵                   | ۱۰                  |
| قلندر          | بخش مرکزی شهرستان بیرجند | بویک              | ۳۵۰            | ۷              | ۱۲           | ۳                   | ۶                   |
| قلندر          | بخش مرکزی شهرستان بیرجند | قلندر             | ۱۵۰            | ۵              | ۱۲           | ۱                   | ۲                   |
| قلندران        | بخش مرکزی شهرستان بیرجند | ساقدر             | ۱۰۰            | ۴              | ۶            | ۱                   | ۱                   |
| قمنجان         | بخش مرکزی شهرستان بیرجند | قمنجان            | ۴۰۰            | ۸              | ۶            | ۱                   | ۳                   |
| قمنجان         | بخش مرکزی شهرستان بیرجند | قمنجان            | ۷۰۰            | ۱۵             | ۱۰           | ۳                   | ۵                   |
| قنات بالا      | بخش مرکزی شهرستان بیرجند | فنود              | ۸۰۰            | ۲۰             | ۱۲           | ۱۲                  | ۲۰                  |
| قنات بالا      | بخش مرکزی شهرستان بیرجند | چهکند             | ۶۵۰            | ۱۳             | ۶۰           | ۱۵                  | ۳۰                  |
| قنات بالا      | بخش مرکزی شهرستان بیرجند | اویگان            | ۵۰۰            | ۱۶             | ۱۰           | ۵                   | ۱۰                  |
| قنات علیا      | بخش مرکزی شهرستان بیرجند | جلار              | ۴۰۰            | ۱۲             | ۱۸           | ۴                   | ۸                   |
| قنات نو        | بخش مرکزی شهرستان بیرجند | برزج              | ۲۰۰            | ۱۰             | ۱۴           | ۸                   | ۱۰                  |
| قنات پائین     | بخش مرکزی شهرستان بیرجند | اویگان            | ۴۵۰            | ۱۰             | ۱۰           | ۵                   | ۱۰                  |
| قنات پائین     | بخش مرکزی شهرستان بیرجند | اسو               | ۱۰۰            | ۳              | ۱            | ۲                   | ۲                   |
| قناد           | بخش مرکزی شهرستان بیرجند | کلاته قناد        | ۵۰۰            | ۱۲             | ۱۶           | ۱                   | ۳                   |
| قنادان         | بخش مرکزی شهرستان بیرجند | کلاته قنادان      | ۴۰۰            | ۱۲             | ۱۲           | ۵                   | ۱۰                  |
| قنبروک         | بخش مرکزی شهرستان بیرجند | قنبروک            | ۷۵۰            | ۱۸             | ۱۰           | ۴                   | ۸                   |
| قنج            | بخش مرکزی شهرستان بیرجند | شیرگ              | ۳۵۰            | ۱۹             | ۱۵           | ۵                   | ۹                   |
| قند شیرین      | بخش مرکزی شهرستان بیرجند | امیرآباد پائین    | ۴۰۰۰           | ۱۲۰            | ۳۰           | ۱۵                  | ۳۰                  |
| قنداب          | بخش مرکزی شهرستان بیرجند | برزج              | ۳۵۰            | ۱۰             | ۱۲           | ۶                   | ۱۰                  |
| قندهار         | بخش مرکزی شهرستان بیرجند | خونیک پهن         | ۲۰۰            | ۸              | ۴            | ۱                   | ۲                   |
| قومنجان        | بخش خوسف شهرستان بیرجند  | قومنجان           | ۷۰۰            | ۳۵             | ۱۲           | ۸                   | ۱۵                  |
| قیصار          | بخش خوسف شهرستان بیرجند  | قیصار             | ۴۵۰            | ۱۴             | ۱۴           | ۴                   | ۸                   |
| لستان          | بخش مرکزی شهرستان بیرجند | لستان             | ۶۰۰            | ۲۰             | ۱۴           | ۴                   | ۸                   |
| لک لندر        | بخش مرکزی شهرستان بیرجند | لک لندرافکشت      | ۱۰۰            | ۳              | ۴            | ۱                   | ۲                   |
| لک لندر        | بخش مرکزی شهرستان بیرجند | لک لندر           | ۱۵۰            | ۵              | ۸            | ۲                   | ۲                   |
| لیدر           | بخش مرکزی شهرستان بیرجند | اسفهرود           | ۱۵۰            | ۵              | ۱۸           | ۵                   | ۱۰                  |
| ماجونی         | بخش خوسف شهرستان بیرجند  | کلاته اللیار      | ۳۰۰            | ۰              | ۱۰           | ۳                   | ۳                   |
| مازیچان        | بخش مرکزی شهرستان بیرجند | ججگ               | ۳۰۰            | ۱۰             | ۸            | ۰                   | ۲                   |
| ماسن           | بخش مرکزی شهرستان بیرجند | ماسن              | ۴۵۰            | ۱۳             | ۱۶           | ۱۵                  | ۱۲                  |
| ماسیسک         | بخش مرکزی شهرستان بیرجند | بیدخت             | ۴۰۰            | ۱۳             | ۱۲           | ۱                   | ۲                   |
| ماسیسک پا’ین   | بخش مرکزی شهرستان بیرجند | بیدخت             | ۳۰۰            | ۱۰             | ۱۲           | ۲                   | ۴                   |
| مافریز         | بخش مرکزی شهرستان بیرجند | مافریز            | ۳۰۰            | ۱۲             | ۸            | ۲                   | ۳                   |
| مافنداب        | بخش مرکزی شهرستان بیرجند | مافنداب           | ۱۰۰۰           | ۴۰             | ۳۰           | ۱۸                  | ۲۰                  |
| ماهساج         | بخش مرکزی شهرستان بیرجند | هادرباد           | ۵۰             | ۲              | ۶            | ۱                   | ۲                   |
| ماهشک          | بخش مرکزی شهرستان بیرجند | ماهشک             | ۲۰۰            | ۶              | ۶            | ۱                   | ۲                   |
| ماهمیران       | بخش خوسف شهرستان بیرجند  | ماهمیران          | ۴۵۰            | ۲۰             | ۱۰           | ۵                   | ۱۵                  |
| ماهوسک         | بخش مرکزی شهرستان بیرجند | ماهوسک            | ۲۰۰            | ۶              | ۱۵           | ۲                   | ۴                   |
| ماهوسک بالا    | بخش مرکزی شهرستان بیرجند | ماهوسک            | ۱۵۰            | ۵              | ۵            | ۱                   | ۲                   |
| ماهوک          | بخش مرکزی شهرستان بیرجند | ماهوک             | ۳۰۰            | ۱۰             | ۱۲           | ۱                   | ۲                   |
| مبارک‌آباد      | بخش خوسف شهرستان بیرجند  | مبارک‌آباد         | ۲۵۰            | ۸              | ۱۲           | ۲                   | ۴                   |
| مبارک‌آباد      | بخش مرکزی شهرستان بیرجند | مبارک‌آباد         | ۴۰۰            | ۱۷             | ۱۴           | ۱۰                  | ۲۰                  |
| مبالله         | بخش مرکزی شهرستان بیرجند | مبالله            | ۴۰             | ۲              | ۴            | ۰                   | ۱                   |
| محتشم          | بخش مرکزی شهرستان بیرجند | افضل‌آباد          | ۸۰۰            | ۴۰             | ۱۲           | ۲                   | ۵                   |
| محسن‌آباد       | بخش خوسف شهرستان بیرجند  | محسن‌آباد          | ۹۰۰            | ۳۰             | ۱۵           | ۵                   | ۱۰                  |
| محسن‌آباد       | بخش خوسف شهرستان بیرجند  | محسن‌آباد آشوری    | ۱۵۰            | ۶              | ۱۰           | ۲                   | ۴                   |
| محلوگان        | بخش مرکزی شهرستان بیرجند | محلوگان           | ۲۰۰            | ۸              | ۱۰           | ۳                   | ۶                   |
| محمد سلطان     | بخش مرکزی شهرستان بیرجند | کوچ               | ۴۰۰            | ۱۸             | ۱۸           | ۱۰                  | ۲۰                  |
| محمد قاسمی     | بخش مرکزی شهرستان بیرجند | محمدقاسمی         | ۵۰             | ۲              | ۵            | ۰                   | ۱                   |
| محمدآباد       | بخش خوسف شهرستان بیرجند  | محمدآباد          | ۳۰۰            | ۱۰             | ۱۰           | ۲                   | ۴                   |
| محمدآباد       | بخش خوسف شهرستان بیرجند  | محمدآباد          | ۳۰۰            | ۱۰             | ۱۰           | ۳                   | ۵                   |
| محمدآباد       | بخش خوسف شهرستان بیرجند  | فریز              | ۰              | ۰              | ۰            | ۰                   | ۰                   |
| محمدآباد       | بخش مرکزی شهرستان بیرجند | امیرآباد پائین    | ۱۰۰            | ۴              | ۸            | ۰                   | ۲                   |
| محمدآباد       | بخش خوسف شهرستان بیرجند  | خلیران            | ۵۰۰            | ۰              | ۱۰           | ۲                   | ۵                   |
| محمدآباد       | بخش خوسف شهرستان بیرجند  | گل                | ۴۰۰            | ۱۸             | ۲۰           | ۲                   | ۳                   |
| محمدآباد       | بخش خوسف شهرستان بیرجند  | چهکنه گل          | ۲۵۰            | ۱۰             | ۸            | ۴                   | ۱۰                  |
| محمدآباد       | بخش خوسف شهرستان بیرجند  | چهکند گل          | ۲۵۰            | ۱۰             | ۸            | ۴                   | ۱۰                  |
| محمدآباد       | بخش خوسف شهرستان بیرجند  | گیو شاد           | ۴۰۰            | ۱۲             | ۱۴           | ۴                   | ۱۰                  |
| محمدآباد       | بخش مرکزی شهرستان بیرجند | محمدآباد          | ۴۰۰            | ۱۰             | ۲۰           | ۶                   | ۱۰                  |
| محمدآباد       | بخش خوسف شهرستان بیرجند  | میناخون           | ۴۰۰            | ۱۲             | ۱۲           | ۲                   | ۵                   |
| محمدآباد       | بخش خوسف شهرستان بیرجند  | محمدآباد سرچاه    | ۶۰۰            | ۱۶             | ۱۴           | ۴                   | ۵                   |
| محمدآباد       | بخش مرکزی شهرستان بیرجند | پیرنج             | ۸۰۰            | ۳۰             | ۱۴           | ۰                   | ۵                   |
| محمدبیک        | بخش خوسف شهرستان بیرجند  | محمدبیک           | ۰              | ۰              | ۰            | ۰                   | ۰                   |
| محمدحسین       | بخش مرکزی شهرستان بیرجند | دل‌آباد            | ۳۰۰            | ۱۰             | ۱۲           | ۱                   | ۲                   |
| محمدغلام       | بخش خوسف شهرستان بیرجند  | کلاته محمدغلام    | ۵۰۰            | ۲۰             | ۱۲           | ۳                   | ۵                   |
| محمودآباد      | بخش مرکزی شهرستان بیرجند | محمودآباد         | ۴۰۰            | ۱۲             | ۲۰           | ۱۰                  | ۱۵                  |
| محمودآباد      | بخش خوسف شهرستان بیرجند  | محمودآباد         | ۸۰۰            | ۴۰             | ۱۵           | ۱۰                  | ۱۵                  |
| محمودآباد      | بخش مرکزی شهرستان بیرجند | اسفزار            | ۵۰۰            | ۱۶             | ۳۰           | ۵                   | ۱۰                  |
| مختارآباد      | بخش مرکزی شهرستان بیرجند | بیدخت             | ۵۰             | ۲              | ۱۰           | ۱                   | ۱                   |
| مد بیک         | بخش مرکزی شهرستان بیرجند | افضل‌آباد          | ۲۰۰۰           | ۵۰             | ۱۲           | ۸                   | ۱۰                  |
| مرتوند         | بخش مرکزی شهرستان بیرجند | مرتوند            | ۲۵۰            | ۸              | ۱۲           | ۳                   | ۶                   |
| مرده شور       | بخش خوسف شهرستان بیرجند  | گل                | ۱۲۰۰           | ۶۰             | ۱۵           | ۳                   | ۱۰                  |
| مرز‌آباد        | بخش مرکزی شهرستان بیرجند | مرز‌آباد           | ۴۰۰            | ۸              | ۱۲           | ۳                   | ۶                   |
| مرغداری خرساد  | بخش مرکزی شهرستان بیرجند | مرغداری خرساد     | ۱۰۰            | ۳              | ۱۰           | ۱                   | ۲                   |
| مرغش           | بخش خوسف شهرستان بیرجند  | حسین‌آباد مرغش     | ۲۵۰            | ۹              | ۱۰           | ۳                   | ۵                   |
| مرقج           | بخش مرکزی شهرستان بیرجند | بیدسک سما’        | ۳۰۰            | ۱۰             | ۸            | ۱                   | ۲                   |
| مرقج           | بخش مرکزی شهرستان بیرجند | سرحد              | ۱۵۰            | ۵              | ۸            | ۲                   | ۳                   |
| مرقش           | بخش مرکزی شهرستان بیرجند | غیوک              | ۱۳۰            | ۳              | ۱۰           | ۱                   | ۱                   |
| مروک           | بخش مرکزی شهرستان بیرجند | مروک              | ۵۰۰            | ۱۲             | ۱۲           | ۳                   | ۵                   |
| مرک            | بخش مرکزی شهرستان بیرجند | مرک               | ۱۳۰۰           | ۶۰             | ۱۴           | ۱۰                  | ۲۰                  |
| مریکان         | بخش مرکزی شهرستان بیرجند | میریک             | ۴۰۰            | ۱۶             | ۱۰           | ۶                   | ۱۰                  |
| مزار           | بخش خوسف شهرستان بیرجند  | ماژان             | ۱۰۰            | ۲              | ۶            | ۴                   | ۵                   |
| مزار           | بخش خوسف شهرستان بیرجند  | مزارشیخ‌آباد       | ۶۰۰            | ۳۰             | ۱۴           | ۴                   | ۱۰                  |
| مزار           | بخش مرکزی شهرستان بیرجند | دره گزان          | ۲۰۰            | ۸              | ۴            | ۱                   | ۲                   |
| مزار یشت       | بخش مرکزی شهرستان بیرجند | مزار یشت          | ۲۰۰            | ۸              | ۱۰           | ۱                   | ۲                   |
| مزارسمت جنوبی  | بخش خوسف شهرستان بیرجند  | مزارشاه سلیمان    | ۵۰             | ۲              | ۴            | ۱                   | ۵                   |
| مزداب          | بخش مرکزی شهرستان بیرجند | مزداب             | ۳۰۰۰           | ۶۰             | ۱۵           | ۷                   | ۱۴                  |
| مزداب سفلی     | بخش مرکزی شهرستان بیرجند | مزداب             | ۱۵۰۰           | ۵۰             | ۱۲           | ۳                   | ۶                   |
| مزرعه شریف     | بخش مرکزی شهرستان بیرجند | مزرعه محمدشریف    | ۳۰۰            | ۱۰             | ۱۲           | ۳                   | ۶                   |
| مزگ            | بخش مرکزی شهرستان بیرجند | مزگ               | ۷۰۰            | ۲۰             | ۲۵           | ۷                   | ۱۰                  |
| مزیدآباد       | بخش مرکزی شهرستان بیرجند | مزیدآباد          | ۴۰۰            | ۲۰             | ۲۰           | ۴                   | ۸                   |
| مساوری         | بخش مرکزی شهرستان بیرجند | مساوری            | ۵۰۰            | ۱۲             | ۲۰           | ۵                   | ۱۰                  |
| مسگر           | بخش مرکزی شهرستان بیرجند | مسگر              | ۱۵۰            | ۵              | ۱۰           | ۱                   | ۲                   |
| مسیری          | بخش مرکزی شهرستان بیرجند | گازار             | ۸۰             | ۳              | ۱۵           | ۲                   | ۲                   |
| مطلبی          | بخش مرکزی شهرستان بیرجند | بلنجاب            | ۱۵۰            | ۵              | ۱۲           | ۱                   | ۲                   |
| معصوم‌آباد      | بخش مرکزی شهرستان بیرجند | معصوم‌آباد         | ۶۴۰۰           | ۲۰             | ۱۸           | ۲۳                  | ۴۰                  |
| ملاخداداد      | بخش خوسف شهرستان بیرجند  | ملاخداداد         | ۳۰۰            | ۰              | ۸            | ۴                   | ۵                   |
| ملکانی         | بخش مرکزی شهرستان بیرجند | ملکانی            | ۲۰۰            | ۵              | ۱۰           | ۳                   | ۳                   |
| ملک‌آباد        | بخش مرکزی شهرستان بیرجند | ملک‌آباد           | ۳۰۰            | ۱۰             | ۱۰           | ۴                   | ۸                   |
| ملک‌آباد        | بخش مرکزی شهرستان بیرجند | هادرباد           | ۵۰             | ۲              | ۶            | ۱                   | ۲                   |
| ملک‌آباد        | بخش مرکزی شهرستان بیرجند | بلنجاب            | ۱۵۰            | ۵              | ۱۲           | ۱                   | ۲                   |
| ملک‌آباد        | بخش مرکزی شهرستان بیرجند | خراشاد            | ۵۰۰            | ۱۸             | ۱۴           | ۰                   | ۵                   |
| مناوند         | بخش مرکزی شهرستان بیرجند | گازار             | ۷۰۰            | ۲۰             | ۲۰           | ۱۸                  | ۳۰                  |
| منجیگان        | بخش مرکزی شهرستان بیرجند | منجیگان           | ۳۵۰            | ۱۰             | ۱۵           | ۵                   | ۱۰                  |
| منظریه         | بخش مرکزی شهرستان بیرجند | منظریه            | ۲۵۰            | ۸              | ۱۴           | ۲                   | ۴                   |
| مهدی‌آباد       | بخش مرکزی شهرستان بیرجند | مهدی‌آباد          | ۴۵۰۰           | ۹۰             | ۶۰           | ۱۵                  | ۳۰                  |
| مهراج          | بخش مرکزی شهرستان بیرجند | اسو               | ۲۰۰            | ۶              | ۴            | ۴                   | ۵                   |
| مهران          | بخش مرکزی شهرستان بیرجند | روشناوند          | ۱۵۰۰           | ۵۰             | ۱۸           | ۰                   | ۱۰                  |
| مهموئی         | بخش مرکزی شهرستان بیرجند | مهموئی            | ۲۰۰۰           | ۴۰             | ۳۵           | ۱۵                  | ۳۰                  |
| مهنج           | بخش خوسف شهرستان بیرجند  | مهنج              | ۳۰۰            | ۱۲             | ۱۲           | ۵                   | ۱۰                  |
| مهچی           | بخش مرکزی شهرستان بیرجند | مهچی              | ۶۰۰            | ۲۰             | ۱۸           | ۷                   | ۱۰                  |
| مهیار          | بخش مرکزی شهرستان بیرجند | نوگیدر            | ۱۳۰۰           | ۶۰             | ۱۰           | ۱۰                  | ۲۰                  |
| مهیار بالا     | بخش مرکزی شهرستان بیرجند | بیدسک سما’        | ۳۰۰            | ۹              | ۱۰           | ۱                   | ۲                   |
| مود            | بخش مرکزی شهرستان بیرجند | مود               | ۱۸۰۰           | ۴۵             | ۳۰           | ۲۰                  | ۴۰                  |
| موروتک         | بخش مرکزی شهرستان بیرجند | مود               | ۴۰۰            | ۱۰             | ۱۲           | ۳                   | ۶                   |
| موروج          | بخش مرکزی شهرستان بیرجند | غیوک              | ۱۰۰            | ۴              | ۸            | ۱                   | ۲                   |
| مورون          | بخش مرکزی شهرستان بیرجند | چهکند             | ۱۷۰۰           | ۶۵             | ۲۰           | ۱۵                  | ۳۰                  |
| مورچ           | بخش مرکزی شهرستان بیرجند | ماهوک             | ۳۰۰            | ۱۰             | ۱۲           | ۱                   | ۲                   |
| موریگی         | بخش خوسف شهرستان بیرجند  | دوستکام           | ۱۲۰            | ۵              | ۱۰           | ۱                   | ۳                   |
| موسویه         | بخش مرکزی شهرستان بیرجند | موسویه            | ۱۵۰            | ۵              | ۱۰           | ۱                   | ۲                   |
| موشی           | بخش مرکزی شهرستان بیرجند | موشی              | ۶۰۰            | ۲۰             | ۱۰           | ۱۰                  | ۱۵                  |
| موله           | بخش مرکزی شهرستان بیرجند | القار             | ۱۰۰            | ۴              | ۱۵           | ۳                   | ۴                   |
| مولید          | بخش مرکزی شهرستان بیرجند | القور             | ۲۰۰            | ۱۰             | ۴            | ۸                   | ۱۰                  |
| موگرد          | بخش مرکزی شهرستان بیرجند | موگرد             | ۲۴۰            | ۱۲             | ۷            | ۱                   | ۱                   |
| میان کوه       | بخش مرکزی شهرستان بیرجند | میان کوه          | ۴۰۰            | ۱۰             | ۱۲           | ۲                   | ۴                   |
| میانکوه        | بخش مرکزی شهرستان بیرجند | میانکوه           | ۲۰۰            | ۸              | ۱۲           | ۲                   | ۳                   |
| میان‌آباد       | بخش خوسف شهرستان بیرجند  | میان‌آباد          | ۲۵۰            | ۱۰             | ۱۲           | ۳                   | ۵                   |
| میرآباد        | بخش مرکزی شهرستان بیرجند | شیرگ              | ۸۰۰            | ۲۰             | ۱۵           | ۰                   | ۵                   |
| میرآقا         | بخش مرکزی شهرستان بیرجند | چهکند             | ۳۰۰            | ۷              | ۱۰           | ۱                   | ۲                   |
| میرتقی         | بخش مرکزی شهرستان بیرجند | رکات              | ۱۰۰۰           | ۰              | ۱۸           | ۰                   | ۰                   |
| میرحسین        | بخش مرکزی شهرستان بیرجند | کلاته میرحسین     | ۵۰۰            | ۱۲             | ۸            | ۷                   | ۱۴                  |
| میرزاتقی       | بخش مرکزی شهرستان بیرجند | ساقدر             | ۳۰۰            | ۷              | ۱۲           | ۶                   | ۱۰                  |
| میرزنیل        | بخش خوسف شهرستان بیرجند  | علی‌آباد           | ۴۰۰            | ۱۴             | ۱۲           | ۳                   | ۵                   |
| میرشیر         | بخش خوسف شهرستان بیرجند  | برمزید            | ۳۰۰            | ۱۰             | ۸            | ۳                   | ۵                   |
| میرمحمدحسین    | بخش خوسف شهرستان بیرجند  | میرمحمدحسین       | ۲۰۰            | ۶              | ۱۲           | ۲                   | ۴                   |
| میریک          | بخش مرکزی شهرستان بیرجند | میریک             | ۴۰۰            | ۱۵             | ۱۴           | ۱۵                  | ۳۰                  |
| میناخون        | بخش خوسف شهرستان بیرجند  | میناخون           | ۶۵۰            | ۱۶             | ۱۵           | ۵                   | ۲۰                  |
| نارمنج         | بخش مرکزی شهرستان بیرجند | نارمنج            | ۲۰۰            | ۸              | ۱۲           | ۳                   | ۶                   |
| نبدره          | بخش مرکزی شهرستان بیرجند | گازار             | ۳۵۰            | ۷              | ۱۵           | ۷                   | ۱۰                  |
| نبستان         | بخش مرکزی شهرستان بیرجند | موشی              | ۴۰۰            | ۱۲             | ۱۰           | ۰                   | ۱                   |
| نبوک           | بخش خوسف شهرستان بیرجند  | مهنج              | ۱۵۰            | ۵              | ۱۰           | ۲                   | ۴                   |
| نبی‌آباد تابع   | بخش مرکزی شهرستان بیرجند | نبی‌آباد           | ۱۵۰            | ۵              | ۱۰           | ۱                   | ۲                   |
| نخو            | بخش مرکزی شهرستان بیرجند | شاه‌آباد           | ۴۰۰            | ۱۰             | ۴۸           | ۱۰                  | ۲۰                  |
| نخودی          | بخش مرکزی شهرستان بیرجند | کوشک‌آباد          | ۳۰۰            | ۱۰             | ۱۲           | ۴                   | ۸                   |
| نردهکش         | بخش خوسف شهرستان بیرجند  | زرکش              | ۱۲۰            | ۵              | ۱۰           | ۲                   | ۳                   |
| نصرآباد        | بخش خوسف شهرستان بیرجند  | سیدان             | ۴۰۰            | ۱۰             | ۱۲           | ۳                   | ۵                   |
| نصرآباد        | بخش مرکزی شهرستان بیرجند | نصرآباد           | ۷۰۰            | ۱۶             | ۳۵           | ۱۲                  | ۲۰                  |
| نصرآباد        | بخش مرکزی شهرستان بیرجند | نصرآباد           | ۷۰۰            | ۲۰             | ۲۰           | ۵                   | ۱۰                  |
| نصرآباد        | بخش خوسف شهرستان بیرجند  | نصرآباد           | ۴۰۰            | ۲۰             | ۱۴           | ۵                   | ۱۰                  |
| نعلینه         | بخش خوسف شهرستان بیرجند  | نعلینه            | ۴۰۰            | ۱۲             | ۱۵           | ۴                   | ۱۰                  |
| نهنگ بالا      | بخش مرکزی شهرستان بیرجند | بیدخت             | ۴۰۰            | ۱۵             | ۱۲           | ۱                   | ۲                   |
| نهنگ پائین     | بخش مرکزی شهرستان بیرجند | بیدخت             | ۱۵۰            | ۵              | ۸            | ۳                   | ۵                   |
| نهنگ‌آباد       | بخش مرکزی شهرستان بیرجند | دره گزان          | ۷۰۰            | ۲۵             | ۱۷           | ۱۲                  | ۱۵                  |
| نهنگ‌آباد       | بخش مرکزی شهرستان بیرجند | ارویز             | ۰              | ۰              | ۰            | ۰                   | ۰                   |
| نهنگ‌آباد بالا  | بخش مرکزی شهرستان بیرجند | بیدخت             | ۳۰۰            | ۱۰             | ۱۲           | ۲                   | ۴                   |
| نوبهار         | بخش مرکزی شهرستان بیرجند | نوبهار            | ۲۰۰            | ۱۰             | ۱۵           | ۴                   | ۸                   |
| نوج            | بخش مرکزی شهرستان بیرجند | گازار             | ۱۵۰            | ۵              | ۱۲           | ۳                   | ۶                   |
| نوخان          | بخش مرکزی شهرستان بیرجند | ساقی              | ۱۵۰۰           | ۵۰             | ۲۰           | ۱                   | ۳                   |
| نوخنج          | بخش مرکزی شهرستان بیرجند | نوخنج             | ۵۰۰            | ۱۵             | ۱۲           | ۰                   | ۵                   |
| نوخنج          | بخش مرکزی شهرستان بیرجند | رزگ               | ۵۰             | ۲              | ۴            | ۲                   | ۴                   |
| نوخنجوک        | بخش مرکزی شهرستان بیرجند | ارویز             | ۵۲۰            | ۱۰             | ۱۵           | ۳                   | ۳                   |
| نودر           | بخش خوسف شهرستان بیرجند  | نودر              | ۷۰۰            | ۰              | ۱۸           | ۵                   | ۱۰                  |
| نودر           | بخش خوسف شهرستان بیرجند  | نودر              | ۷۰۰            | ۲۴             | ۱۸           | ۵                   | ۱۰                  |
| نوده           | بخش مرکزی شهرستان بیرجند | نوده              | ۲۰۰۰           | ۵۰             | ۱۳           | ۳۵                  | ۷۰                  |
| نوران          | بخش مرکزی شهرستان بیرجند | مزداب             | ۱۰۰۰           | ۵۰             | ۱۰           | ۲                   | ۵                   |
| نورز           | بخش مرکزی شهرستان بیرجند | القور             | ۱۰۰۰           | ۵۰             | ۱۸           | ۱۰                  | ۱۰                  |
| نورشک          | بخش خوسف شهرستان بیرجند  | نورشک             | ۲۵۰            | ۱۰             | ۱۲           | ۵                   | ۱۵                  |
| نوغاب          | بخش مرکزی شهرستان بیرجند | نوغاب             | ۴۰۰            | ۱۰             | ۱۸           | ۱۳                  | ۲۰                  |
| نوغاب          | بخش مرکزی شهرستان بیرجند | نوغاب افضل‌آباد    | ۱۲۰۰           | ۵۰             | ۲۵           | ۱۰                  | ۳۰                  |
| نوغاب بالا     | بخش مرکزی شهرستان بیرجند | نوغاب             | ۱۵۰            | ۵              | ۴            | ۴                   | ۸                   |
| نوغاب خور      | بخش خوسف شهرستان بیرجند  | نوغاب             | ۴۰۰۰           | ۸۰۰            | ۲۰           | ۱۰                  | ۳۰                  |
| نوغاب میانی    | بخش مرکزی شهرستان بیرجند | نوغاب             | ۲۰             | ۰              | ۲            | ۱                   | ۱                   |
| نوغاب پا’ین    | بخش مرکزی شهرستان بیرجند | نوغاب             | ۵۰۰            | ۱۶             | ۷            | ۱                   | ۲                   |
| نوغاب چیک      | بخش مرکزی شهرستان بیرجند | نوغاب چیک         | ۲۰۰            | ۸              | ۸            | ۲                   | ۴                   |
| نولنگ          | بخش مرکزی شهرستان بیرجند | مهموئی            | ۱۰۰۰           | ۵۰             | ۲۰           | ۷                   | ۱۵                  |
| نوپوش          | بخش خوسف شهرستان بیرجند  | کلاته اللیار      | ۰              | ۰              | ۰            | ۰                   | ۰                   |
| نوک            | بخش مرکزی شهرستان بیرجند | نوک               | ۷۰۰            | ۲۰             | ۱۸           | ۸                   | ۱۵                  |
| نوک            | بخش مرکزی شهرستان بیرجند | نوک               | ۵۰۰            | ۱۲             | ۱۲           | ۲۵                  | ۳۰                  |
| نوک بالا       | بخش مرکزی شهرستان بیرجند | نوک               | ۳۵۰            | ۱۲             | ۱۰           | ۴                   | ۸                   |
| نوک پائین      | بخش مرکزی شهرستان بیرجند | نوک               | ۲۵۰            | ۱۰             | ۱۲           | ۴                   | ۱۰                  |
| نوکاج          | بخش خوسف شهرستان بیرجند  | سیدآباد           | ۷۰۰            | ۱۶             | ۱۲           | ۴                   | ۸                   |
| نوکند          | بخش مرکزی شهرستان بیرجند | نوکند             | ۵۰۰            | ۱۲             | ۲۰           | ۲۵                  | ۴۰                  |
| نوکند          | بخش مرکزی شهرستان بیرجند | نوکند             | ۱۲۰۰           | ۵۵             | ۳۰           | ۲۰                  | ۴۰                  |
| نوگیدر         | بخش مرکزی شهرستان بیرجند | نوگیدر            | ۱۰۰۰           | ۵۰             | ۱۲           | ۳                   | ۵                   |
| نویک           | بخش مرکزی شهرستان بیرجند | نویک              | ۸۰             | ۳              | ۸            | ۲                   | ۴                   |
| نویک خوش آب    | بخش مرکزی شهرستان بیرجند | نویک              | ۱۵۰            | ۵              | ۶            | ۳                   | ۶                   |
| نیسان بالا     | بخش مرکزی شهرستان بیرجند | نیسان             | ۱۵۰            | ۵              | ۱۰           | ۲                   | ۴                   |
| نیسان پائین    | بخش مرکزی شهرستان بیرجند | نیسان             | ۱۵۰            | ۵              | ۳            | ۳                   | ۶                   |
| نیستان         | بخش مرکزی شهرستان بیرجند | کوشک              | ۲۵۰            | ۸              | ۸            | ۳                   | ۴                   |
| نیستانک        | بخش خوسف شهرستان بیرجند  | نصرآباد           | ۴۰۰            | ۱۲             | ۷            | ۰                   | ۲                   |
| نیم گوش        | بخش مرکزی شهرستان بیرجند | ماهوسک            | ۲۵۰            | ۸              | ۱۵           | ۲                   | ۳                   |
| نیوک           | بخش خوسف شهرستان بیرجند  | یوشان             | ۲۰۰            | ۱۰             | ۸            | ۲                   | ۵                   |
| هادرباد بالا   | بخش مرکزی شهرستان بیرجند | هادرباد           | ۲۰۰            | ۵              | ۱۰           | ۲                   | ۳                   |
| هادرباد سفلی   | بخش مرکزی شهرستان بیرجند | هادرباد           | ۳۰۰            | ۱۰             | ۱۳           | ۳                   | ۴                   |
| هادی‌آباد       | بخش مرکزی شهرستان بیرجند | فنود              | ۲۰۰            | ۱۰             | ۱۲           | ۳                   | ۶                   |
| هالی           | بخش خوسف شهرستان بیرجند  | هالی              | ۱۵۰            | ۶              | ۱۰           | ۲                   | ۳                   |
| هامنو          | بخش خوسف شهرستان بیرجند  | هامنو             | ۱۰۰            | ۴              | ۸            | ۲                   | ۲                   |
| هاونان بالا    | بخش مرکزی شهرستان بیرجند | هاونان            | ۲۰۰            | ۸              | ۱۰           | ۲                   | ۴                   |
| هاونان پائین   | بخش مرکزی شهرستان بیرجند | هاونان            | ۲۰۰            | ۸              | ۱۰           | ۲                   | ۴                   |
| هردنگو         | بخش خوسف شهرستان بیرجند  | نصرآباد           | ۶۰۰            | ۲۰             | ۱۲           | ۴                   | ۵                   |
| هردنگو         | بخش خوسف شهرستان بیرجند  | نصرآباد           | ۶۰۰            | ۲۰             | ۱۰           | ۰                   | ۴                   |
| هریوند         | بخش مرکزی شهرستان بیرجند | هریوند            | ۶۰۰            | ۲۴             | ۳۰           | ۲۵                  | ۳۰                  |
| هلودر بالا     | بخش خوسف شهرستان بیرجند  | هلودر             | ۶۰۰            | ۳۰             | ۱۲           | ۳                   | ۶                   |
| هلودر سفلی     | بخش خوسف شهرستان بیرجند  | هلودر             | ۳۵۰            | ۱۲             | ۱۲           | ۳                   | ۸                   |
| هلودر سفلی     | بخش خوسف شهرستان بیرجند  | هلودر             | ۳۵۰            | ۱۲             | ۱۲           | ۲                   | ۸                   |
| هلودر میان     | بخش خوسف شهرستان بیرجند  | هلودر میان        | ۴۰۰            | ۱۲             | ۱۲           | ۳                   | ۵                   |
| همت‌آباد        | بخش خوسف شهرستان بیرجند  | همت‌آباد           | ۰              | ۰              | ۰            | ۰                   | ۰                   |
| همت‌آباد        | بخش مرکزی شهرستان بیرجند | مروتک             | ۴۵۰            | ۱۱             | ۱۴           | ۴                   | ۸                   |
| همت‌آباد        | بخش خوسف شهرستان بیرجند  | بخشک              | ۶۰۰            | ۲۰             | ۱۲           | ۰                   | ۲                   |
| همت‌آباد        | بخش خوسف شهرستان بیرجند  | همت‌آباد           | ۴۰۰            | ۰              | ۱۵           | ۳                   | ۵                   |
| همند           | بخش خوسف شهرستان بیرجند  | همند              | ۱۰۰            | ۴              | ۴            | ۵                   | ۱۰                  |
| همچ            | بخش خوسف شهرستان بیرجند  | همچ               | ۱۰۰            | ۴              | ۷            | ۱۰                  | ۲۰                  |
| هور            | بخش مرکزی شهرستان بیرجند | غیوک              | ۳۰۰            | ۱۰             | ۴            | ۱                   | ۱                   |
| هونگ بالا      | بخش مرکزی شهرستان بیرجند | هونگ بالا         | ۵۰             | ۲              | ۱۲           | ۵                   | ۱۰                  |
| هونگ پائین     | بخش مرکزی شهرستان بیرجند | هونگ              | ۷۰             | ۳              | ۱۲           | ۴                   | ۶                   |
| هویجان         | بخش خوسف شهرستان بیرجند  | هویجان            | ۳۰۰            | ۱۰             | ۱۲           | ۵                   | ۱۰                  |
| هیزم دشت       | بخش مرکزی شهرستان بیرجند | شوشور             | ۲۲۰            | ۵              | ۴            | ۲                   | ۲                   |
| وازنج          | بخش مرکزی شهرستان بیرجند | وازنج             | ۵۰۰            | ۱۲             | ۱۰           | ۵                   | ۱۰                  |
| وازنج          | بخش مرکزی شهرستان بیرجند | گرمیدر            | ۵۰۰            | ۱۴             | ۱۲           | ۲                   | ۳                   |
| واشان چرخاب    | بخش مرکزی شهرستان بیرجند | واشان             | ۷۰۰            | ۲۰             | ۱۴           | ۱۰                  | ۲۰                  |
| وحدآباد        | بخش خوسف شهرستان بیرجند  | وحدآباد           | ۱۰۰۰           | ۴۰             | ۱۸           | ۵                   | ۱۰                  |
| ورغنه          | بخش مرکزی شهرستان بیرجند | ورغنه             | ۱۵۰            | ۵              | ۱۶           | ۷                   | ۱۰                  |
| ونبح           | بخش مرکزی شهرستان بیرجند | ساقی              | ۵۰۰            | ۱۶             | ۱۰           | ۱                   | ۳                   |
| وی پک          | بخش مرکزی شهرستان بیرجند | گلون‌آباد          | ۳۰۰            | ۱۰             | ۱۲           | ۱                   | ۲                   |
| پائین          | بخش مرکزی شهرستان بیرجند | بیجار             | ۷۵۰            | ۱۴             | ۱۲           | ۵                   | ۱۰                  |
| پائین گیاهو    | بخش مرکزی شهرستان بیرجند | کاهی              | ۳۰۰            | ۱۰             | ۸            | ۳                   | ۶                   |
| پابید سفلی     | بخش مرکزی شهرستان بیرجند | اسفزار            | ۴۰۰            | ۲۰             | ۲۰           | ۲۰                  | ۴۰                  |
| پابید علیا     | بخش مرکزی شهرستان بیرجند | اسفزار            | ۵۰۰            | ۱۲             | ۱۸           | ۷                   | ۱۰                  |
| پاتوت          | بخش مرکزی شهرستان بیرجند | القور             | ۷۰۰            | ۳۵             | ۱۷           | ۱                   | ۱                   |
| پالیز          | بخش مرکزی شهرستان بیرجند | گازار             | ۴۰۰            | ۱۵             | ۱۳           | ۱۰                  | ۲۰                  |
| پامرغ          | بخش مرکزی شهرستان بیرجند | پامرغ             | ۱۱۰۰           | ۴۰             | ۱۲           | ۳                   | ۴                   |
| پدران سفلی     | بخش مرکزی شهرستان بیرجند | پدران سفلی        | ۷۰۰            | ۳۰             | ۱۲           | ۳                   | ۶                   |
| پدران علیا     | بخش مرکزی شهرستان بیرجند | پدران علیا        | ۶۰۰            | ۱۵             | ۱۰           | ۴                   | ۸                   |
| پدمرود         | بخش مرکزی شهرستان بیرجند | پدمرود            | ۸۰۰            | ۲۰             | ۱۴           | ۴                   | ۱۰                  |
| پدمرود سفلی    | بخش مرکزی شهرستان بیرجند | پدمرود            | ۳۰۰            | ۱۰             | ۱۲           | ۳                   | ۵                   |
| پرس            | بخش مرکزی شهرستان بیرجند | صد گل             | ۶۰۰            | ۲۰             | ۱۴           | ۷                   | ۱۰                  |
| پس پتنگ بالا   | بخش مرکزی شهرستان بیرجند | پس پتنگ           | ۲۰۰            | ۷              | ۸            | ۸                   | ۱۰                  |
| پس پتنگ سفلی   | بخش مرکزی شهرستان بیرجند | پس پتنگ           | ۲۰۰            | ۷              | ۱۰           | ۵                   | ۱۰                  |
| پسته           | بخش خوسف شهرستان بیرجند  | خوانند            | ۴۰۰            | ۱۲             | ۱۲           | ۴                   | ۱۰                  |
| پسته بان       | بخش مرکزی شهرستان بیرجند | روشناوند          | ۸۰۰            | ۳۰             | ۱۵           | ۴                   | ۸                   |
| پسته لیق       | بخش مرکزی شهرستان بیرجند | دهشیب             | ۵۰۰            | ۱۲             | ۱۰           | ۴                   | ۸                   |
| پنج‌آباد        | بخش خوسف شهرستان بیرجند  | هبریز             | ۰              | ۰              | ۰            | ۰                   | ۰                   |
| پهن            | بخش مرکزی شهرستان بیرجند | پهن               | ۴۵۰            | ۱۲             | ۱۸           | ۳                   | ۵                   |
| پودینه ای      | بخش مرکزی شهرستان بیرجند | عباس‌آباد          | ۲۰۰            | ۸              | ۱۰           | ۳                   | ۶                   |
| پوچ            | بخش خوسف شهرستان بیرجند  | کاجو              | ۱۵۰            | ۶              | ۶            | ۲                   | ۵                   |
| پوچ            | بخش خوسف شهرستان بیرجند  | برزاج             | ۲۰۰            | ۱۰             | ۱۰           | ۲                   | ۵                   |
| پی خرمن        | بخش مرکزی شهرستان بیرجند | گزیک              | ۲۰۰            | ۸              | ۱۳           | ۴                   | ۸                   |
| پی قبرستان     | بخش مرکزی شهرستان بیرجند | رهنیچ             | ۲۰۰            | ۵              | ۱۰           | ۱                   | ۲                   |
| پی گدار        | بخش مرکزی شهرستان بیرجند | پی گدار           | ۴۵۰            | ۱۰             | ۱۵           | ۱                   | ۲                   |
| پیرنج          | بخش مرکزی شهرستان بیرجند | چاه حوض           | ۱۰۰            | ۴              | ۴            | ۵                   | ۸                   |
| پیروز          | بخش خوسف شهرستان بیرجند  | پیروز             | ۱۴۰۰           | ۶۰             | ۱۴           | ۷                   | ۱۵                  |
| پیش کوه        | بخش مرکزی شهرستان بیرجند | نوگیدر            | ۱۰۰۰           | ۵۰             | ۱۳           | ۴                   | ۶                   |
| پیش کوه بالا   | بخش مرکزی شهرستان بیرجند | نوگیدر            | ۱۰۰            | ۴              | ۴            | ۲                   | ۲                   |
| پینه جو        | بخش مرکزی شهرستان بیرجند | اسو               | ۱۵۰            | ۵              | ۷            | ۱                   | ۱                   |
| پیوند سفلی     | بخش مرکزی شهرستان بیرجند | پیوند             | ۴۰۰            | ۱۰             | ۱۲           | ۲                   | ۳                   |
| پیوند علیا     | بخش مرکزی شهرستان بیرجند | پیوند             | ۸۰۰            | ۴۰             | ۱۲           | ۳                   | ۶                   |
| چاج            | بخش مرکزی شهرستان بیرجند | چاج               | ۱۰۰۰           | ۵۰             | ۲۵           | ۱۰                  | ۲۰                  |
| چاه تلخ        | بخش مرکزی شهرستان بیرجند | هیزم دشت بواج     | ۳۰۰            | ۸              | ۷            | ۲                   | ۵                   |
| چاه حوض        | بخش مرکزی شهرستان بیرجند | چاه حوض           | ۵۰۰            | ۱۲             | ۲۵           | ۶                   | ۱۰                  |
| چاه زرد        | بخش مرکزی شهرستان بیرجند | چاه زرد           | ۴۰۰            | ۱۰             | ۱۴           | ۳                   | ۶                   |
| چاه زرد        | بخش مرکزی شهرستان بیرجند | چاه زرد           | ۴۰۰            | ۲۰             | ۱۷           | ۵                   | ۱۰                  |
| چاه زرد بالا   | بخش مرکزی شهرستان بیرجند | چاه زرد           | ۱۵۰            | ۵              | ۱۰           | ۲                   | ۲                   |
| چاه شور        | بخش خوسف شهرستان بیرجند  | چاه شور           | ۳۰۰            | ۱۰             | ۱۲           | ۴                   | ۵                   |
| چاه مورشک      | بخش مرکزی شهرستان بیرجند | هیزم دشت بواج     | ۴۰۰            | ۸              | ۶            | ۰                   | ۵                   |
| چاه کلک سفلی   | بخش خوسف شهرستان بیرجند  | چاه کلک           | ۴۵۰            | ۰              | ۱۰           | ۰                   | ۵                   |
| چاه کلک علیا   | بخش خوسف شهرستان بیرجند  | چاه کلک           | ۴۰۰            | ۰              | ۸            | ۴                   | ۴                   |
| چاه یوسف       | بخش مرکزی شهرستان بیرجند | چاه یوسف          | ۶۰۰۰           | ۲۰۰            | ۳۰           | ۴                   | ۱۰                  |
| چاهکن          | بخش مرکزی شهرستان بیرجند | بیدخت             | ۳۰۰            | ۶              | ۱۰           | ۲                   | ۴                   |
| چاهکنده        | بخش مرکزی شهرستان بیرجند | ورغنه             | ۲۰۰            | ۸              | ۱۵           | ۷                   | ۱۰                  |
| چرخاب علیا     | بخش مرکزی شهرستان بیرجند | چرخاب علیا        | ۵۰۰            | ۱۲             | ۱۵           | ۵                   | ۱۰                  |
| چشمه           | بخش مرکزی شهرستان بیرجند | رهنیچ             | ۵۰             | ۲              | ۵            | ۱                   | ۱                   |
| چشمه           | بخش مرکزی شهرستان بیرجند | دل‌آباد            | ۲۰۰            | ۸              | ۶            | ۱                   | ۲                   |
| چشمه آخوند     | بخش مرکزی شهرستان بیرجند | ماهوک             | ۱۵۰            | ۵              | ۱۰           | ۱                   | ۲                   |
| چشمه بالا      | بخش مرکزی شهرستان بیرجند | مولید             | ۲۰۰            | ۸              | ۵            | ۴                   | ۸                   |
| چشمه تلخ       | بخش مرکزی شهرستان بیرجند | بیدخت             | ۳۰             | ۲              | ۴            | ۱                   | ۲                   |
| چشمه حسین      | بخش مرکزی شهرستان بیرجند | شوشور             | ۳۰             | ۲              | ۳            | ۱                   | ۱                   |
| چشمه حسین حاج  | بخش مرکزی شهرستان بیرجند | بیدسک سما’        | ۲۵۰            | ۶              | ۵            | ۱                   | ۲                   |
| چشمه خاکی      | بخش مرکزی شهرستان بیرجند | چشمه خاکی         | ۳۵۰            | ۱۲             | ۸            | ۴                   | ۸                   |
| چشمه درخت بید  | بخش مرکزی شهرستان بیرجند | چشمه بید          | ۴۰۰            | ۱۲             | ۸            | ۴                   | ۸                   |
| چشمه رج        | بخش مرکزی شهرستان بیرجند | چشمه رج           | ۷۰۰            | ۲۰             | ۱۴           | ۱۵                  | ۳۰                  |
| چشمه زرد       | بخش خوسف شهرستان بیرجند  | کلاته اللیار      | ۱۵۰            | ۰              | ۷            | ۴                   | ۵                   |
| چشمه زرد آلو   | بخش مرکزی شهرستان بیرجند | چشمه زرد آلو      | ۴۰۰            | ۲۰             | ۱۳           | ۴                   | ۵                   |
| چشمه زری       | بخش مرکزی شهرستان بیرجند | ساقدر             | ۵۰۰            | ۲۰             | ۱۲           | ۱                   | ۲                   |
| چشمه علی       | بخش مرکزی شهرستان بیرجند | بلنجاب            | ۷۰             | ۲              | ۶            | ۱                   | ۱                   |
| چشمه غلام      | بخش مرکزی شهرستان بیرجند | بیدسک سما’        | ۱۶۰            | ۶              | ۴            | ۲                   | ۳                   |
| چشمه محمدابون  | بخش مرکزی شهرستان بیرجند | سهل‌آباد           | ۱۵۰            | ۵              | ۴            | ۰                   | ۱                   |
| چشمه مزداب     | بخش مرکزی شهرستان بیرجند | مزداب             | ۱۰۰۰           | ۴۰             | ۷            | ۶                   | ۱۰                  |
| چشمه ملک       | بخش مرکزی شهرستان بیرجند | بیدسک سما’        | ۱۸۰            | ۶              | ۵            | ۱                   | ۲                   |
| چشمه پائین     | بخش مرکزی شهرستان بیرجند | سرآسیاب           | ۲۰۰            | ۱۰             | ۷            | ۱۲                  | ۲۰                  |
| چشمه پسوچ      | بخش مرکزی شهرستان بیرجند | چشمه پسوچ         | ۱۰۰            | ۳              | ۸            | ۳                   | ۵                   |
| چشمه گنبد      | بخش مرکزی شهرستان بیرجند | نوده              | ۲۵۰            | ۸              | ۱۸           | ۱                   | ۲                   |
| چلونک          | بخش مرکزی شهرستان بیرجند | چلونک             | ۸۰۰            | ۲۰             | ۱۰           | ۷                   | ۱۵                  |
| چهار بالا      | بخش مرکزی شهرستان بیرجند | چهار بالا         | ۱۵۰            | ۵              | ۱۲           | ۲                   | ۴                   |
| چهار پائین     | بخش مرکزی شهرستان بیرجند | چهار              | ۱۵۰            | ۵              | ۱۰           | ۲                   | ۴                   |
| چهارده بالا    | بخش مرکزی شهرستان بیرجند | چهارده            | ۳۰۰            | ۱۰             | ۱۳           | ۳                   | ۶                   |
| چهارده پائین   | بخش مرکزی شهرستان بیرجند | چهارده            | ۱۰۰            | ۴              | ۱۰           | ۴                   | ۶                   |
| چهریک          | بخش مرکزی شهرستان بیرجند | چهریک             | ۱۵۰۰           | ۵۰             | ۳۰           | ۸                   | ۱۰                  |
| چهکند          | بخش مرکزی شهرستان بیرجند | چهکند             | ۹۰۰            | ۴۵             | ۱۸           | ۲۰                  | ۳۰                  |
| چهکند          | بخش مرکزی شهرستان بیرجند | چهکند             | ۵۰۰            | ۱۲             | ۱۹           | ۱۰                  | ۱۰                  |
| چهکند گل       | بخش خوسف شهرستان بیرجند  | چهکند گل          | ۲۰۰۰           | ۸۰             | ۲۵           | ۳۵                  | ۶۰                  |
| چهکندوک        | بخش مرکزی شهرستان بیرجند | چهکندوک           | ۲۵۰            | ۱۰             | ۱۴           | ۴                   | ۶                   |
| چهکندوک        | بخش مرکزی شهرستان بیرجند | چهکندوک           | ۶۰۰            | ۲۰             | ۱۲           | ۳                   | ۶                   |
| چهکندک         | بخش خوسف شهرستان بیرجند  | چهکندک            | ۶۰۰            | ۲۰             | ۱۲           | ۳                   | ۱۰                  |
| چهکندک         | بخش خوسف شهرستان بیرجند  | چهکندک            | ۶۰۰            | ۰              | ۱۲           | ۳                   | ۱۰                  |
| چهکنه          | بخش مرکزی شهرستان بیرجند | اسو               | ۴۰۰            | ۹              | ۱۲           | ۹                   | ۱۰                  |
| چهکنه          | بخش مرکزی شهرستان بیرجند | چهکنه             | ۱۰۰۰           | ۴۰             | ۲۵           | ۱۵                  | ۳۰                  |
| چهکنه گل       | بخش خوسف شهرستان بیرجند  | چهکنه گل          | ۲۰۰۰           | ۸۰             | ۲۵           | ۳۵                  | ۶۰                  |
| چپ پایه        | بخش مرکزی شهرستان بیرجند | فنود              | ۵۰۰            | ۱۲             | ۱۶           | ۱۰                  | ۲۰                  |
| کاجو علیا      | بخش خوسف شهرستان بیرجند  | کاجو              | ۴۰۰            | ۱۲             | ۱۲           | ۵                   | ۱۰                  |
| کاجوی سفلی     | بخش خوسف شهرستان بیرجند  | کاجو              | ۶۰۰            | ۱۴             | ۱۴           | ۳                   | ۶                   |
| کاریز النگ     | بخش مرکزی شهرستان بیرجند | نوک               | ۱۰۰            | ۳              | ۶            | ۴                   | ۵                   |
| کاریز بالا     | بخش مرکزی شهرستان بیرجند | رهنیشک            | ۱۲۰۰           | ۵۵             | ۳۵           | ۲۵                  | ۴۰                  |
| کاریز بالا     | بخش مرکزی شهرستان بیرجند | ریخان             | ۵۰۰            | ۱۲             | ۱۲           | ۶                   | ۱۰                  |
| کاریز توده     | بخش مرکزی شهرستان بیرجند | گزیک              | ۳۰۰            | ۱۰             | ۱۲           | ۱۲                  | ۱۵                  |
| کاریز خان      | بخش خوسف شهرستان بیرجند  | چهکند گل          | ۱۸۰۰           | ۴۰             | ۲۰           | ۰                   | ۰                   |
| کاریز سفلی     | بخش مرکزی شهرستان بیرجند | رق بغل            | ۱۰۰            | ۴              | ۴            | ۴                   | ۸                   |
| کاریز صالحون   | بخش مرکزی شهرستان بیرجند | رهنیشک            | ۳۵۰            | ۱۰             | ۱۲           | ۴                   | ۸                   |
| کاریز علیا     | بخش مرکزی شهرستان بیرجند | رق بغل            | ۲۰۰            | ۸              | ۱۰           | ۵                   | ۱۰                  |
| کاریز میانی    | بخش مرکزی شهرستان بیرجند | رهنیشک            | ۴۰۰            | ۱۶             | ۳۰           | ۱۲                  | ۲۰                  |
| کاریز پائین    | بخش مرکزی شهرستان بیرجند | ریخان             | ۶۰۰            | ۱۵             | ۱۲           | ۶                   | ۱۰                  |
| کاریز پائین    | بخش مرکزی شهرستان بیرجند | رهنیشک            | ۶۰۰            | ۲۰             | ۲۰           | ۱۵                  | ۳۰                  |
| کاریز کهنه     | بخش مرکزی شهرستان بیرجند | استانست           | ۴۰۰            | ۱۲             | ۸            | ۳                   | ۶                   |
| کاریزآب شور    | بخش مرکزی شهرستان بیرجند | دستگرد            | ۸۰۰            | ۲۰             | ۲۰           | ۲۰                  | ۴۰                  |
| کاریزخان       | بخش خوسف شهرستان بیرجند  | چهکنه گل          | ۱۸۰۰           | ۴۰             | ۲۰           | ۰                   | ۰                   |
| کاریزده        | بخش مرکزی شهرستان بیرجند | کرچ               | ۲۰۰            | ۶              | ۱۲           | ۱                   | ۳                   |
| کاریزنو        | بخش خوسف شهرستان بیرجند  | کاریزنو           | ۱۰۰۰           | ۳۴             | ۲۵           | ۱۵                  | ۳۰                  |
| کاریزنو        | بخش خوسف شهرستان بیرجند  | کاریز نو          | ۱۰۰۰           | ۰              | ۲۵           | ۱۵                  | ۳۰                  |
| کاسه سنگی      | بخش مرکزی شهرستان بیرجند | کاسه سنگی         | ۲۰۰            | ۸              | ۱۲           | ۳                   | ۶                   |
| کال کمرو بالا  | بخش مرکزی شهرستان بیرجند | کال کمرو بالا     | ۱۵۰            | ۵              | ۱۰           | ۴                   | ۸                   |
| کاهی           | بخش مرکزی شهرستان بیرجند | کاهی              | ۶۰۰            | ۲۰             | ۱۲           | ۱۰                  | ۲۰                  |
| کبودیان        | بخش مرکزی شهرستان بیرجند | اشتاخون           | ۶۰۰            | ۱۲             | ۳۰           | ۱۰                  | ۲۰                  |
| کربلائی محمد   | بخش مرکزی شهرستان بیرجند | اکبرآباد          | ۴۰۰            | ۱۰             | ۱۰           | ۳                   | ۶                   |
| کربلائی وهاب   | بخش مرکزی شهرستان بیرجند | فنود              | ۱۵۰            | ۵              | ۷            | ۱۰                  | ۱۰                  |
| کربلای محمدبیک | بخش مرکزی شهرستان بیرجند | سیسکان            | ۴۰۰            | ۱۰             | ۸            | ۴                   | ۸                   |
| کربلا’ی برات   | بخش خوسف شهرستان بیرجند  | قلعه کوه برات     | ۲۰۰            | ۸              | ۸            | ۲                   | ۳                   |
| کربلا’ی برات   | بخش مرکزی شهرستان بیرجند | کلاته کربلای برات | ۲۰۰            | ۱۰             | ۱۰           | ۷                   | ۱۰                  |
| کربلا’ی حسن    | بخش مرکزی شهرستان بیرجند | بهدان             | ۴۰۰            | ۲۰             | ۱۲           | ۰                   | ۲                   |
| کربلا’ی حسین   | بخش خوسف شهرستان بیرجند  | کربلائی حسین      | ۵۰۰            | ۱۶             | ۱۲           | ۱                   | ۱                   |
| کربلا’ی غلام   | بخش مرکزی شهرستان بیرجند | چهکند             | ۳۰۰            | ۱۰             | ۱۰           | ۰                   | ۲                   |
| کرسبه          | بخش مرکزی شهرستان بیرجند | اشکفتوک           | ۳۰۰            | ۱۰             | ۱۰           | ۵                   | ۱۰                  |
| کرشک           | بخش مرکزی شهرستان بیرجند | گازار             | ۵۰۰            | ۱۲             | ۱۸           | ۱۳                  | ۲۰                  |
| کرشکک پائین    | بخش مرکزی شهرستان بیرجند | کرشکک پائین       | ۳۰۰            | ۷              | ۱۲           | ۱                   | ۲                   |
| کریم‌آباد       | بخش مرکزی شهرستان بیرجند | کریم‌آباد          | ۱۲۰۰           | ۶۰             | ۲۰           | ۲۰                  | ۴۰                  |
| کریم‌آباد       | بخش خوسف شهرستان بیرجند  | کریم‌آباد          | ۲۰۰۰           | ۶۰             | ۱۶           | ۵                   | ۱۰                  |
| کشوک سفلی      | بخش خوسف شهرستان بیرجند  | کشوک              | ۴۰۰            | ۲۰             | ۱۸           | ۵                   | ۱۰                  |
| کشوک علیا      | بخش خوسف شهرستان بیرجند  | کشوک              | ۵۰۰            | ۲۵             | ۱۵           | ۷                   | ۱۵                  |
| کفتر میلان     | بخش خوسف شهرستان بیرجند  | کفتر میلان        | ۷۰۰            | ۳۰             | ۱۲           | ۵                   | ۸                   |
| کفکین          | بخش مرکزی شهرستان بیرجند | کفکین خراشاد      | ۵۰۰            | ۱۲             | ۲۰           | ۳۰                  | ۶۰                  |
| کلاته آب تک    | بخش مرکزی شهرستان بیرجند | مهموئی            | ۲۴۰۰           | ۸۵             | ۵۵           | ۸                   | ۲۰                  |
| کلاته آبی      | بخش خوسف شهرستان بیرجند  | کلاته آبی         | ۱۵۰            | ۶              | ۸            | ۲                   | ۲                   |
| کلاته آقا      | بخش مرکزی شهرستان بیرجند | نوده              | ۷۰۰            | ۲۰             | ۳۰           | ۳                   | ۳                   |
| کلاته آقاحسین  | بخش خوسف شهرستان بیرجند  | گلگان             | ۳۰۰            | ۱۲             | ۱۰           | ۰                   | ۵                   |
| کلاته ابوطالب  | بخش خوسف شهرستان بیرجند  | کلاته محمدغلام    | ۲۰۰            | ۸              | ۸            | ۰                   | ۵                   |
| کلاته اسماعیل  | بخش مرکزی شهرستان بیرجند | کلاته اسماعیل     | ۳۰۰            | ۱۰             | ۱۲           | ۳                   | ۵                   |
| کلاته اقبال    | بخش خوسف شهرستان بیرجند  | کلاته اقبال       | ۰              | ۰              | ۰            | ۰                   | ۰                   |
| کلاته اللیار   | بخش مرکزی شهرستان بیرجند | اسفزار            | ۵۰۰            | ۱۲             | ۱۳           | ۱۰                  | ۱۰                  |
| کلاته اللیار   | بخش مرکزی شهرستان بیرجند | شوشور             | ۲۵۰            | ۶              | ۱۴           | ۱                   | ۲                   |
| کلاته اللیار   | بخش خوسف شهرستان بیرجند  | کلاته اللیار      | ۲۰۰            | ۰              | ۶            | ۳                   | ۰                   |
| کلاته امیری    | بخش مرکزی شهرستان بیرجند | اسفزار            | ۴۰۰            | ۱۵             | ۱۸           | ۵                   | ۱۰                  |
| کلاته اکبری    | بخش خوسف شهرستان بیرجند  | فریز              | ۵۰۰            | ۱۷             | ۱۵           | ۱                   | ۳                   |
| کلاته اکبری    | بخش خوسف شهرستان بیرجند  | فریز              | ۵۰۰            | ۰              | ۱۵           | ۱                   | ۳                   |
| کلاته بازدید   | بخش مرکزی شهرستان بیرجند | کلاته بازدید      | ۸۰۰            | ۴۰             | ۱۸           | ۸                   | ۱۵                  |
| کلاته باقر     | بخش مرکزی شهرستان بیرجند | شوشور بالا        | ۵۰             | ۲              | ۴            | ۱                   | ۲                   |
| کلاته بالا     | بخش مرکزی شهرستان بیرجند | کلاته بالا        | ۸۰             | ۳              | ۸            | ۲                   | ۴                   |
| کلاته بالا     | بخش مرکزی شهرستان بیرجند | کلاته بالا        | ۴۰۰            | ۱۰             | ۲۰           | ۱۲                  | ۲۰                  |
| کلاته بالا     | بخش مرکزی شهرستان بیرجند | بوشاد             | ۲۰۰            | ۸              | ۳۰           | ۱۵                  | ۲۰                  |
| کلاته بالا     | بخش مرکزی شهرستان بیرجند | محمودآباد         | ۴۰۰            | ۱۲             | ۲۰           | ۱۰                  | ۱۰                  |
| کلاته بجدین    | بخش مرکزی شهرستان بیرجند | کلاته بجدین       | ۴۰۰            | ۱۲             | ۳۰           | ۱۸                  | ۲۰                  |
| کلاته بشگزی    | بخش مرکزی شهرستان بیرجند | کلاته بشگزی       | ۷۰۰            | ۳۵             | ۱۲           | ۱۰                  | ۲۰                  |
| کلاته بهرام    | بخش خوسف شهرستان بیرجند  | یوش               | ۴۰۰            | ۲۰             | ۱۸           | ۳                   | ۵                   |
| کلاته بوشادی   | بخش مرکزی شهرستان بیرجند | اسو               | ۱۵۰            | ۵              | ۶            | ۷                   | ۱۰                  |
| کلاته توتی     | بخش خوسف شهرستان بیرجند  | کلاته توتی        | ۱۰۰            | ۴              | ۶            | ۱                   | ۲                   |
| کلاته جعفر     | بخش مرکزی شهرستان بیرجند | کلاته جعفر        | ۲۰۰            | ۸              | ۱۰           | ۶                   | ۶                   |
| کلاته جعفریه   | بخش مرکزی شهرستان بیرجند | جعفریه            | ۱۵۰            | ۵              | ۱۵           | ۴                   | ۸                   |
| کلاته جمشید    | بخش خوسف شهرستان بیرجند  | سرچاه             | ۲۰۰            | ۸              | ۱۰           | ۳                   | ۳                   |
| کلاته جوهرچی   | بخش مرکزی شهرستان بیرجند | جوهرچی            | ۵۰۰            | ۱۲             | ۲۰           | ۳                   | ۶                   |
| کلاته جگری     | بخش مرکزی شهرستان بیرجند | ساقدر             | ۳۰۰            | ۶              | ۱۲           | ۱                   | ۲                   |
| کلاته جگریها   | بخش مرکزی شهرستان بیرجند | ساقدر             | ۲۵۰            | ۸              | ۱۴           | ۲                   | ۴                   |
| کلاته حاج حسین | بخش مرکزی شهرستان بیرجند | نوغاب             | ۱۰۰۰           | ۴۰             | ۱۵           | ۴                   | ۸                   |
| کلاته حاج عباس | بخش مرکزی شهرستان بیرجند | پی گدار           | ۸۰۰            | ۲۰             | ۲۰           | ۲                   | ۴                   |
| کلاته حاج علی  | بخش مرکزی شهرستان بیرجند | ساقدر             | ۲۰۰            | ۸              | ۱۰           | ۱                   | ۲                   |
| کلاته حاجی     | بخش مرکزی شهرستان بیرجند | کلاته کربلای حاجی | ۵۰۰            | ۱۲             | ۲۰           | ۷                   | ۱۰                  |
| کلاته حاجی     | بخش مرکزی شهرستان بیرجند | نوغاب             | ۱۴۰۰           | ۶۰             | ۱۲           | ۳                   | ۶                   |
| کلاته حسن      | بخش مرکزی شهرستان بیرجند | شکراب             | ۰              | ۰              | ۰            | ۰                   | ۰                   |
| کلاته حسنعلی   | بخش خوسف شهرستان بیرجند  | فریز              | ۵۰۰            | ۱۶             | ۱۵           | ۴                   | ۱۰                  |
| کلاته حسنعلی   | بخش خوسف شهرستان بیرجند  | عزیز              | ۵۰۰            | ۱۶             | ۱۵           | ۴                   | ۱۰                  |
| کلاته حسین     | بخش مرکزی شهرستان بیرجند | کلاته حسین        | ۴۰۰            | ۱۰             | ۱۰           | ۲                   | ۴                   |
| کلاته حسین     | بخش مرکزی شهرستان بیرجند | کلاته حسین        | ۲۵۰            | ۹              | ۱۰           | ۳                   | ۵                   |
| کلاته حسین     | بخش مرکزی شهرستان بیرجند | کلاته حسین        | ۲۵۰            | ۱۰             | ۲۰           | ۷                   | ۱۰                  |
| کلاته حوری     | بخش مرکزی شهرستان بیرجند | اسفزار            | ۵۰۰            | ۱۲             | ۱۴           | ۸                   | ۱۰                  |
| کلاته خداورزین | بخش مرکزی شهرستان بیرجند | ساقدر             | ۴۰۰            | ۲۰             | ۱۳           | ۱                   | ۲                   |
| کلاته خوشابی   | بخش مرکزی شهرستان بیرجند | القار             | ۴۰۰            | ۱۰             | ۱۰           | ۸                   | ۱۰                  |
| کلاته دانه شور | بخش مرکزی شهرستان بیرجند | کلاته دانه شوری   | ۲۰۰            | ۷              | ۸            | ۱                   | ۲                   |
| کلاته داود     | بخش مرکزی شهرستان بیرجند | کلاته داود        | ۱۵۰            | ۵              | ۱۰           | ۱                   | ۲                   |
| کلاته درخت بید | بخش خوسف شهرستان بیرجند  | حور               | ۳۰۰            | ۱۲             | ۸            | ۲                   | ۴                   |
| کلاته درویش    | بخش مرکزی شهرستان بیرجند | کلاته درویش       | ۲۵۰            | ۱۰             | ۲۰           | ۳                   | ۶                   |
| کلاته رباط     | بخش مرکزی شهرستان بیرجند | بیدسک سما’        | ۱۷۰            | ۶              | ۷            | ۱                   | ۲                   |
| کلاته رستم     | بخش مرکزی شهرستان بیرجند | ساقی              | ۵۰۰            | ۱۲             | ۱۰           | ۲                   | ۴                   |
| کلاته رضا قلی  | بخش مرکزی شهرستان بیرجند | بیدسک سما’        | ۱۵۰            | ۶              | ۴            | ۱                   | ۲                   |
| کلاته رضائی    | بخش مرکزی شهرستان بیرجند | ساقدر             | ۲۰۰            | ۸              | ۱۱           | ۱                   | ۲                   |
| کلاته رضائی    | بخش مرکزی شهرستان بیرجند | کلاته حاجی رضائی  | ۲۵۰            | ۱۰             | ۱۲           | ۲                   | ۴                   |
| کلاته رمضان    | بخش مرکزی شهرستان بیرجند | بیدسک سما’        | ۱۷۰            | ۸              | ۵            | ۱                   | ۲                   |
| کلاته رود      | بخش خوسف شهرستان بیرجند  | سیدان             | ۴۰۰            | ۱۲             | ۱۴           | ۴                   | ۵                   |
| کلاته روغنی    | بخش مرکزی شهرستان بیرجند | شوشور             | ۶۰۰            | ۳۰             | ۸            | ۳                   | ۵                   |
| کلاته سرگدار   | بخش خوسف شهرستان بیرجند  | زرخان             | ۲۰۰            | ۵              | ۱۰           | ۲                   | ۵                   |
| کلاته سلطان    | بخش مرکزی شهرستان بیرجند | مود               | ۹۰۰            | ۳۰             | ۲۰           | ۵                   | ۱۰                  |
| کلاته سیدو     | بخش مرکزی شهرستان بیرجند | مهموئی            | ۳۰۰۰           | ۱۸۰            | ۶۰           | ۸                   | ۱۰                  |
| کلاته شارامو   | بخش مرکزی شهرستان بیرجند | مهموئی            | ۲۰۰۰           | ۸۰             | ۳۵           | ۲۰                  | ۴۰                  |
| کلاته شمس      | بخش خوسف شهرستان بیرجند  | کلاته شمس         | ۱۵۰            | ۰              | ۱۰           | ۳                   | ۵                   |
| کلاته شمس علیا | بخش مرکزی شهرستان بیرجند | بشگز              | ۵۰۰            | ۱۲             | ۱۰           | ۴                   | ۸                   |
| کلاته شهریاری  | بخش مرکزی شهرستان بیرجند | اوجان             | ۵۰             | ۳              | ۱۰           | ۱                   | ۲                   |
| کلاته شور      | بخش مرکزی شهرستان بیرجند | محمدبیک           | ۴۰۰            | ۱۴             | ۱۰           | ۰                   | ۲                   |
| کلاته صدیق     | بخش خوسف شهرستان بیرجند  | فریز              | ۸۰۰            | ۰              | ۲۰           | ۳                   | ۰                   |
| کلاته صفرعلی   | بخش مرکزی شهرستان بیرجند | شوشور             | ۳۰             | ۲              | ۲            | ۳                   | ۳                   |
| کلاته طالبی    | بخش مرکزی شهرستان بیرجند | اشتاخون           | ۳۰۰            | ۱۰             | ۱۲           | ۲                   | ۳                   |
| کلاته عباد ی   | بخش مرکزی شهرستان بیرجند | هادرباد           | ۵۰             | ۲              | ۶            | ۱                   | ۲                   |
| کلاته علی      | بخش مرکزی شهرستان بیرجند | هادرباد           | ۵۰             | ۲              | ۶            | ۱                   | ۲                   |
| کلاته علی      | بخش مرکزی شهرستان بیرجند | اسو               | ۵۰             | ۲              | ۳            | ۱                   | ۱                   |
| کلاته علی      | بخش مرکزی شهرستان بیرجند | رق بغل            | ۳۰۰            | ۱۰             | ۱۰           | ۶                   | ۱۰                  |
| کلاته علی آقا  | بخش مرکزی شهرستان بیرجند | سرزه              | ۱۲۰۰           | ۵۰             | ۱۴           | ۰                   | ۵                   |
| کلاته علی فنود | بخش مرکزی شهرستان بیرجند | کلاته علی فنودی   | ۶۰۰            | ۲۰             | ۱۲           | ۳                   | ۶                   |
| کلاته علیمحمد  | بخش مرکزی شهرستان بیرجند | سرچاه             | ۱۲۰۰           | ۵۰             | ۱۰           | ۰                   | ۰                   |
| کلاته فتح ا    | بخش مرکزی شهرستان بیرجند | کلاته فتح ا       | ۳۰۰            | ۱۰             | ۱۲           | ۳                   | ۶                   |
| کلاته قاسمی    | بخش خوسف شهرستان بیرجند  | قلعه زری          | ۲۵۰            | ۸              | ۸            | ۲                   | ۴                   |
| کلاته قلی      | بخش مرکزی شهرستان بیرجند | دل‌آباد            | ۲۰۰            | ۸              | ۱۳           | ۱                   | ۲                   |
| کلاته قناد     | بخش مرکزی شهرستان بیرجند | کلاته قناد        | ۵۰۰            | ۱۲             | ۱۷           | ۱۸                  | ۲۰                  |
| کلاته لو       | بخش مرکزی شهرستان بیرجند | حصار سنگی         | ۷۵             | ۳              | ۶            | ۱                   | ۱                   |
| کلاته محمد     | بخش مرکزی شهرستان بیرجند | کوچ               | ۱۰۰۰           | ۵۰             | ۱۸           | ۳۰                  | ۶۰                  |
| کلاته محمد     | بخش مرکزی شهرستان بیرجند | کلاته محمد        | ۵۰۰            | ۱۰             | ۱۳           | ۵                   | ۱۰                  |
| کلاته محمدجمال | بخش خوسف شهرستان بیرجند  | شمس‌آباد           | ۲۰۰            | ۷              | ۱۰           | ۲                   | ۳                   |
| کلاته محمدحسین | بخش مرکزی شهرستان بیرجند | کلاته محمدحسین    | ۵۰۰            | ۱۲             | ۳۵           | ۵                   | ۱۰                  |
| کلاته مزار     | بخش مرکزی شهرستان بیرجند | بیدخت             | ۸۰             | ۳              | ۶            | ۱                   | ۲                   |
| کلاته مزار     | بخش مرکزی شهرستان بیرجند | بیدخت             | ۸۰             | ۲              | ۶            | ۱                   | ۲                   |
| کلاته مقیمی    | بخش مرکزی شهرستان بیرجند | استانست           | ۰              | ۰              | ۰            | ۰                   | ۰                   |
| کلاته ملا رجب  | بخش خوسف شهرستان بیرجند  | ملا رجب           | ۱۵۰            | ۶              | ۱۰           | ۲                   | ۴                   |
| کلاته موسی     | بخش خوسف شهرستان بیرجند  | بارنده خوسف       | ۰              | ۰              | ۰            | ۰                   | ۰                   |
| کلاته موسی     | بخش مرکزی شهرستان بیرجند | کلاته موسی        | ۲۵۰            | ۶              | ۱۲           | ۴                   | ۸                   |
| کلاته میر      | بخش خوسف شهرستان بیرجند  | کلاته میرزا       | ۳۵۰            | ۰              | ۸            | ۳                   | ۴                   |
| کلاته میر      | بخش مرکزی شهرستان بیرجند | مرک               | ۴۰۰            | ۱۰             | ۲۰           | ۳                   | ۶                   |
| کلاته میرزا    | بخش مرکزی شهرستان بیرجند | گزندری            | ۲۵۰            | ۸              | ۸            | ۳                   | ۶                   |
| کلاته میرزا    | بخش خوسف شهرستان بیرجند  | کلاته میرزا       | ۳۰۰            | ۰              | ۸            | ۳                   | ۵                   |
| کلاته میرزائی  | بخش خوسف شهرستان بیرجند  | قصبه              | ۱۵۰            | ۰              | ۵            | ۱                   | ۲                   |
| کلاته میرزائی  | بخش خوسف شهرستان بیرجند  | قصبه              | ۱۵۰            | ۵              | ۵            | ۱                   | ۲                   |
| کلاته میرزاحسن | بخش مرکزی شهرستان بیرجند | کلاته میرزاحسن    | ۵۰۰            | ۱۵             | ۱۸           | ۵                   | ۱۰                  |
| کلاته میرعلی   | بخش مرکزی شهرستان بیرجند | کلاته میرعلی      | ۶۰۰            | ۱۵             | ۲۲           | ۴۵                  | ۴۵                  |
| کلاته میرمحمد  | بخش مرکزی شهرستان بیرجند | اسفزار            | ۴۰۰            | ۱۲             | ۱۷           | ۸                   | ۱۰                  |
| کلاته نایب     | بخش مرکزی شهرستان بیرجند | کلاته نایب        | ۱۵۰            | ۵              | ۱۰           | ۲                   | ۴                   |
| کلاته نایب     | بخش مرکزی شهرستان بیرجند | کلاته نایب        | ۸۵۰            | ۲۰             | ۶۰           | ۴                   | ۱۰                  |
| کلاته نایب رجب | بخش مرکزی شهرستان بیرجند | کلاته نایب رجب    | ۱۳۰            | ۳              | ۱۵           | ۲                   | ۳                   |
| کلاته نو       | بخش مرکزی شهرستان بیرجند | کلاته نو          | ۵۰۰            | ۱۰             | ۱۲           | ۴                   | ۵                   |
| کلاته نو       | بخش مرکزی شهرستان بیرجند | سرحد              | ۲۰۰            | ۸              | ۹            | ۱                   | ۲                   |
| کلاته نو       | بخش مرکزی شهرستان بیرجند | شوشور             | ۱۵۰            | ۸              | ۱۲           | ۴                   | ۵                   |
| کلاته نو       | بخش مرکزی شهرستان بیرجند | نیسان             | ۳۰۰            | ۱۰             | ۱۰           | ۴                   | ۸                   |
| کلاته نو       | بخش مرکزی شهرستان بیرجند | کلاته نو          | ۵۰۰            | ۱۲             | ۱۲           | ۶                   | ۱۰                  |
| کلاته نو       | بخش مرکزی شهرستان بیرجند | مزداب             | ۱۰۰۰           | ۵۰             | ۱۰           | ۱                   | ۲                   |
| کلاته نو       | بخش مرکزی شهرستان بیرجند | کلاته نو          | ۳۰۰            | ۱۰             | ۲۰           | ۳                   | ۶                   |
| کلاته نو       | بخش مرکزی شهرستان بیرجند | بیدسک سما’        | ۲۰۰            | ۵              | ۷            | ۱                   | ۲                   |
| کلاته نو       | بخش مرکزی شهرستان بیرجند | غیوک              | ۳۵۰            | ۸              | ۱۴           | ۲                   | ۴                   |
| کلاته نو       | بخش مرکزی شهرستان بیرجند | بیدخت             | ۱۸۰            | ۶              | ۱۰           | ۲                   | ۳                   |
| کلاته نو       | بخش مرکزی شهرستان بیرجند | پی گدار           | ۲۰۰            | ۶              | ۷            | ۱                   | ۲                   |
| کلاته نو       | بخش مرکزی شهرستان بیرجند | مهموئی            | ۱۰۰۰           | ۵۰             | ۳۵           | ۴                   | ۶                   |
| کلاته پائین    | بخش مرکزی شهرستان بیرجند | اویگان            | ۴۵۰            | ۱۰             | ۱۴           | ۸                   | ۱۰                  |
| کلاته پودینه   | بخش مرکزی شهرستان بیرجند | کوچ               | ۷۵۰            | ۱۵             | ۲۰           | ۳                   | ۶                   |
| کلاته چوپانی   | بخش خوسف شهرستان بیرجند  | قاسمی             | ۶۰             | ۳              | ۶            | ۳                   | ۱۰                  |
| کلاته کمال     | بخش مرکزی شهرستان بیرجند | بیدسک سما’        | ۱۷۰            | ۵              | ۴            | ۱                   | ۲                   |
| کلاته کهنه     | بخش مرکزی شهرستان بیرجند | حصارسنگی          | ۱۰۰            | ۳              | ۲۰           | ۱                   | ۲                   |
| کلاته کهنه     | بخش مرکزی شهرستان بیرجند | مهموئی            | ۶۰۰            | ۲۰             | ۲۰           | ۴                   | ۸                   |
| کلاته یعقوب    | بخش مرکزی شهرستان بیرجند | کلاته عباس        | ۱۸۰            | ۶              | ۱۰           | ۳                   | ۶                   |
| کلاج درگ       | بخش مرکزی شهرستان بیرجند | کلاج درگ          | ۶۰۰            | ۲۰             | ۱۲           | ۳                   | ۵                   |
| کلاجدرگ        | بخش مرکزی شهرستان بیرجند | کلاجدرگ           | ۳۰۰            | ۷              | ۱۲           | ۱                   | ۲                   |
| کلاجدرگ پائین  | بخش مرکزی شهرستان بیرجند | کلاجدرگ           | ۲۰۰            | ۵              | ۱۲           | ۱                   | ۲                   |
| کلاغی          | بخش مرکزی شهرستان بیرجند | رهنیچ             | ۳۵۰            | ۷              | ۱۲           | ۳                   | ۶                   |
| کلبه سنگ       | بخش مرکزی شهرستان بیرجند | پی گدار           | ۹۰۰            | ۳۰             | ۲۰           | ۲                   | ۴                   |
| کله چشمه علیا  | بخش مرکزی شهرستان بیرجند | کله چشمه علیا     | ۴۰۰            | ۱۲             | ۱۴           | ۴                   | ۸                   |
| کلوتک          | بخش مرکزی شهرستان بیرجند | کلاته حاجی یوسف   | ۴۰۰            | ۱۴             | ۹            | ۲                   | ۴                   |
| کم چاه         | بخش مرکزی شهرستان بیرجند | کم چاه            | ۴۰۰            | ۱۲             | ۱۵           | ۱۵                  | ۲۵                  |
| کمال بالا      | بخش مرکزی شهرستان بیرجند | دل‌آباد            | ۳۰۰            | ۱۰             | ۸            | ۲                   | ۳                   |
| کمال‌آباد       | بخش مرکزی شهرستان بیرجند | دل‌آباد            | ۳۰۰            | ۱۰             | ۸            | ۱                   | ۲                   |
| کمر سبز        | بخش خوسف شهرستان بیرجند  | کمر سبز           | ۳۵۰            | ۱۰             | ۱۲           | ۴                   | ۱۰                  |
| کمگیدر         | بخش مرکزی شهرستان بیرجند | شاخن              | ۶۰۰            | ۲۰             | ۱۴           | ۱۵                  | ۴۰                  |
| کندر           | بخش مرکزی شهرستان بیرجند | کندر              | ۱۵۰۰           | ۵۰             | ۳۰           | ۱۵                  | ۳۰                  |
| کندرزی         | بخش مرکزی شهرستان بیرجند | ساقی              | ۱۰۰۰           | ۲۵             | ۱۵           | ۶                   | ۱۰                  |
| کندرزی بالا    | بخش مرکزی شهرستان بیرجند | ساقی              | ۱۰۰۰           | ۲۵             | ۲۰           | ۵                   | ۱۰                  |
| کندوکی بالا    | بخش مرکزی شهرستان بیرجند | کندوکی            | ۲۵۰            | ۸              | ۱۲           | ۳                   | ۵                   |
| کندوکی پا’ین   | بخش مرکزی شهرستان بیرجند | کندوکی            | ۳۰۰            | ۱۰             | ۲۰           | ۸                   | ۱۰                  |
| کنقند          | بخش خوسف شهرستان بیرجند  | خوسف              | ۰              | ۰              | ۰            | ۰                   | ۰                   |
| کهنه           | بخش خوسف شهرستان بیرجند  | سرچاه عماری       | ۱۴۰۰           | ۵۰             | ۱۸           | ۵                   | ۱۰                  |
| کوره گز        | بخش مرکزی شهرستان بیرجند | شوشور             | ۱۲۰            | ۵              | ۶            | ۳                   | ۵                   |
| کوره گز بالا   | بخش مرکزی شهرستان بیرجند | کوره گز           | ۸۰۰            | ۲۰             | ۱۴           | ۵                   | ۱۰                  |
| کوره گز پا’ین  | بخش مرکزی شهرستان بیرجند | کوره گز           | ۴۵۰            | ۱۲             | ۱۴           | ۵                   | ۱۰                  |
| کوشه           | بخش خوسف شهرستان بیرجند  | کوشه              | ۸۰۰            | ۴۰             | ۱۸           | ۱۵                  | ۳۰                  |
| کوشه           | بخش مرکزی شهرستان بیرجند | گازار             | ۵۰۰            | ۲۰             | ۱۷           | ۵                   | ۱۰                  |
| کوشک           | بخش مرکزی شهرستان بیرجند | کوشک              | ۴۰۰            | ۲۰             | ۱۲           | ۱۰                  | ۱۵                  |
| کوشک‌آباد       | بخش مرکزی شهرستان بیرجند | کوشک‌آباد          | ۸۰۰            | ۲۰             | ۱۲           | ۱۲                  | ۲۰                  |
| کوچ            | بخش مرکزی شهرستان بیرجند | کوچ               | ۱۵۰۰           | ۵۰             | ۴۰           | ۴۰                  | ۶۰                  |
| کوچ            | بخش مرکزی شهرستان بیرجند | کوچ               | ۳۵۰            | ۱۰             | ۲۰           | ۲۵                  | ۲۵                  |
| کوک            | بخش مرکزی شهرستان بیرجند | هادرباد           | ۲۰۰            | ۷              | ۱۰           | ۷                   | ۱۵                  |
| کچولی          | بخش مرکزی شهرستان بیرجند | اشتاخون           | ۵۰۰            | ۱۲             | ۲۰           | ۱۰                  | ۱۵                  |
| کینوک بالا     | بخش مرکزی شهرستان بیرجند | ماهوسک            | ۱۰۰            | ۳              | ۷            | ۱                   | ۲                   |
| کینوک پائین    | بخش مرکزی شهرستان بیرجند | ماهوسک            | ۲۰۰            | ۶              | ۹            | ۱                   | ۲                   |
| گائوک          | بخش مرکزی شهرستان بیرجند | میریک             | ۸۰۰            | ۲۰             | ۱۸           | ۶                   | ۱۰                  |
| گارژگان        | بخش خوسف شهرستان بیرجند  | گارژگان           | ۷۰۰            | ۱۴             | ۱۴           | ۵                   | ۱۵                  |
| گازارده        | بخش مرکزی شهرستان بیرجند | گازار             | ۵۰۰            | ۱۲             | ۱۵           | ۴                   | ۱۰                  |
| گاژدمی         | بخش مرکزی شهرستان بیرجند | بیدسک سما’        | ۱۶۰            | ۵              | ۶            | ۱                   | ۲                   |
| گج سنگ         | بخش مرکزی شهرستان بیرجند | مهموئی            | ۱۷۰۰           | ۵۰             | ۳۰           | ۱۳                  | ۲۰                  |
| گدار نرم       | بخش خوسف شهرستان بیرجند  | رومنجان           | ۲۰۰            | ۱۰             | ۸            | ۱                   | ۲                   |
| گدارنرم        | بخش خوسف شهرستان بیرجند  | رومنجان           | ۲۰۰            | ۱۰             | ۸            | ۱                   | ۲                   |
| گراج           | بخش خوسف شهرستان بیرجند  | نوکاج             | ۱۰۰            | ۴              | ۱۲           | ۲                   | ۳                   |
| گراج           | بخش خوسف شهرستان بیرجند  | نو کاج            | ۱۰۰            | ۰              | ۱۲           | ۲                   | ۳                   |
| گرموک          | بخش مرکزی شهرستان بیرجند | گرموک             | ۳۵۰            | ۱۰             | ۸            | ۴                   | ۸                   |
| گرمیدر         | بخش مرکزی شهرستان بیرجند | گرمیدر            | ۴۰۰            | ۱۲             | ۱۴           | ۱۰                  | ۱۵                  |
| گرنگ           | بخش خوسف شهرستان بیرجند  | قیصار             | ۲۲۰            | ۸              | ۶            | ۳                   | ۵                   |
| گرنگ           | بخش خوسف شهرستان بیرجند  | قیسار             | ۲۵۰            | ۲۰             | ۸            | ۰                   | ۵                   |
| گرگ‌آباد        | بخش مرکزی شهرستان بیرجند | گرگ‌آباد           | ۱۵۰            | ۵              | ۸            | ۱                   | ۲                   |
| گرگ‌آباد        | بخش مرکزی شهرستان بیرجند | علی‌آباد           | ۲۰۰            | ۱۰             | ۸            | ۰                   | ۱                   |
| گزان           | بخش مرکزی شهرستان بیرجند | گزان              | ۳۰۰            | ۱۰             | ۱۵           | ۴                   | ۸                   |
| گزان دره سفلی  | بخش مرکزی شهرستان بیرجند | اسو               | ۳۰۰            | ۷              | ۷            | ۱                   | ۲                   |
| گزندر          | بخش مرکزی شهرستان بیرجند | گوکچین            | ۱۰۰۰           | ۴۰             | ۱۸           | ۰                   | ۱۰                  |
| گزندری         | بخش مرکزی شهرستان بیرجند | گزندری            | ۷۰۰            | ۲۰             | ۲۰           | ۱۵                  | ۳۰                  |
| گزه            | بخش خوسف شهرستان بیرجند  | عیلکی بالا        | ۷۰۰            | ۳۰             | ۱۵           | ۱                   | ۴                   |
| گسگک           | بخش مرکزی شهرستان بیرجند | اسفزار            | ۵۰۰            | ۱۴             | ۱۷           | ۱۰                  | ۱۰                  |
| گل مکان        | بخش مرکزی شهرستان بیرجند | خراشاد            | ۲۵۰            | ۶              | ۸            | ۰                   | ۲                   |
| گل نیچه        | بخش مرکزی شهرستان بیرجند | گل نیچه           | ۴۵۰            | ۱۲             | ۱۴           | ۲                   | ۴                   |
| گل چمن         | بخش مرکزی شهرستان بیرجند | استانست           | ۲۰۰            | ۶              | ۸            | ۰                   | ۱                   |
| گل کاشیک       | بخش مرکزی شهرستان بیرجند | رزگ               | ۵۰             | ۲              | ۳            | ۰                   | ۱                   |
| گل گز          | بخش خوسف شهرستان بیرجند  | گل گز             | ۱۵۰            | ۵              | ۸            | ۱                   | ۲                   |
| گلدنگ          | بخش مرکزی شهرستان بیرجند | نوغاب             | ۴۰۰            | ۸              | ۸            | ۱                   | ۲                   |
| گلستان         | بخش مرکزی شهرستان بیرجند | صد گل             | ۴۰۰            | ۱۰             | ۱۲           | ۲                   | ۴                   |
| گلسکار         | بخش مرکزی شهرستان بیرجند | گلسکار            | ۳۵۰            | ۱۰             | ۱۴           | ۳۵                  | ۳۰                  |
| گلمنج          | بخش خوسف شهرستان بیرجند  | میناخون           | ۳۰۰            | ۱۰             | ۱۵           | ۳                   | ۵                   |
| گلنگری         | بخش خوسف شهرستان بیرجند  | رومنجان           | ۱۲۰            | ۶              | ۱۰           | ۲                   | ۴                   |
| گله چشمه       | بخش مرکزی شهرستان بیرجند | گله چشمه          | ۱۰۰            | ۳              | ۴            | ۲                   | ۴                   |
| گلو            | بخش مرکزی شهرستان بیرجند | پی گدار           | ۴۵۰            | ۹              | ۱۵           | ۱                   | ۲                   |
| گلوند          | بخش خوسف شهرستان بیرجند  | گلوند             | ۱۸۰۰           | ۰              | ۲۵           | ۴                   | ۱۰                  |
| گلونک          | بخش مرکزی شهرستان بیرجند | گلونک             | ۲۵۰            | ۶              | ۱۲           | ۳                   | ۵                   |
| گلون‌آباد       | بخش مرکزی شهرستان بیرجند | گلون‌آباد          | ۳۰۰            | ۱۰             | ۱۲           | ۴                   | ۸                   |
| گلون‌آباد       | بخش مرکزی شهرستان بیرجند | گلون‌آباد          | ۵۰۰            | ۱۲             | ۱۲           | ۷                   | ۱۵                  |
| گلگان          | بخش خوسف شهرستان بیرجند  | گلگان             | ۳۰۰            | ۱۲             | ۱۳           | ۵                   | ۱۰                  |
| گلیان          | بخش مرکزی شهرستان بیرجند | گلیان             | ۴۰۰            | ۱۲             | ۱۸           | ۵                   | ۱۰                  |
| گنج            | بخش خوسف شهرستان بیرجند  | کلاته اللیار      | ۰              | ۰              | ۰            | ۰                   | ۰                   |
| گنج بالا       | بخش مرکزی شهرستان بیرجند | گنج بالا          | ۲۰۰            | ۱۰             | ۱۰           | ۵                   | ۱۰                  |
| گنج‌آباد        | بخش مرکزی شهرستان بیرجند | بهلگرد            | ۲۵۰            | ۱۰             | ۱۰           | ۵                   | ۱۰                  |
| گنج‌آباد        | بخش خوسف شهرستان بیرجند  | گنج‌آباد           | ۲۵۰            | ۱۰             | ۱۲           | ۳                   | ۴                   |
| گنج‌آباد پا’ین  | بخش مرکزی شهرستان بیرجند | گنج‌آباد           | ۲۰۰            | ۸              | ۸            | ۵                   | ۱۰                  |
| گنداب          | بخش مرکزی شهرستان بیرجند | بیدخت             | ۱۰۰            | ۳              | ۶            | ۱                   | ۲                   |
| گواگولز        | بخش مرکزی شهرستان بیرجند | نوخرست            | ۸۰۰            | ۲۰             | ۱۲           | ۳۰                  | ۳۰                  |
| گودال          | بخش مرکزی شهرستان بیرجند | پامرغ             | ۲۰۰            | ۸              | ۵            | ۴                   | ۸                   |
| گولگ           | بخش خوسف شهرستان بیرجند  | گولگ              | ۵۰۰            | ۲۰             | ۱۲           | ۴                   | ۱۵                  |
| گوهکان         | بخش مرکزی شهرستان بیرجند | گوهکان            | ۱۲۰۰           | ۶۰             | ۱۲           | ۷                   | ۱۵                  |
| گوگچین         | بخش مرکزی شهرستان بیرجند | گوگچین            | ۱۲۰۰           | ۵۴             | ۲۰           | ۱۰                  | ۲۰                  |
| گیرنگ          | بخش مرکزی شهرستان بیرجند | شاخن              | ۴۰۰            | ۱۷             | ۱۲           | ۴                   | ۱۰                  |
| گیو            | بخش خوسف شهرستان بیرجند  | گیو               | ۲۰۰۰           | ۵۰             | ۴۰           | ۴۰                  | ۸۰                  |
| گیو شاد        | بخش خوسف شهرستان بیرجند  | گیو شاد           | ۶۰۰            | ۲۰             | ۲۰           | ۲۰                  | ۳۰                  |
| گیوک           | بخش مرکزی شهرستان بیرجند | گیوک              | ۲۵۰            | ۹              | ۱۲           | ۳                   | ۶                   |
| گیوک بالا      | بخش مرکزی شهرستان بیرجند | گیوک              | ۳۵۰            | ۸              | ۲۰           | ۱۰                  | ۱۰                  |
| یوسف‌آباد       | بخش مرکزی شهرستان بیرجند | فورجان            | ۶۰۰            | ۱۵             | ۱۲           | ۰                   | ۵                   |
| یوسف‌آباد       | بخش مرکزی شهرستان بیرجند | یوسف‌آباد          | ۳۰۰            | ۱۰             | ۲۰           | ۳                   | ۶                   |
| یوسف‌آباد       | بخش مرکزی شهرستان بیرجند | گلونک             | ۶۰۰            | ۲۰             | ۸            | ۰                   | ۳                   |
| یوسف‌آباد       | بخش مرکزی شهرستان بیرجند | ملک‌آباد           | ۳۰۰            | ۱۰             | ۱۲           | ۲                   | ۴                   |
| یوسف‌آباد       | بخش مرکزی شهرستان بیرجند | چلونک             | ۵۰۰            | ۱۲             | ۶            | ۲                   | ۴                   |
| یوش            | بخش خوسف شهرستان بیرجند  | یوش               | ۴۰۰            | ۱۵             | ۱۲           | ۶                   | ۱۰                  |
| یوشان          | بخش خوسف شهرستان بیرجند  | یوشان             | ۵۰۰            | ۱۲             | ۱۲           | ۵                   | ۱۵                  |
| یکه درخت       | بخش مرکزی شهرستان بیرجند | یکه درخت          | ۷۰۰            | ۲۵             | ۱۲           | ۶                   | ۱۲                  |